# Catedral metropolitana de Medellín
La Catedral Basílica Metropolitana de Medellín, oficialmente Catedral Basílica Metropolitana de la Inmaculada Concepción de María, es una iglesia catedralicia de culto católico dedicada a la Virgen María bajo el dogma de la Inmaculada Concepción. Está situada en la zona céntrica de la ciudad de Medellín (Colombia), en el barrio Villanueva, al costado norte del Parque de Bolívar. El templo fue llamado antiguamente y aún se le conoce pero en menor medida, como Catedral de Villanueva, especialmente durante su construcción para distinguirla de la Iglesia de la Candelaria, que por ese entonces era sede episcopal.
La catedral es el principal templo de la arquidiócesis de Medellín, sede del arzobispo, así como de la "Parroquia de la Catedral". En 1948, el papa Pío XII le concedió al templo el título litúrgico de Basílica Menor por breve del 12 de junio de ese mismo año.
El edificio fue diseñado por el arquitecto francés Charles Émile Carré (1863-1909), en estilo neorrománico, cuenta con planta en cruz latina, consta de tres naves longitudinales, a su vez atravesadas por el transepto o nave transversal, y sus dos torres tienen 53.20 m metros de altura hasta la cruz. Cuenta con 4608 m² en la planta general y 7300 m² de área total construida. La basílica es una gran estructura de ladrillo macizo, pues para su construcción se utilizaron aproximadamente 1 120 000 ladrillos de 8 decímetros cúbicos cada uno (unidos entre sí con argamasa), los cuales envuelven un volumen de 97 000 metros cúbicos.
La obra de ornamentación estuvo a cargo del arquitecto italiano Giovanni Buscaglione quien diseñó el baldaquino, los altares, el púlpito, el coro, los vitrales, los pavimentos y demás obras ornamentales del templo. También se destacan las casas artísticas que han realizado importantes obras para la Catedral como la casa Amerigo di Martino Barsanti, la Casa Maumejean, la casa Poussielgue-Rusand, la casa Rambusch o la casa Ugo Luisi.
Por su valor histórico y por ser una de los principales obras arquitectónicas del país, la Catedral fue propuesta como Monumento Nacional de Colombia por medio de la resolución 002 del 12 de marzo de 1982 y finalmente, el Ministerio de Cultura de Colombia por medio de la resolución 1686 del 1 de diciembre de 2004 es declarada Bien de Interés Cultural de Carácter Nacional -BIC- (equivalente al antiguo título de Monumento Nacional).
También posee un pequeño museo de arte religioso, localizado en una sala contigua a la basílica, y no se encuentra abierto al público. La colección cuenta aproximadamente 40 obras pictóricas (entre los siglos XVII, XVIII, y XIX) y 15 obras escultóricas (entre los siglos XVIII y XIX).

## Historia
La historia de la catedral está dividida en tres etapas; la primera de ellas comienza en 1868 con la creación de la diócesis de Medellín y Antioquia y la posterior búsqueda de una edificación adecuada para ser un templo catedralicio; este periodo termina en 1883. La segunda etapa comienza en 1886 cuando Bernardo Herrera Restrepo toma posesión como nuevo obispo y emprende la tarea de edificar la catedral, y termina en 1952 cuando gracias a una donación, el templo termina de adquirir sus últimos elementos más característicos. La tercera y última etapa abarca desde la creación de la parroquia hasta la actualidad.
Además, la política es un factor influyente en la historia de la basílica. Después de los procesos de Independencia de principios del siglo XIX, Colombia comenzó a sufrir en el trascurso de ese siglo una serie de guerras civiles. Entre 1812 y 1886, el país sufrió ocho guerras civiles de alcance nacional, y eso sin contar los varios conflictos bélicos menores de carácter regional o las innumerables revueltas. Sin embargo, sería recién en 1848-1849 cuando se constituyeran los dos bloques permanentemente enfrentados entre sí durante todo el resto de la centuria: liberales y conservadores.
Cada uno tenía el objetivo de conseguir el poder del Estado central para retenerlo y usarlo en excluir a su rival, confrontación que periódicamente empeoraba hasta que movilizaban al vulgo para ir a las armas, aumentando el odio entre azules (conservadores) y rojos (liberales). Los ideales que los dividían podían resumirse en sus consignas, en su actitud con la Iglesia católica, el manejo de la economía y la administración territorial. Los conservadores decían «Dios, patria y familia», identificando la patria con la defensa de las tradiciones de su cultura y de la Iglesia, la que veían como un baluarte de las mismas. En cambio, los liberales se identificaban plenamente con los ideales de la Revolución Francesa, para los que la Iglesia era un obstáculo para construir un Estado moderno, con tolerancia religiosa y libertad de conciencia, lo que se podía resumir en «liberté, égalité, fraternité».
Los liberales no perdían oportunidad para debilitar a la Iglesia católica. Por ejemplo, durante el gobierno de Tomás Cipriano de Mosquera, quien mantuvo una fuerte hostilidad hacia la Iglesia Católica, decreta el 20 de julio de 1860 la tuición de cultos, por el cual ningún clérigo podía practicar las funciones del culto sin la autorización del poder ejecutivo y el 9 de septiembre de 1861 decreta la expropiación de bienes de manos muertas, quitándole a las autoridades religiosas un gran número de propiedades.
Sin embargo, en un país dividido, tratando de resolver sus pugnas partidistas, la Iglesia constituía un elemento aglutinador, lo que la llevó a convertirse en un brazo electoral decisorio. Influencia que era temida entre las filas liberales. La reforma constitucional de 1886 y la firma del Concordato en 1887 zanjaron aparentemente las diferencias entre Estado e Iglesia, basándose en la convicción de la necesidad de la paz religiosa, la aceptación de que la mayoría de los colombianos eran católicos, y en la creencia de que la mejor educación era la que se sostenía sobre la civilización cristiana.
No obstante, después de estos acontecimientos, dos conflictos bélicos se generaron; en 1895 surgió una guerra civil de corta duración y entre octubre de 1899 y noviembre de 1902 Colombia se desangraba en lo que se conoció como la guerra de los Mil Días, donde una gran parte de la población nacional de esa época falleció a causa de dicha guerra. En ambos conflictos se enfrentaron los partidos liberal y el Conservador. Durante el periodo de construcción de la Catedral ocurrieron 4 guerras civiles.
Paralelamente a estos acontecimientos, en las ciudades de Antioquia (hoy Santa Fe de Antioquia) y Rionegro y las Villas de Medellín y Marinilla, surgió en cada una de ellas el deseo de ser sede diocesana, pues gran parte del territorio de la provincia de Antioquia (hoy departamento de Antioquia) dependía de la diócesis de Popayán (creada en 1531), cuya sede quedaba a una gran distancia lo que dificultaba su atención pastoral.
Finalmente, luego de varios intentos, Santa Fe de Antioquia, capital de la provincia, logró su aspiración y el 31 de agosto de 1804 el papa Pío VII erigió la diócesis de Antioquia desmembrando la mayor parte de ella de la diócesis de Popayán, y, en extensión más pequeña, de las diócesis de Santa Fe de Bogotá y de Cartagena. Se nombró como obispo de la nueva jurisdicción al español Fernando Cano Almirante, pero por motivo del proceso de independencia no pudo tomar posesión, por consiguiente nunca gobernó. No fue hasta 1827 que se designó como su obispo a fray Mariano Garnica y Orjuela, quien fue consagrado el 23 de mayo de 1828 y tomó posesión de la Sede el 1 de julio del mismo año. Fue el primer obispo que gobernó la sede.
Además, entre la villa de Medellín y la ciudad de Santa Fe de Antioquia se vivía una rivalidad, pues la primera era más apetecida por varias razones, como su ubicación, clima y su pujanza económica; en 1813 fue declarada «Ciudad» y en 1826 fue designada capital de la provincia en detrimento de Santa Fe de Antioquia.
Curiosamente, Garnica insistió incansablemente por conseguir del Gobierno y de la Santa Sede el traslado de la sede episcopal a Medellín. Las razones aducidas por el obispo fueron: la ciudad de Santa Fe de Antioquia se ubica en el extremo de la provincia, es difícil el paso por el caudaloso río Cauca y su clima es muy cálido. Falleció en Medellín el 16 de agosto de 1832.
En 1835, Juan de la Cruz Gómez Plata fue nombrado segundo obispo de Antioquia y consagrado el 17 de enero de 1836. Tomó posesión de la sede episcopal el 12 de julio del mismo año. Gómez Plata tuvo serias tensiones con el gobierno civil, a causa de la persecución contra la Iglesia antioqueña. Falleció en Medellín el 1 de diciembre de 1850.
En 1855, Domingo Antonio Riaño Martínez es nombrado tercer obispo de Antioquia y llegó a su sede en noviembre del mismo año. Al obispo le tocó gobernar en un ambiente muy conflictivo con el gobierno civil, afrontó momentos muy tensos como los ya mencionados «tuición de cultos», y la «expropiación de bienes de manos muertas», que causaron mucho daño a la Iglesia y que luego, por orden de Tomás Cipriano de Mosquera, Riaño fue desterrado y se vio obligado a salir hacia el vecino país del Ecuador. Por tal motivo, al presbítero Valerio Antonio Jiménez, como vicario general de la diócesis, le tocó gobernar en ese complicado momento desde las selvas de Cocorná, en donde se encontraba refugiado. El 20 de julio de 1866 fallece en Quito el obispo Riaño, sus restos mortales después de alguno tiempo fueron trasladados a Medellín.
Algunos años antes de la muerte de Riaño, varios sacerdotes de Medellín se dirigieron al papa Pío IX para pedirle el traslado de la Sede de Santa Fe de Antioquia a Medellín, alegando razones pastorales de ubicación, distancia y clima. Después del fallecimiento del obispo Riaño, los presbíteros volvieron a insistir ante la Santa Sede añadiendo a las razones anteriores las siguientes:
- Que la capital política era Medellín.
- Que de las 80 parroquias correspondientes a la jurisdicción de Antioquia, 14 estaban cerca de ella y que solo contaban con 22 521 habitantes, mientras que las 66 restantes estaban cerca de Medellín y contaban con 260 804 personas.

Estos fueron momentos muy complicados para la Iglesia y explicaría en parte, el bajo perfil que mantuvieron al principio de la construcción de la Catedral.

### Inicio, avance y suspensión

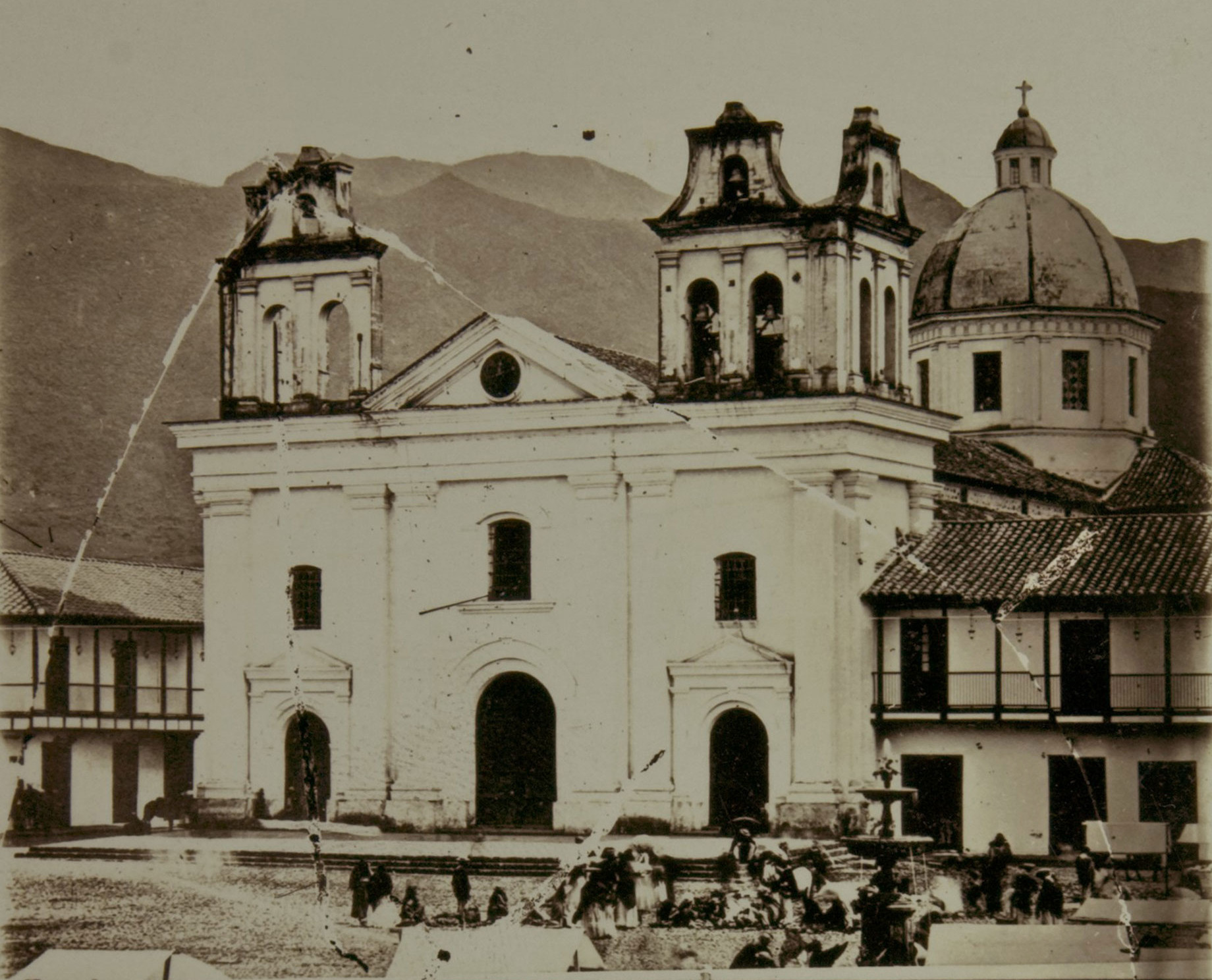
Iglesia de la Candelaria en 1870, por 63 años fue el templo catedralicio de Medellín.

El papa Pío IX por medio del decreto consistorial del 14 de febrero de 1868 suprime la sede episcopal de Antioquia, y la trasladada a Medellín con el nombre de Diócesis de Medellín y Antioquia. El arzobispo de Bogotá, el antioqueño Vicente Arbeláez Gómez, fue nombrado ejecutor de dicho decreto consistorial, para lo cual expide el decreto ejecutorial el 1 de agosto de 1868, el cual en las siguientes partes indica sobre la catedral:

Decretamos y ordenamos lo siguiente:

II - La iglesia principal de la ciudad de Medellín dedicada a la Purificación de la Virgen María, será promovida desde el referido día al honor y dignidad de Iglesia Catedral, mientras se edifica un templo bastante cómodo y decente, el cual desde ahora, lo elevamos a dignidad de Catedral con todos los honores, derechos y privilegios consiguientes.
V - Mientras se edifica el referido templo, el párroco de la Iglesia de la Purificación, desde la publicación de este decreto, será llamado Cura de la Catedral, más cumplirá su oficio en la [iglesia de la] Santa Cruz...

VI. El templo que fue dedicado a la Bienaventurada Virgen María bajo el título o invocación de la Purificación, y que ahora se ha elevado a la dignidad de Iglesia Catedral, conservará el mismo título o invocación; y el que se ha de edificar lo dedicamos a la Inmaculada Concepción de la misma Bienaventurada Virgen María y damos este título a la nueva Catedral perpetuamente.

El 13 de marzo de 1868, mons. Valerio Antonio Jiménez fue preconizado obispo de Medellín y Antioquia, consagrado en Bogotá el 28 de junio del mismo año, entró a Medellín y tomó posesión de la diócesis el 16 de noviembre de 1868. Luego, solicitó a la Santa Sede como obispo coadjutor al rector del seminario y deán del capítulo José Joaquín Isaza, una vez autorizado él mismo lo consagró el 17 de abril de 1870, y en ese mismo día tomó posesión del Deanato de la Catedral el pbro. José Ignacio Montoya. Más adelante, después de atender los asuntos organizativos más urgentes en medio del ambiente anticlerical por el que pasaba el país, se enfocó en la construcción de la catedral.
Por tal motivo, el 29 de marzo de 1870 se reunió el Capítulo Catedralicio, presidido por el obispo Jiménez, quien les manifestó que ya era el tiempo oportuno de tratar el tema de la construcción de la iglesia Catedral, y por la importancia de este asunto, quería ante todo, contar con la cooperación y apoyo del Capítulo. En dicha reunión, el Prelado obtuvo el interés y apoyo de los canónigos, luego les formuló una serie de preguntas: ¿conviene construir un nuevo templo que sirva de Catedral a la iglesia de Medellín y Antioquia?, después de discutir fue aprobada por unanimidad, siendo también afirmativo el votó del Obispo. ¿Cual será el punto conveniente en la ciudad para la construcción del nuevo templo? después de debatir se resolvió por unanimidad lo siguiente: «El Prelado y el V. Capítulo resuelven, consultando la conveniencia pública, que la nueva Catedral se construya en la Plaza de Villanueva». Además, aprobaron por unanimidad la creación de una Junta compuesta por los canónigos José Dolores Jiménez y Sebastián Emigdio Restrepo, y por cinco destacados laicos del conservadurismo católico: Pedro Justo Berrío (presidente del Estado de Antioquia), Marcelino Restrepo, Gabriel Echeverri, Ramón Martínez B. y Guillermo Restrepo, «para que arreglen los contratos necesarios para obtener con ventaja los locales [terrenos] necesarios para construir la Catedral, Palacio Episcopal, Colegio-Seminario, cuyos contratos se someterán a la aprobación del Prelado y del Capítulo, manteniendo en reserva la resolución anterior hasta que se obtengan de una manera definitiva dichos locales». Esta resolución fue comunicada a dichos personajes por medio de una circular fechada el 3 de abril y firmada por el presbítero José Joaquín Isaza.
| Circular del Cabildo Eclesiástico sobre nombramiento de una comisión |
| Diócesis de Medellín y Antioquia Presidencia del Cabildo Eclesiástico Medellín, 3 de abril de 1870 Señor....... El Cabildo Eclesiástico de esta diócesis, presidido por el Illmo. Sr. Obispo, conociendo la necesidad que hay de emprender la construcción de una nueva Catedral, que satisfaga las necesidades espirituales de esta católica diócesis, y que esté al mismo tiempo á la altura de la civilización de esta hermosa Capital, acordó, en la sesión del día 29 del mes próximo pasado, que se emprendiera chicha obra; pero como para esto se necesitan algunas operaciones previas, tales como la adquisición de locales [terrenos] cómodos para levantar no solo la Catedral sino también el Palacio Episcopal y el Seminario de la diócesis, esta Corporación, después de haber acordado la construcción del nuevo templo y sus accesorios en la Plaza de «Villanueva», aprobó la siguiente proposición: ‘Nómbrase por el Prelado y el Capítulo una Comisión compuesta de los Prebendados Presbíteros José Dolores Jiménez y Sebastián E. Restrepo, y de los Sres. Presidente del Estado, Dr. Pedro J. Berrío, Marcelino Restrepo, Gabriel Echeverri, Dr. Ramón Martínez B. y Guillermo Restrepo, para que arreglen los contratos necesarios para obtener con ventaja los locales necesarios para la construcción de la Catedral, el Palacio Episcopal y el Colegio Seminario, cuyos contratos se someterán á la aprobación del Prelado y del Capítulo, manteniendo en reserva la resolución anterior, hasta que se obtengan de una manera definitiva dichos locales.’ Lo que tengo el honor de transcribir á Ud., esperando muy fundamentalmente que prestará este servicio importantísimo á la Iglesia, y que reunido á los demás individuos nombrados harán cuanto sea posible para llevar á efecto las piadosas miras de esta Corporación. Soy de Ud. muy atento servidor. (firmado) José Joaquín Isaza |

Para la edificación del nuevo templo, se analizaron los diferentes lugares ofrecidos con anterioridad por varios feligreses, hasta se pensó también que se podía construir en la Iglesia de la Veracruz. Finalmente se resuelve, que la nueva Catedral se construya en el Barrio Villanueva donde se estaba conformando una plaza y existía un terreno donado desde 1857 por el ingeniero y filántropo inglés Tyrrel Moore para un templo «cristiano».
La invitación del obispo fue secundada activamente en la primera reunión el 7 de abril de 1870. En ella, los presentes resolvieron organizarse en: «Junta comisionada para procurar llenar con el mayor acierto y economía posible el pensamiento de la Iglesia y corresponder bien a la honrosa confianza que en ellos se ha depositado» y allí mismo fue nombrado como presidente de la Junta a Pedro Justo Berrío, Vicepresidente al presbítero José Dolores Jiménez y secretario a Guillermo Restrepo Isaza. Además se distribuyeron las Comisiones para las diferentes tareas, especialmente la encargada de la compra de los terrenos para la construcción de la Catedral, del Palacio Episcopal y del Seminario. Se entiende que al hablar de la compra del terreno para la catedral se refiere que había que añadir al donado por Morre, por no ser este suficiente.
En la segunda reunión de la Junta realizada el 22 de diciembre del mismo año (1870), los comisionados para conseguir los terrenos informaron que ya estaban comprados algunos lotes que se requerían y que fueron adquiridos «en muy buenas condiciones». En el acta de esa sesión se dio un voto de acción de gracias al señor Morre «porque en obsequio del bien público vendió a un precio muy cómodo para la Iglesia el terreno adyacente al que él mismo había donado con el fin de edificar un templo católico...». En la reunión del 1 de febrero de 1871 de la Junta, las comisiones respectivas informan de la adquisión de otros terrenos, que se logró negociar de manera favorable la piedra de cantera que se necesitaría para la construcción de los edificios, además de una corriente de agua potable.
| O. C.                                                                      | N. de E. | Fecha de compraventa     | Vendedor                                | Comprador                         | Notaría y notario          |
| -------------------------------------------------------------------------- | -------- | ------------------------ | --------------------------------------- | --------------------------------- | -------------------------- |
| 1                                                                          | 181      | 09 de mayo de 1857       | Tyrrel Moore                            | Donación                          | 1.ª Tomás Trujillo         |
| 2                                                                          | 1902     | 16 de mayo de 1870       | Julián R. Gallo                         | Guillermo Restrepo Isaza          | 2.ª José María Arango      |
| 3                                                                          | 1907     | 17 de mayo de 1870       | Rafael Vélez mejía                      | Guillermo Restrepo Isaza          | 2.ª José María Arango      |
| 4                                                                          | 2078     | 21 de mayo de 1870       | Manuel Uribe Ángel                      | Guillermo Restrepo Isaza          | 1.ª Rafael Jaramillo Muñoz |
| 5                                                                          | 2079     | 23 de mayo de 1870       | María de Jesús del Corral de Zea        | Pbro. José de los Dolores Jiménez | 1.ª Rafael Jaramillo Muñoz |
| 6                                                                          | 2080     | 23 de mayo de 1870       | Cipriano Isaza                          | Guillermo Restrepo Isaza          | 1.ª Rafael Jaramillo Muñoz |
| 7                                                                          | 1934     | 27 de mayo de 1870       | Fabriciano Escobar                      | Guillermo Restrepo Isaza          | 2.ª José María Arango      |
| 8                                                                          | 2109     | 31 de mayo de 1870       | Marcelino Restrepo (apoderado de Moore) | Pbro. José de los Dolores Jiménez | 1.ª Rafael Jaramillo Muñoz |
| 9                                                                          | 1983     | 09 de junio de 1870      | Aurentino Montoya                       | Pbro. José de los Dolores Jiménez | 2.ª José María Arango      |
| 10                                                                         | 1991     | 13 de junio de 1870      | Pedro José Olano                        | Guillermo Restrepo Isaza          | 2.ª José María Arango      |
| 11                                                                         | 2286     | 09 de agosto de 1870     | Demetrio Viana                          | Guillermo Restrepo Isaza          | 1.ª Rafael Jaramillo Muñoz |
| 12                                                                         | 2167     | 12 de agosto de 1870     | Jesús Castrillón                        | Guillermo Restrepo Isaza          | 2.ª José María Arango      |
| 13                                                                         | 2252     | 14 de septiembre de 1870 | Juliana y Concepción Veléz              | Guillermo Restrepo Isaza          | 2.ª José María Arango      |
| 14                                                                         | 2490     | 27 de octubre de 1870    | María Josefa Gutiérrez (permuta)        | Guillermo Restrepo Isaza          | 1.ª Rafael Jaramillo Muñoz |
| 15                                                                         | 3722     | 27 de octubre de 1870    | Concurso de José A. Castro              | Guillermo Restrepo Isaza          | Juzgado 1.ª                |
| 16                                                                         | 2509     | 20 de diciembre de 1870  | José Rojas y hermanos                   | Guillermo Restrepo Isaza          | 2.ª José María Arango      |
| 17                                                                         | 5        | 04 de enero de 1871      | Salomé Rojas y hermanos                 | Guillermo Restrepo Isaza          | 2.ª José María Arango      |
| 18                                                                         | 77       | 10 de enero de 1871      | Jacobo F. Lince                         | Guillermo Restrepo Isaza          | 1.ª Rafael Jaramillo Muñoz |
| O. C = Orden cronológico de adquisición. - N. de E. = Número de escritura. |          |                          |                                         |                                   |                            |

Los predios comprados costaron 29 605,6 3⁄4 de pesos de ocho décimos, y los encargados de la compra fueron el canónigo José Dolores Jiménez y el laico Guillermo Restrepo, quienes compraron los terrenos a nombre de ellos y no a nombre de la diócesis, esto se hizo para proteger los intereses de la iglesia, pues en ese momento se vivía en el país un ambiente político anticlerical. El terreno donde se iba construir el nuevo templo, se localiza al norte de la «Plaza de Villanueva», terreno de dos mil varas cuadradas que el mismo Moore había trazado y donado para la ciudad, el cual se llamó en un principio “Plaza de Villanueva”, y, por deseo de Moore pasó a llamarse «Plaza de Bolívar» en honor al Libertador, (hoy Parque de Bolívar).
Con todos estos avances el obispo Jiménez expidió el decreto del 8 de febrero de 1871 ordenando la edificación del nuevo templo "en la Plaza de Bolívar". En los considerados de este decreto indica las razones por las cuales había necesidad de construir un templo «bastante cómodo y decente» como ordenó el arzobispo Arbeláez. Señala que la iglesia de La Candelaria no correspondía «ni a la naturaleza de los oficios pontificales ni a la numerosa concurrencia de católicos de esta ciudad». Añade otras razones como la de que los fieles han manifestado «interés y entusiasmo» por el nuevo templo «que sería de utilidad para la diócesis» y será «un monumento que transmita a la prosperidad y a las futuras generaciones la memoria de nuestra religiosidad y piedad para con Dios y será un ornato digno de la ciudad, símbolo de su progreso y prueba de su cristiana ilustración».
Se convocó en la iglesia de La Candelaria que era la catedral, a los católicos interesados a una reunión el 25 de marzo de 1871, encabezada por el obispo Jiménez y por los de la Junta; se dio a conocer el decreto del 8 de febrero de 1871 que ordena la construcción de la catedral en la Plaza de Bolívar, y en donde también se agradece especialmente a Moore por la donación. En la reunión, el obispo Jiménez declaró la necesidad de construir un templo «más cómodo y capaz» que La Candelaria «más digno de las riquezas, ilustración y progreso de la ciudad de Medellín» y «más apropiado para la más cumplida satisfacción de las necesidades espirituales de toda la Diócesis en general». Invitó a los feligreses a ofrecer mandas y donativos para poder empezar la obra. Todos los allí presentes ofrecieron su ayuda.
Después de la intervención del obispo, el presbiterio José María Gómez Ángel improvisó un elocuente discurso, para nombrar, inmediatamente después, una nueva Comisión «compuesta por los señores Ramón Martínez Benítez, Guillermo Restrepo I. y [el] Secretario de Gobierno Eclesiástico, para formar la lista de ofrendas, mandas y donativos que los concurrentes, atendiendo a las invitaciones hechas y a sus piadosos sentimientos, ofrecieran para la construcción de la nueva Catedral. Ahí mismo, las personas se acercaron a la mesa de los comisionados y realizaron diversas promesas de donaciones: unos con aportes económicos desde un mes o varios años, por determinado tiempo o hasta que la obra se acabe; otros en adobes, en trabajo y servicios.
Entre tanto el ingeniero Moore quedó muy satisfecho de que el terreno que había donado el 9 de mayo de 1857 para un templo cristiano, será utilizado para tal fin, así lo indica en la carta que le escribió a su amigo Marcelino Restrepo el 15 de abril de 1871, en la que además, le confiere poder amplio para que en su nombre gestione la posesión legal de dicho terreno al Obispo de Medellín y Antioquia.

El 19 de abril de 1871, la Junta Suprema (como se le denominó de ahí en adelante) se reunió en la sacristía de La Candelaria y solicitaron al Obispo, que nombrara una Comisión de Señoras para hacer colectas y una Comisión de cinco miembros, tres de los cuales sean «inteligentes en arquitectura y bellas artes» y los otros dos que sean sacerdotes destacados, para arbitrar lo referente al diseño del templo. También acordó la Junta Suprema solicitar a las autoridades Municipales, que trazasen y cercasen la Plaza y las calles adyacentes al Barrio Villanueva. Convinieron también en solicitar al Obispo el nombramiento de un Ordenador de gastos y Tesorero de la construcción de la Catedral, quien luego sería nombrado para dicho cargo el presbítero José Dolores Jiménez, persona muy hábil para el manejo de dineros.
Para el 3 de junio de 1871 se tiene que algunos miembros de la Junta Suprema establecieron una junta subalterna que asumiría el levantamiento de los planos de la Plaza de Bolívar y sus alrededores, y entre sus miembros estaban el ingeniero Juan Lalinde y el médico y geógrafo Manuel Uribe Ángel, este último en calidad de presidente de dicha junta subalterna.
Encontrar en esa época personas en saberes de arquitectura y bellas artes era verdaderamente complicado, en el mejor de los casos, ingenieros con un poco de experiencia en construcciones de casas y pequeños edificios. En abril de 1872 «se propuso abrir un concurso entre los artistas y arquitectos de dentro y fuera del Estado para presentar planos para la Catedral y premiarse el mejor trabajo o pagarle el valor del mejor de ellos». Por tal motivo, en ese año (1872) llegaron a Medellín unos planos enviados por Gonzalo Gaviria Madriñan, quien los envió desde París; también llegaron unos planos del ingeniero y matemático antioqueño Luciano Jaramillo y otros del agrimensor Benito Balcázar y Cándido Molina.
El 4 de febrero de 1873 fue restablecida la diócesis de Antioquia (Santa Fe de Antioquia); desde entonces el obispado comenzó a llamarse simplemente Diócesis de Medellín. El 29 de marzo de 1873, el obispo Jiménez por razones de edad y enfermedad renuncia al gobierno diocesano. Lo sucedió automáticamente el obispo coadjutor Joaquín Isaza Hoyos, quien tan pronto tomó el cargo se tuvo que ocultar por del acoso y las persecuciones anticlericales que se vivían en ese momento.
Entretanto, la Junta Suprema de la Catedral analizaba una y otra vez todas las proposiciones aceptadas, pero insatisfactorias. Se plantearon dos opciones para obtener el diseño: la primera, la consecución de libros de arquitectura religiosa para extraer de allí el boceto, y la segunda, inspirada por el obispo Isaza, la de conseguir en el extranjero un arquitecto que elaborara el diseño. Se optó por la segunda.
Consecuentemente Isaza, hombre formado en Bogotá, inició los primeros contactos orientados a buscar un arquitecto jesuita, pero ante la dificultad de encontrarlo, acudió a los franciscanos, quienes enviaron dos de sus sacerdotes y al arquitecto Filippo Crosti, quien llegó a Medellín el 14 de agosto de 1874, gracias a un arreglo del viaje que hiciera el cónsul de Colombia en Roma. Los dos religiosos eran Benjamín Masciantonio y Daniel Taliana. El 5 de octubre del mismo año, anota el obispo Isaza en una carta sobre su encuentro en secreto con Crosti y Masciantonio: «he tratado ya con los arquitectos, Crosti me parece hombre entendido pero me ha parecido un poco pretencioso y no sé al fin como arreglaremos; el fraile [Masciantonio] es bueno, moderado y puede servirnos de mucho en todo».
Crosti dio cuatro conceptos antes de hacer contrato de planos y edificación. El primer concepto fue sobre el sitio escogido en el costado norte del Parque de Bolívar. Aprobó el lugar por su belleza, la pureza de sus aguas, por condiciones de luz y ventilación, y porque el desarrollo urbano avanzaba hacia ese lado. El segundo concepto fue sobre la naturaleza del terreno. Indica que el suelo ofrece solidez, que a poca profundidad hay roca, que es de origen fluvial, que las estratificaciones son sólidas. El tercer concepto fue sobre los materiales de que se podía disponer. Señala que existe buena piedra para cantera, piedra común, arena, cal, madera y se fabricaban ladrillos. El cuarto concepto fue sobre la mano de obra. Indica que con el personal humano que existe puede hacerse la obra, no hay que traer personal extranjero.
Luego de dar estos conceptos, Crosti presentó varios proyectos. El primero que presentó lo valoró en $ 800 000 pesos fuertes, el cual fue rechazado por ser imposible financieramente. Presentó otro de $ 400 000, valor que el obispo Jiménez juzgó financiable, pues si se estaba construyendo el templo de Santo Domingo financiado en $ 100 000, siendo un templo parroquial, no era mucho $ 400 000 para el templo catedralicio; en cambio para el presbítero José María Gómez Ángel, sacerdote entendido en construcciones, el costo no debería de pasar de 200 000 $. Después de presentar un tercer diseño se firmó con Crosti contrato de construcción, fechado el 18 de noviembre de 1874 y firmaron el deán José Ignacio Montoya Palacio, los laicos Manuel Uribe Ángel y Recaredo de Villa (presidente del Estado de Antioquia), quienes firmaron en representación del obispo Isaza quien estaba cumpliendo un destierro decretado por el gobierno civil de Eustorgio Salgar. El contrato, con una validez de un año, estableció una asignación mensual, a partir del 1 de noviembre, ciento diez pesos fuertes ($ 110) y ciento sesenta pesos fuertes ($ 160) por indemnización. Se le permite aceptar otros trabajos sin perjuicio de la obra.
El 29 de diciembre de 1874, aquejado por dolencias de gravedad, fallece a los 54 años el obispo José Joaquín Isaza, por lo cual, el obispo Valerio Antonio Jiménez sale de su retiro y es nombrado vicario capitular el 31 de diciembre de 1874, para que administre la diócesis mientras se nombra un nuevo prelado.
De una nota de Filippo Crosti, leída en la sesión del 3 de febrero de 1875, informa lo siguiente:

«Para el 15 de enero del año próximo (1875) puede darse principio a los trabajos del templo, que va a construirse. Para ese día estará también formada la planímetra de los nuevos planos, de los cuales acompaño a Su Señoría Ilustrísima un proyecto de embrión».

«He reducido la extensión de los primeros en longitud, y he sustituido la forma de cruz latina con una de figura semigriega, para darle mayor latitud».
«Juzgo que conviene conseguir lo siguiente:
- 1o. Una calera que se encuentre a la menor distancia posible del lugar en que ellos deben ejecutarse.
- 2o. Que se dé principio a la construcción de dos tejares para los efectos que oportunamente indicará el suscrito».

La bendición de la primera piedra del nuevo templo se realizó en la tarde del 9 de febrero de 1875 en una ceremonia solemne, de la Catedral (La Candelaria) salió una procesión precedida por una gran cruz de madera, seguida por una imagen de la Virgen, rumbo al norte del parque de Bolívar. Las calles y dicho parque estaban adornados con cortinas, festones y cuadros, todo colocado con gran esmero. El acto estuvo encabezado por el obispo Jiménez como vicario capitular, acompañado por el Capítulo, el clero y una gran asistencia del público en general, una vez en el sitio, el obispo Jiménez bendijo el terrero designado para la nueva catedral, junto con la primera piedra y después hizo lo mismo con la cruz de madera, la cual se plantó en dicho terreno y se concedió indulgencias para quien la adorase.
El 14 de febrero de 1875 fallece a los 47 años Pedro Justo Berrío, presidente de la Junta Comisionada y de la Junta Suprema de la Catedral, fue presidente (gobernador) del Estado de Antioquia de 1864 a 1873, siendo reelegido por dos períodos consecutivos. Su funeral fue presidido por el vicario capitular Valerio Antonio Jiménez, amigo personal del difunto Berrio. Aunque no se sabe exactamente los efectos de esta pérdida para la primera Junta de la Catedral, si se intuyen los alcances políticos y económicos que se generaron con dicha pérdida, pues en lo político Berrio era muy respetado e influyente, lo que generaba cierto respaldo en un ambiente nacional anticlerical.
El 9 de marzo de 1875, el obispo Jiménez, como vicario capitular, aprobó el diseño presentado por Crosti «por ser artístico, de posible realización y porque sería para Medellín el mejor templo de acuerdo con sus necesidades y recursos». Luego, Jiménez aprobó el 8 de mayo de ese mismo año el reglamento de la construcción, realizado por una Comisión de la que hizo parte Crosti. Contaba con tres capítulos: el primero de disposiciones generales; el segundo señala las obligaciones del director, del subdirector, de los capataces, del ordenador de gasto y tesorero y del recaudador de fondos; el tercero fija sueldos, establece horarios de trabajo y otras disposiciones.
Después, Jiménez expidió el decreto del 17 de mayo de 1875, nombrando a Crosti como director, al fraile Benjamín Masciantonio como subdirector, con la asignación mensual de sesenta pesos y al presbítero José Dolores Jiménez como tesorero pagador. Además, que desde ese día se diera principio formal a los trabajos de construcción del templo, los cuales no debían interrumpirse a no ser por causas graves. En agosto, Crosti presentó unos informes detallados sobre la construcción del edificio, indicando sus costos por partes, donde totaliza $ 286 318 pesos el valor de toda la obra o sea que no llegaban a los $ 400 000. Los gastos de los cimientos fueron $ 28 504.
Duranste las obras, Crosti comenzó a tener problemas, por un lado, Medellín no contaba con trabajadores cualificados para una obra de esta envergadura, por lo cual perdió tiempo valioso capacitando a los obreros, como él ya lo había advertido en uno de sus informes, que este detalle podría ser uno de los factores que eleven el costo, además el Capítulo le había solicitado desde el principio el “no empleo de obreros extranjeros”; después tuvo que lidiar con la quebrada Barbacoas (llamada popularmente La Loca) que dividía en dos el lote de la Catedral, lo que parecía un inofensivo arroyo era un problema mayúsculo. La idea era encauzar la quebrada «para impedirle cualquier daño que en su estado normal o anormal pudiera producir» pero dichos trabajos presentaron dificultades, el terreno no facilitaba las cosas, a esto se le suman las considerables dimensiones de dicha obra y más lo impredecible de la quebrada, estaban impidiendo encauzarla en los muros de contención en forma de bóveda de cañón.
Crosti estuvo al frente de la obra hasta el 18 de noviembre de 1875, cuando terminó su contrato, el cual no fue renovado. Las obras que llegó a realizar en ese año fueron los cimientos y la canalización y cobertura de la quebrada La Loca, esta última absorbió una gran parte de los fondos recaudados que se tenían en ese momento.
El obispo Jiménez renuncia como vicario capitular el 14 de febrero de 1876, fecha que es elegido como nuevo vicario capitular el deán José Ignacio Montoya Palacio, quien luego es preconizado el 17 de abril de 1876 por el papa Pío IX como tercer obispo de Medellín. Fue consagrado el 23 de julio de ese mismo año por Jiménez en el templo de la Candelaria, y tomó posesión de la sede ese mismo día. El inicio de su episcopado coincidió con un tenso ambiente en el país, pues los conflictos sobre la cuestión Iglesia-Estado se recrudecieron, lo que terminó generando la guerra civil de 1876 a 1877, por lo cual la construcción de la catedral tuvo que suspenderse en 1876, en parte porque en dicho enfrentamiento bélico se involucraron Recaredo de Villa (presidente del Estado de Antioquia) y Marceliano Vélez, ambos miembros activos de la Junta Suprema, además varios de los obreros que trabajaban en la construcción del templo marcharon como soldados.
Terminada la guerra, y como represalia, el 12 de mayo de 1877 el congreso expidió la ley 37 en la que desterraba por diez años a cuatro obispos del país, entre ellos el obispo de Medellín, por apoyar abiertamente el lado conservador, o sea el bando perdedor, aunque al obispo Montoya se le otorgó una prórroga por enfermedad. Luego, Montoya desde su escondite administró la diócesis por medio de dos vicarios generales, pero cansado de la persecución religiosa y su enfermedad decide aceptar el destierro.
Después de seis años de suspensión de la obra, el obispo Montoya, que había regresado muy enfermo, nombró una nueva junta, la cual se reúne el 3 de julio de 1882, y que fue presidida por el Obispo y en la que participaron los presbíteros José Dolores Jiménez, Juan de Dios Uribe, Lorenzo Escobar y José María Gómez Ángel, y el laico Guillermo Restrepo Isaza. En dicha reunión se nombró por unanimidad como «director general de la obra» al pbro. Gómez Ángel.
El obispo Montoya expidió un decreto el 12 de junio de 1882 y el 19 de junio de ese año, se reanudó la construcción. La Junta estuvo al frente de los trabajos hasta el mes de octubre de 1883, cuando el obispo Montoya decretó la suspensión definitiva, a partir de los conceptos negativos de los padres Gómez Ángel y Masciantonio, quienes resaltaron que el proyecto era irrealizable por la monumentalidad, por problemas estructurales y por la falta de materiales adecuados.
A pesar de que los planos habían sido revisados y rectificados, resultaba la obra de tal magnitud que sería imposible acabarla en el transcurso de muchos años, los diseños de Crosti pretendían una catedral de cinco naves que incluía los atrios actuales, además, los materiales de que se disponía no tenían la resistencia necesaria, y fuera de eso, los diseños contenían serios problemas estructurales, es así que el profesionalismo del arquitecto quedó en entredicho.
El 15 de julio de 1884, fallece el obispo Montoya, por lo cual el retirado obispo Jiménez es nombrado nuevamente vicario capitular, para que administre la diócesis mientras es nombrado un nuevo prelado, gobernó desde su natal Marinilla.

### Nuevo arquitecto y nuevo proyecto
El 21 de enero de 1886 tomó posesión de la Sede Episcopal de Medellín Bernardo Herrera Restrepo, comenzando lo que pudiera llamarse la segunda época o etapa definitiva de la Catedral. Encontró que la construcción de la catedral había sido suspendida por su antecesor con base en los conceptos negativos de los padres Gómez Ángel y Masciantonio.
Pero, ante todo, había un tema que llevaba más de quince años sin resolver: la titularidad de los terrenos adquiridos. Para mayo de 1887 el anciano sacerdote José Dolores Jiménez y el señor Guillermo Restrepo Isaza le enviaron un comunicado al obispo Herrera, solicitando «se sirva determinar si es la ocasión oportuna de transmitir a la Iglesia varios derechos que le pertenecen y que representamos por escrituras públicas a nuestro favor». Por lo cual, Herrera después de consultar con el Capítulo, les comunica el 17 de mayo de ese mismo año que realicen las «escrituras de traslado de propiedad en modo y forma requeridos conforme a las leyes vigentes». En consecuencia, comenzó un revuelo en las notarías, declarando que las compras de terrenos las habían realizado para «la fábrica de la Iglesia Catedral de este Obispado deseando hoy transmitir la propiedad a su verdadero y legitimo dueño».
Como la obra estaba suspendida, Herrera solicitó otros conceptos. Primero acudió al destacado arquitecto bogotano Mariano Santamaría, quien descalificó los diseños de Crosti y señaló graves errores en los planos. Como Herrera se había educado en Francia, se contactó con el sacerdote Ludovic Douillard, notable arquitecto francés, a quien solicita concepto sobre la obra de Crosti. Douillard le pidió algunos datos como los planos, materiales de construcción disponibles en la región, con qué se suele cubrir los techos de los edificios, etc., y luego de revisar esa información enviada por Herrera, le manifiesta en carta del 9 de junio de 1888, que el proyecto «denota la ignorancia más profunda», los dibujos "son inaceptables y el autor, al retirarse, tuvo buen juicio". Además, Douillard le envió un proyecto preliminar factible con los materiales con los que cuentan en Medellín, igualmente le sugiere que lo más indicado es «hacer venir a Medellín un arquitecto concienzudo». En los siguientes términos le recomienda a Charles Émile Carré:

«Puedo ofrecerle a V. S. a uno de mis mejores discípulos. Trabaja desde hace más de ocho años bajo mi dirección, es uno de los alumnos más lúcidos de la Escuela de Bellas Artes. Además es un cristiano modelo, tiene 25 años y esta intacto. Actualmente es inspector de los trabajos de la Iglesia del Sagrado Corazón de Montmartre (París). Le he propuesto el contrato siguiente, que él acepta: El Sr. Carré se pondrá por cinco años a disposición de V. S. para todo lo concerniente a los edificios que han de construirse. El Sr. Carré recibirá anualmente la suma de veinticinco mil francos de Francia y los gastos de ida y regreso. El Sr. Carré es organizador, artista, matemático. Él dará un impulso inteligente y concienzudo a todos los trabajos de que se encargue, y, además, en el espacio de cinco años tendrá tiempo de formas hombres».

Luego, Herrera procedió a establecer una nueva Junta, la cual quedó compuesta por los canónigos José Dolores Jiménez, Juan de Dios Uribe, José María Gómez Ángel, Rafael María González, el deán Sebastián Emigdio Restrepo y los laicos Marceliano Vélez (gobernador de Antioquia), los hermanos Próspero, Guillermo y Carlos Restrepo, Manuel Uribe Ángel y Álvaro Retrepo Euse. En la primera reunión de la nueva Junta, celebrada el 22 de septiembre de 1888, Herrera les informó sobre las gestiones que realizó con los arquitectos Santamaría y Douillard. Les presentó el informe del arquitecto bogotano en el que demuestra que es imposible construir el templo con los diseños de Crosti. Luego presentó el diseño preliminar que envió el arquitecto francés, y una vez visto el gobernador Marceliano Vélez propuso: «contrátese el arquitecto de París, Señor Carré, según las bases de la propuesta que hizo al ilustrísimo Sr. Obispo [Herrera] el Sr. Abate L. Douillard, procurando las condiciones más ventajosas para la iglesia».
El obispo Herrera se puso en contacto de nuevo con Douillard, y en carta del 21 de octubre de 1888 le informa que se han aceptado sus indicaciones, pero que antes de hacer venir a Carré quería dejar claro algunos temas. Primero, le manifestó que le agradó el proyecto preliminar pero que algunos prefieren una iglesia de tres naves con capillas a razón que en las grandes solemnidades son muy numerosos los feligreses y necesitarían más espacio. Segundo, que antes de aceptar el contrato era preciso saber si Carré, al pedir 25 000 francos, o sea 5000 dólares, conviene en recibir en pago plata o moneda de Colombia a la par. Tercero, que si era posible rebajar los 25 000 francos a favor de la iglesia que no es rica, pues trabajo no le faltará, el gobernador ha prometido emplearlo como arquitecto para los edificios del gobierno y como profesor universitario. Cuarto, que sería más conveniente y más seguro que Carré venga y con pleno conocimiento se haga el contrato definitivo. En todo caso, se le pagaría el viaje de venida y vuelta. Además, le indica que mientras tanto se haga un estudio de planos bajo su dirección, y luego de que reciba sus respuestas a estas inquietudes le notificara cuando debe embarcarse el arquitecto Carré.

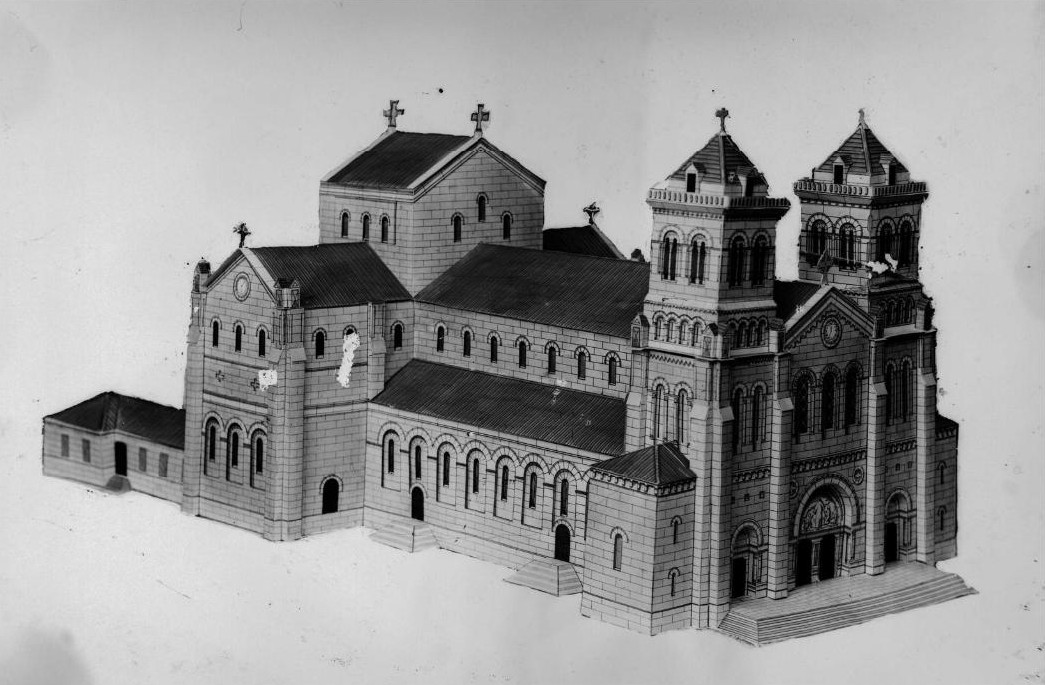
Maqueta de la Catedral basada en el diseño de Carré. Nótese al pie de cada puerta había una serie de escalas, como fue concebido originalmente por Carré.

En carta del 21 de diciembre de 1888, Douillard le responde, primero que hará un nuevo proyecto de tres naves con capillas centrales. Segundo, «Carré entendió 25 000 francos franceses» (con este comentario se dejó claro que el trabajo y dedicación de Carré vale esa suma). Tercero, no hay problema para llegar a un acuerdo, que Carré «está muy bien dispuesto a ser lo más obsequioso posible con la iglesia», que está a la espera para ponerse en camino y llevar un nuevo proyecto acerca del cual discutirán. Por lo cual la Junta, en reunión de 4 de febrero de 1889, resolvió hacer venir inmediatamente al arquitecto Carré y autorizó al obispo Herrera para celebrar el contrato.
Fue entonces que el 19 de abril de 1889 el tesorero de la junta de construcción de la Catedral realiza el envío de 2000 francos, recibidos por Carré el 31 de mayo siguiente y usados de inmediato para el viaje que unos días después realizaría hacia Colombia. El 1 de julio, después de hacer escala en Barranquilla, entra en el interior del país en un vapor por el río Magdalena, hasta Puerto Berrío donde toma el tren hasta la estación Pavas y, finalmente, resto del viaje hasta Medellín lo hace a lomo de mula.

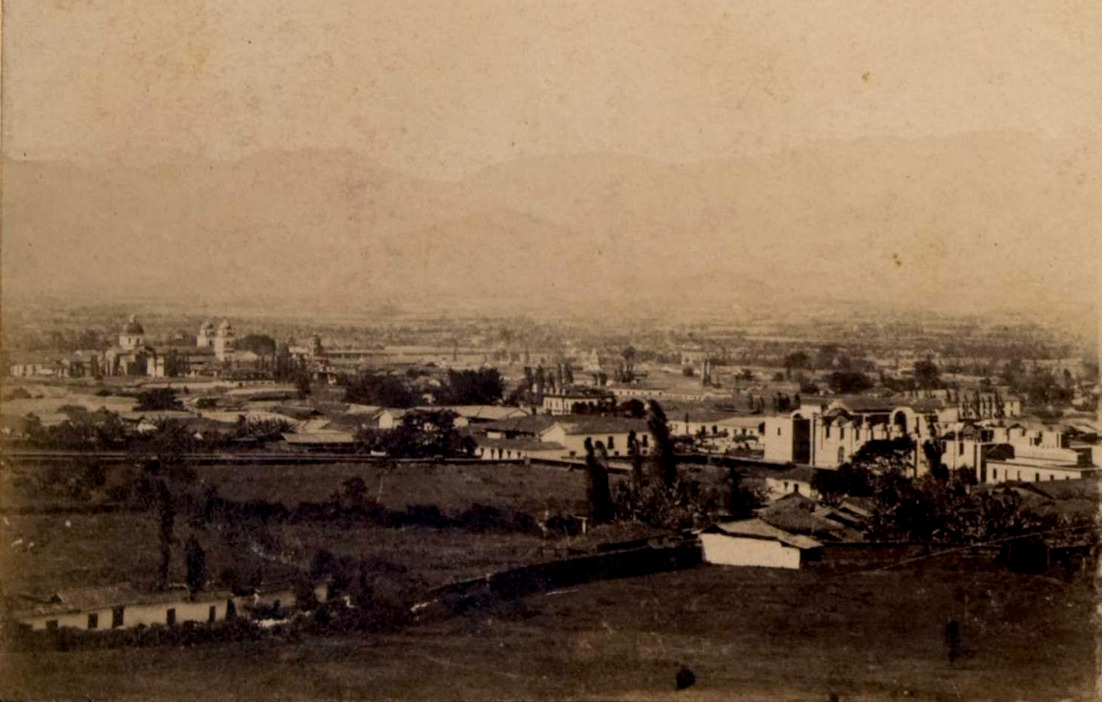
Panorámica de Medellín, a la derecha se ve la Catedral en construcción en 1894 aprox.

Carré llegó el 30 de julio de 1889, y se ubicó en una celda del seminario, que simultáneamente le sirvió de habitación y de estudio. Después de analizar el terreno y los cimientos ya construidos del proyecto anterior, concluyó los planos del templo en noviembre del mismo año, basado en los tres tomos de «Eglises de bourgs et villages» traídos de Europa. Antes de presentarlos oficialmente, se los presentó inmediatamente a quien puede considerarse el mejor interlocutor de Carré en Medellín: Francisco Antonio Cano, destacado artista, quien dio total respaldo al trabajo del arquitecto, siendo así el primer paso en firme de Carré y su obra.
En la reunión de la Junta del 19 de enero de 1890, el obispo presentó los planos que había diseñado para la construcción de la catedral Carré, quien, estando presente, explicó y satisfizo las observaciones que se hicieron. La Junta acordó aceptar dichos planos por estar en todo conformes con las opiniones de cada uno de los miembros e inmediatamente se procedió a la construcción de la catedral, con los planos y bajo la hábil dirección de Carré. Puede decirse que en esta fecha nació verdaderamente la actual catedral de Medellín. Lo estipulado con Carré fueron los planos, la dirección de la construcción y la formación de algunas personas para que pudieran terminar la obra, ya que su contrato vencía el 14 de junio de 1894 y no se le renovaría.
Luego, el 4 de junio de 1891 Herrera es trasladado para la arquidiócesis de Bogotá, y a pesar del poco tiempo que llevaban los trabajos de la construcción, logró dejarlos bien encaminados. Antes de partir dejó a disposición los muebles de su propiedad que tenía en el palacio episcopal, para que el valor de los mismos se empleara en los gastos de la construcción de la Catedral.
A monseñor Bernardo Herrera Restrepo también se le debe la dotación de varios objetos litúrgicos de alto valor artístico y económico para la Catedral de Medellín, sin tener la fecha exacta, entre los elementos adquiridos destacan: una custodia, un cáliz (con su patena), 2 vinajeras con su bandeja, todos hechos de plata dorada, decorados con filigranas, piedras preciosas y esmaltes. Todos estos objetos son obra del destacado orfebre parisino Placide Pousielgue-Rusand.
El 16 de noviembre de 1891 fallece el canónigo José Dolores Jiménez, y dejó para la construcción de la catedral la mayor parte de sus bienes. El 6 de diciembre de ese año (1891) fallece en su natal Marinilla el obispo Jiménez. Entretanto, el 21 de noviembre de ese mismo año, el presbítero Jesús María Marulanda Arango (que en 1893 sería canónigo) Desde 1891 fue nombrado Tesorero de Diezmos de la diócesis y encargado de la construcción de la catedral, y gracias a su capacidad financiera, su actividad permanente y su sentido práctico se dio un gran empuje a la obra.
Para la construcción se utilizaron diferentes materiales, como varias clases de piedra, la común, la de lujo, la para los plintos, la negra, la de canto. En un comienzo, los ladrillos fueron comprados a varias ladrilleras por miles, entre varios tipos: ladrillos sencillos, ladrillos dobles, ladrillos moldurados, ladrillos de clase. Después, Marulanda compró por Belén un tejar donde se fabricaron los ladrillos y las tejas necesarias para el templo y vendía el resto con cuyas ganancias pagaba los demás gastos. Se utilizó la argamasa, mezcla de arena y de cal para pegar los adobes. Las piedras las traían de El Poblado o las sacaban de la quebrada La Loca. La cal procedía de Santa Bárbara. El agua para la mezcla provenía del acueducto de La Ladera y era propia.
También fueron utilizados otros materiales, como pólvora y mezcla para pólvora, clavos, maderas para alfardas, bejucos, tablas y trozas para las columnas. Marulanda compró una finca en Envigado para la provisión de esas maderas comunes para construcción, pues las maderas finas procedían de San Roque, San Luis y Puerto Berrío. En esta última localidad, Marulanda compró una finca para dicho fin, la que a su vez sostenía con la venta de la madera sobrante. Para el transporte de los materiales se compraron en Estados Unidos unos carros de tracción a animal, que eran reparados en la Escuela de Artes y Oficios.
El 1 de febrero de 1892, monseñor Joaquín Pardo Vergara es nombrado como nuevo obispo de Medellín y el 18 de junio de 1892 tomó posesión de la diócesis. Como su antecesor puso su empeño en la construcción de la catedral.
El 12 de octubre de 1892 en el cuarto centenario del descubrimiento de América, siendo gobernador de Antioquia Abraham García Rojas, se inauguró el Parque de Bolívar con estilo francés, rodeado de una verja de hierro que fue traída de Europa y que costó $ 5 000.00 pesos. Esta obra fue consolidando el desarrollo urbano del Barrio Villanueva.
Carré continuó su labor hasta junio de 1894, dejando gran parte de las arcadas centrales y de la sacristía (que en el último período le sirvió de estudio), los planos y las suficientes directrices a los constructores empleados para terminar el edificio. Lo reemplazaron los señores Heliodoro Ochoa y Salvador Ortiz, los cuales estuvieron vinculados a la obra hasta que murieron en 1916 y 1919 respectivamente, y quienes dejaron la obra muy adelantada.
Para 1897 se encontraba terminada una de las sacristías, la que se localiza hacia la calle Ecuador y el 17 de octubre del mismo año se bendijo, con el fin de utilizarla como capilla, se consagró a la Inmaculada Concepción y prestó servicio hasta poco antes de la inauguración de la catedral. En el acta de dicha bendición se describe el estado de la construcción del templo, se indica que los muros laterales, los de la parte de atrás, la pared anterior que recibe el coro y los pilares, tienen doce metros cincuenta centímetros (12.50 m) de altura; que las dos sacristías y los dos salones están techados, y uno, el que sirve de capilla se encuentra terminado del todo; que las bóvedas de los ábsides laterales, y los arcos torales de las naves laterales que sostienen los pilares están construidos; que el muro del frente tiene diez metros, y el arco de la puerta principal está ya cerrado a mayor altura; que las columnas están a nueve metros cuarenta centímetros (9.40 m) de altura, y en todas, menos en tres, los capiteles están terminados.
Luego, desde la partida de Carré hasta 1898, se consideraron ciertas contrapropuestas en el diseño original del templo como fueron: los nichos para alojar imágenes en los ábsides en que terminan las naves laterales (ya construidos), la arcada ciega sobre las columnas principales (en proyecto, pero al final si se realizaron), una cúpula sobre el crucero, y un relieve que adornaría el tímpano de la puerta central (estos dos últimos nunca realizados). También se abogó por revocar y pintar el templo en especial el interior, alegando que el ladrillo es muy poroso y por ende susceptible a las humedades, lo que generaría con el paso del tiempo deterioro y desprendimientos.
El maestro Francisco Antonio Cano, creyendo desacertadas desde su punto de vista todas estas propuestas reformadoras, manifestó su malestar en un artículo titulado «A propósito de la Catedral» publicado en la revista El Montañés (No.8, de abril de 1898). En dicho artículo opina sobre varios puntos, por ejemplo, sobre la ausencia de obras en las puertas y de un bajo relieve en el tímpano, manifiesta que una vez todo este concluido «se verá que lejos de faltarle, tendrá suficiente grandiosidad...», en sí quiere decir que lo simple también es viable. Igualmente, también opinó, que los nichos realizados en los ábsides, reemplazando las repisas dibujadas por Carré para sostener estatuas, son un «...verdadero error estético, porque se ha quitado a esa superficie tan hermosa la unidad que le daba su limpieza, interrumpiéndola con un hueco de tan mezquina forma, por lo bajo, y cuyo arco tiene una tangencia de atroz efecto con la cornisilla que sirve al arranque de la bóveda». Acerca de la idea de cambiar el muro liso diseñado por Carré sobre las arcadas por una arcada ciega donde se ubicarían esculturas, comentó que aparte de su difícil apreciación desde abajo sería demasiado costosa, así fueran las esculturas «groseros barros cocidos». Afortunadamente fue respetada la autoría intelectual de Carré y el concepto de Francisco Cano sobre la sobria cubierta del crucero: «...torre cuadrada de sencillísima forma, en vez de una cúpula que muchos desean, y que, a más de ser imposible de construir...».
El buen ritmo que llevaba la construcción de la Catedral se vio afectada por un nuevo enfrentamiento bélico. Entre el 17 de octubre de 1899 y el 21 de noviembre de 1902 se desarrolló una guerra civil que durante esa época se conoció como la «Guerra de los Tres Años» y actualmente se le conoce como la «Guerra de los Mil Días», que enfrentó de nuevo a los conservadores y los liberales. Esta vez el presidente de la Junta directiva, el general Marceliano Vélez, conservador "histórico", procuró no tomar las armas a favor del gobierno conservador “nacionalista”. Además, el obispo Pardo se mantuvo al margen y trató, con cautela, que sus sacerdotes no intervinieran en la guerra. No se tiene registro sobre nuevas suspensiones de la obra, pero es razonable deducir retrasos por la escasez de mano de obra y por los problemas económicos que se generaron después de la guerra.
Mientras se desarrollaba la guerra y sin concluir la Catedral, el 24 de febrero de 1902 la diócesis de Medellín fue elevada por el papa León XIII a la categoría de arquidiócesis, para ese momento la ciudad de Medellín contaba con 53 000 habitantes. El obispo Pardo fue designado como el primer arzobispo de Medellín, quien luego fallecería el 14 de noviembre de 1904. El 12 de agosto de 1906, mons. Manuel José Cayzedo llegó a la ciudad como nuevo arzobispo de Medellín y tomó posesión de la sede, como sus predecesores, se vinculó a la construcción de la Catedral. En ese mismo año (1906) las naves laterales del templo estaban techadas.
En los medios locales, tristemente se informó que el 19 de diciembre de 1908 falleció el arquitecto Charles Émile Carré a los 46 años de edad, provisto de los sacramentos de la iglesia y su sepelio fue en la ciudad francesas de Honfleur.
El reloj de la fachada principal fue inaugurado a las 12 del mediodía del 20 de julio de 1910, durante la celebración del primer centenario del grito de Independencia de Colombia. Para dicha celebración, alrededor de mil bombillas eléctricas se colocaron en las torres de la Catedral, que ya estaban casi terminadas y se adornó el parque de Bolívar y el frente de las casas. El reloj fue donado póstumamente por el expresidente del Estado de Antioquia Recaredo de Villa, quien desde el comienzo de la obra promete dicha donación para el templo.
Se puede considerar que la obra negra del proyecto fue concluida en su totalidad en 1917, cuando el 24 de mayo de ese mismo año se realizó la primera misa pontifical, celebrada por Cayzedo, con motivo de sus bodas de plata episcopales. Este fue el primer acto litúrgico episcopal celebrado antes del traslado de todo el culto de La Candelaria a la nueva catedral.
También en 1917, llamado por el arzobispo Cayzedo, llega a Medellín procedente de Bogotá el destacado arquitecto italiano Giovanni Buscaglione, hermano salesiano, para que piense en los proyectos de construcción del seminario mayor y de las obras ornamentación y acabados del nuevo templo. Buscaglione, había trabajado en importantes obras en Italia, Constantinopla, Esmirna y Alejandría. Finalmente, en 1919 es contratado y viaja de nuevo a Medellín a dirigir la construcción del nuevo seminario a espaldas de la catedral, la nueva sede del centro de formación sacerdotal se había postergado para dar prioridad al templo (actualmente es un centro comercial y sede de la Curia arquidiocesana).
En 1920, fueron construidos los atrios frontal y laterales del templo por la Sociedad de Mejoras Públicas con la colaboración del Municipio de Medellín. Por esa misma fecha los tímpanos sobre las puertas fueron terminados. Como parte del proceso de ornamentación, en 1921 llegan los vitrales procedentes de España.
En 1923, Buscaglione viaja a Europa por cuenta de la arquidiócesis de Medellín, a estudiar y diseñar los acabados para la catedral, además fue enviado con aproximadamente cincuenta mil pesos para que él mismo encargara las obras en Italia y escogiera los mejores mármoles. En el Viejo Continente estudió las grandes catedrales de España, Francia y por supuesto Italia. La empresa seleccionada para hacer las obras de mármol fue la afamada casa italiana «Amerigo di Martino Barsanti» y una vez las primeras piezas estuvieron realizadas se empacaron y se despacharon con rumbo a Colombia. Buscaglione diseñó el altar mayor y el baldaquino, los altares laterales, el púlpito, el Coro, los pavimentos, los vitrales y demás obras ornamentales del templo. Al lado del arquitecto y como encargado de los trabajos estuvo el presbítero Lucas Vásquez quien posteriormente se encargó de los detalles finales.
En 1923 el arzobispo Cayzedo, viendo la estrechez de la capilla (que se había habilitado para culto y dedicado a la Inmaculada Concepción), que tenía una capacidad de unas 300 personas, ordenó que el culto se hiciera dentro de la misma Catedral, pues ya se encontraba terminado el edificio y estaba en proceso de ornamentación. Como parte de dicho proceso entre en 1923 y 1924 se instalaron el baldaquino y el altar mayor, este último llegó con su sagrario y su expositorio. También entre esos años, se instalaron en los ábsides laterales los dos altares con sus retablos. Todos estos elementos llegaron de Italia y los trabajos de instalación fueron supervisados por Buscaglione, quien había llegado para tal fin. Los altares fueron inaugurados el 12 de marzo de 1924 con motivo de las bodas de oro sacerdotales de mons. Marulanda.
A principios del 1924 se generó un fuerte debate sobre la estabilidad estructural de la Catedral, a causa de las denuncias hechas por el arquitecto Horacio M. Rodríguez en un artículo publicado el 24 de enero de ese año en el periódico «El Correo Liberal» (de tendencia política liberal), donde dijo «la catedral ofrecía gravísimo peligro puesto que con un sismo de intensidad algo más que media, podría ocasionar una catástrofe, ya que las columnas cargan un peso 10 veces mayor del que soporta el ladrillo, la argamasa está ya hecha polvo y prácticamente los ladrillos no están pegados». Luego, en el mismo periódico fueron publicados otros ocho artículos de prensa y hasta un poema satírico, que avivaron más la controversia.
| Poema satírico |
| LA LATA DEL DÍA «LA CATEDRAL DE VILLA NUEVA» Juzgando por lo típicos ladrillos de tejar, bien puede estar cayéndose o no lo puede estar. Y opinan otros técnicos que así una catedral, suele durar muchísimo o suele no durar.... Para hacer la prueba que Nícar mandara, todos nos pusimos dizque a arrempujarla; ella inconmovible no voltió ni un ala y estos buenos síntomas bien pueden probar, que puede no caerse la catedral….. Antioquiam templus sólidus qui fáctum here est. Peligrum hay per áccidens parada est per sé.... - Poema satírico acerca de la polémica sobre la estabilidad estructural de la Catedral. El poema es obra de Libardo Parra Toro, más conocido como Tartarín Moreyra, y fue publicado el 18 de febrero de 1924 en el periódico «El Correo Liberal». |

Fue tanto el debate que se formó, que hasta el alcalde de la época Nicanor Restrepo Giraldo presionó al arzobispo Cayzedo para crear una comisión de expertos entre arquitectos e ingenieros para que estudiaran el problema. Entre los consultados estaba el arquitecto e ingeniero belga Agustín Goovaerts, quien en un medio dijo «las columnas de la catedral están bien dimensionadas; fue un error inicial no desviar la quebrada La Loca; pues ahí es donde podría estar el problema»; y agrega que sin ornamentos, «la Catedral sólo es un montón de ladrillos». Este comentario avivó más el debate, por lo cual Goovaerts posiblemente para corregir lo expresado anteriormente, concluye diciendo «Que los vecinos de la Catedral duerman bien tranquilos de noche y que de día admiren mucho la obra magna de Medellín que resiste toda crítica», dejando claro su voto a favor por la Catedral.

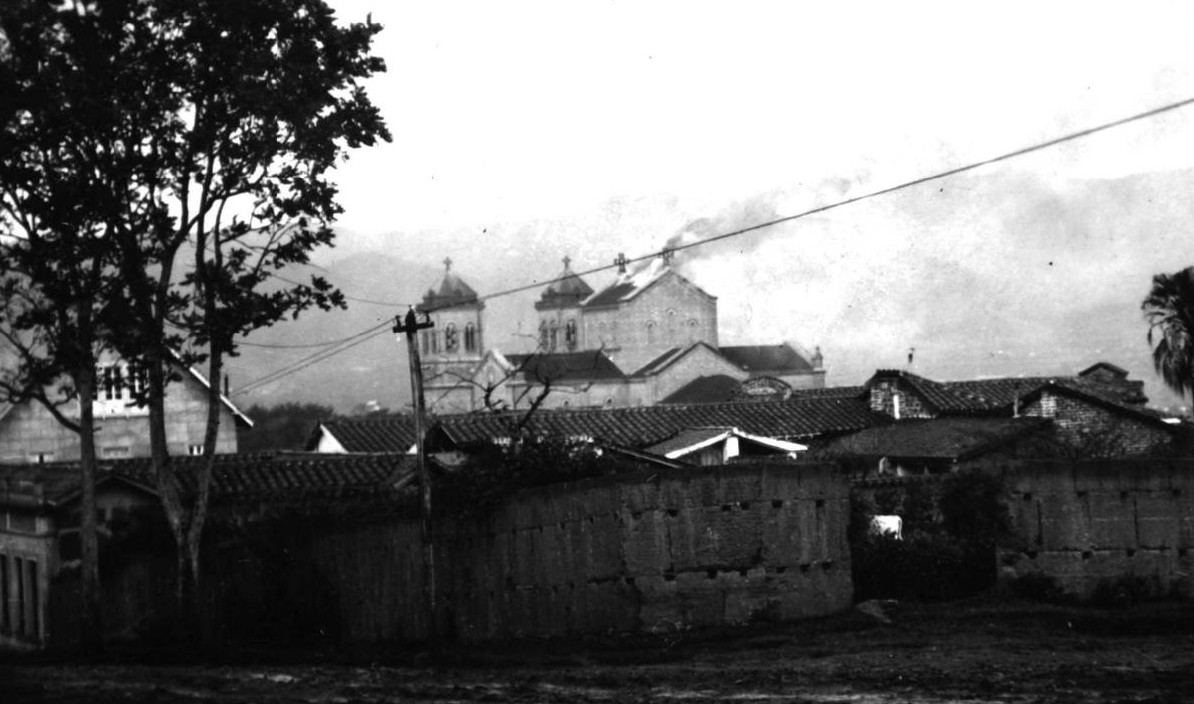
Incendio ocasionado por un rayo el 7 de septiembre de 1928.

Finalmente, la comisión presentó un largo y detallado informe sobre el estado de las cepas, el peso que resiste el terreno, el estado de las columnas, los muros y concluyó que no había peligro de derrumbamiento, que las bases están sólidas y columnas firmes; algunas pequeñas grietas que no representaban ningún peligro. Después de este informe, los temores fueron despejados y se continuó con las obras de ornamentación.
En 1925 se celebró la segunda misa pontifical, cuando Medellín celebró los doscientos cincuenta años de su erección como Villa, a la que asistió el entonces presidente de la República Pedro Nel Ospina. En 1926 se instalaron los altares del transepto, también provenientes de Italia. En 1928 fueron construidas las bancas y los confesionarios, y entre 1928 y 1932 se construyó la sillería de los Canónigos.
El 7 de septiembre de 1928 a las cuatro y media de la tarde tuvo lugar un incendio en la parte superior del cimborrio, debido al impacto de un rayo y a una mala colocación del pararrayos; el cuerpo de bomberos, la policía y el ejército trabajaron de manera activa y eficaz para extinguirlo. La reparación de los daños causados por este incidente costaron $ 5000. El sistema de pararrayos había sido instalado en 1927 y costó $ 2000 pesos.
En 1929 se instaló el pavimento de las naves traído de Bélgica. En 1930 fue instalado el púlpito y en 1931 fue colocado el pavimento de mármol del presbiterio central, ambos elementos fueron traídos de Italia. Ese mismo año (1931) se tramitó la instalación de la red eléctrica para la iluminación y para el sistema de sonido, que desde ese año fue provista la Catedral. Para el suministro de energía eléctrica se tuvieron que realizar 13 canalizaciones y conseguir un transformador. El primer sistema de iluminación eléctrica con el que contó la catedral fueron unas discretas bombillas. 
Para 1931, se estimó que ya el edificio podía darse al servicio como catedral. Así lo determinó el arzobispo Cayzedo, mediante decreto del 1 de julio de 1931 en el cual señala que para el día 12 de agosto de ese año la dignidad catedralicia de La Candelaria (que mantuvo durante 63 años) quedaba extinta y automáticamente el nuevo templo construido en el barrio Villanueva es elevado a la dignidad de catedral. Además, Cayzedo emite otro decreto el 9 de julio de mismo año donde devuelve el culto parroquial a la iglesia de La Candelaria.
El martes 11 de agosto de 1931, se hizo traslado, desde de la antigua catedral a la nueva, en solemne procesión del Santísimo, e igualmente el Capítulo Metropolitano se trasladó al nuevo templo. Se cantó un solemne Te Deum, el canónigo Enrique Uribe pronunció un elocuente sermón y los canónigos tomaron posesión de sus puestos y recitaron por primera vez las horas canónicas.
Finalmente, al día siguiente, el 12 de agosto, el templo fue inaugurado solemnemente como Catedral, coincidiendo con las bodas de plata de la posesión de Manuel José Cayzedo en la arquidiócesis de Medellín. Asistieron los obispos sufragáneos Francisco Cristóbal Toro Correa y Miguel Ángel Builes Gómez, el Capítulo Metropolitano, el Clero, las autoridades civiles y militares, además de la población en general.
Para darle mayor esplendor a las ceremonias religiosas, el Capítulo Metropolitano decidió adquirir un órgano tubular para el nuevo templo, por lo cual, el 23 de noviembre de 1931, encargan a los presbíteros Lucas Vásquez y Francisco Ríos la consecución del instrumento. El 3 de mayo de 1932, presentaron informe sobre las cotizaciones de varias casas constructoras. Finalmente, se escogió el órgano de la casa E.F. Walcker & Cie., Ludwigsburg (Alemania).
El 28 de febrero de 1932 falleció el canónigo Francisco Martín Henao, su funeral se realizó en la Catedral, siendo este el primer funeral realizado en el nuevo templo.
El 7 de julio de 1932, se designó como arzobispo coadjutor al antioqueño Tiberio de Jesús Salazar y Herrera, quien se desempeñaba como obispo de Manizales. Más adelante, debido a la vejez y enfermedad de Cayzedo, fue nombrado en 1934 Administrador Apostólico «ad nutum» y en 1935, administrador apostólico con todos los poderes.
El arzobispo Salazar, como vicario general, realizó un convenio con el municipio de Medellín para las labores de desvío del cauce de la quebrada La Loca, para que pasara por la calle La Paz. Para lo cual, el municipio se comprometía a realizar el desvío y a la vez, la arquidiócesis le cedía unos terrenos próximos a la catedral. Los predios se cedieron oportunamente, pero la desviación se retrasaría por más de una década.
El 25 de marzo de 1933 llegó a Medellín el órgano Walcker en 24 cajas, al mes siguiente llegó a la ciudad el organero alemán Oskar Binder para hacerse cargo de su montaje y entrega, y tenerlo listo para su inauguración. Para dicho evento, y con el fin de adiestrar personal para su manejo, fue contratado por un año los servicios del organista alemán Alfons Merz. El 12 de agosto del mismo año, a las cuatro de la tarde, el arzobispo Manuel José Cayzedo bendijo el órgano, y Merz dio un concierto con un lleno total.
El 29 de octubre de 1933 tuvo lugar la primera consagración episcopal en la nueva catedral, cuando mons. Juan Manuel González Arbeláez fue consagrado obispo para la sede Manizales, y así suceder en dicha sede a mons. Tiberio de J. Salazar, quien en ese momento era arzobispo coadjutor de Medellín. Recibió la consagración episcopal de manos del nuncio apostólico Paolo Giobbe (quien luego sería cardenal), como consagrador principal; y fueron co-consagrantes el mismo Tiberio de Jesús Salazar y Herrera, y Francisco Cristóbal Toro Correa. La ceremonia contó con la presencia del anciano y enfermo Cayzedo y otras personalidades.
También, en 1933 la Catedral vendió al Municipio de Medellín los derechos sobre un acueducto que habían sido adquiridos en 1871 para la construcción del templo y que luego sirvió para el suministro de agua. Desde entonces el servicio de agua es suministrado por el acueducto municipal por tubería. En 1934 los servicios sanitarios fueron instalados en la torre occidental cerca del coro alto.
Entre 1932 y 1935 se realizaron varios planos de redes eléctricas para el templo con las Empresas Públicas Municipales, y como en el edificio no se realizaron canalizaciones internas para la red eléctrica, se tuvieron que realizar 13 canalizaciones y conseguir un transformador.
El 29 de julio de 1935 se realizó en la catedral la misa funeral del capitán Germán Olano Moreno, director general de la Aviación, quien había fallecido el día anterior en un accidente aéreo. Esta fue la primera misa funeral de un personaje laico realizada en la nueva Catedral, por lo cual se hizo una excepción por ser un personaje destacado, pues según reglamento eclesiástico de esa época sólo se permitía celebrar los funerales de miembros de la iglesia.
El 19 de octubre de 1936 fallece el canónigo Jesús María Marulanda Arango, y en su testamento dejó una cuantiosa suma de dinero para adquirir parte del viacrucis. Actualmente, con permiso especial, sus restos yacen en la catedral.
El 22 de junio de 1937, después de estar 29 años al frente de la sede de Medellín, fallece monseñor Manuel José Cayzedo, su funeral se realizó en la nueva Catedral, donde también fue sepultado en una de las dos tumbas que se localizan debajo del piso del presbiterio de los ábsides laterales. Es de resaltar, que Cayzedo donó «en vida para la obra la mayor parte del gran patrimonio heredado de sus mayores». Monseñor Tiberio de Jesús Salazar y Herrera como coadjutor comenzó automáticamente a ser el nuevo arzobispo de Medellín. 
Ese mismo año (1937), monseñor Tiberio Salazar pretendió construir el Palacio Episcopal cerca a la Catedral y al Seminario como fue planeado desde 1871, pero lo convencieron de que era un error, por lo cual no realizó la obra. La Arquidiócesis ya contaba con una edificación que fungía como Palacio Arzobispal, aunque no se localizaba en las inmediaciones de la Catedral y el Seminario. Dicho edificio fue adquirido en 1907 y fue diseñado por el arquitecto Charles Carré originalmente como residencia particular de la familia Amador.
El 6 de julio de 1937 falleció en Medellín el expresidente de la República Carlos E. Restrepo, al día siguiente después de estar en cámara ardiente en el Palacio Calibío, sede del gobierno departamental, un cortejo fúnebre llevó sus despojos mortales hasta la Catedral donde fueron recibidos por el arzobispo Salazar y Herrera y el Capítulo Metropolitano. Alrededor de las 10 a. m. y con lleno total comenzó la misa funeral del Expresidente y terminada la ceremonia se inició en el Parque de Bolívar otro cortejo fúnebre que llevó sus restos mortales hasta el Cementerio San Pedro donde fue sepultado. Esta fue la segunda misa funeral de un personaje laico realizada en la nueva Catedral, por lo cual también contó con una excepción.
En 1939 fue instalado el viacrucis proveniente de Italia y en febrero de 1940 fue inaugurado al celebrar las bodas de oro sacerdotales el vicario general y canónigo Lubín Gómez. En ese mismo año fueron instaladas la cátedra de mármol y las pilas de agua bendita.
El arzobispo Tiberio Salazar fallece el 4 de marzo de 1942 y fue sepultado en la Catedral, siendo el segundo prelado en ser sepultado en ella. El 14 de mayo de 1942, monseñor Joaquín García Benítez, quien se desempeñaba como obispo de Santa Marta , es nombrado como nuevo arzobispo de Medellín y el 28 de agosto del mismo año tomó posesión de la sede arzobispal.
En 1943 se adquiere un nuevo sistema de sonido electroacústico y se realizó la instalación de parlantes discretos a la vista en las columnas, unos enfocados en la nave central y otros a las naves laterales. Ni los parlantes, ni el cableado quedaron a la vista.
En noviembre de 1943, el arzobispo García realizó visita canónica a la catedral, de la cual realizó varias disposiciones, entre ellas la de retirar el sagrario, el manifestador y las estatuas de ángeles del altar mayor (fueron retirados al año siguiente), igualmente ordenó retirar los escaños capitulares que estaban en el área del presbiterio pasando desde entonces los Canónigos a la sillería para el rezo.
Además, el arzobispo García, ordena al Capítulo que tramite ante el Municipio para que éste cumpla con lo acordado sobre el desvío del cauce de la quebrada «La Loca», la cual pasaba debajo del templo a la altura del presbiterio y desde 1910 se venía tratando el problema con las entidades oficiales, pues en cada creciente, el cauce se desbordaba afectando seriamente a la Catedral.
Finalmente, en 1944 el Municipio realizó el desvío de la quebrada por la calle La Paz. El viejo cauce fue taponado al oriente y al occidente por muros de concreto. 
La quebrada fue canalizada por Crosti y dicha canalización consiste en un túnel bóvedado hecho en ladrillo, el cual va más o menos desde la mitad de la Plazuela Mon y Velarde, hasta pasar la calle de Venezuela, en la Plazuela Cayzedo. Este lugar no ha tenido ningún uso, aunque se ha pensado en aprovechar el espacio para ubicar osarios.
En 1945 la firma Mesa Ormaechea realizó la restauración de todos los canales y bajantes de las aguas pluviales de los tejados, pues estaban afectando los muros. En 1946 las redes eléctricas del templo fueron reformadas.
Entre tanto, el arzobispo García quien ya antes había solicitado y obtenido de la Santa Sede el título de Basílica menor para la Catedral de Santa Marta, desea hacer lo mismo con la catedral de Medellín y es así como gestiona ante la Santa Sede la consecución de dicho título. Finalmente, el papa Pío XII accede a la solicitud del prelado y por medio del breve del 12 de junio de 1948 le otorga el título de Basílica menor a la catedral de Medellín. Por quebrantos de salud, el arzobispo García no pudo realizar las ceremonias, por lo cual, el 11 de agosto de 1950, la consagración del templo como Basílica fue realizada por delegación por Luis Andrade Valderrama, obispo de Santa Fe de Antioquia, y el 13 de agosto del mismo año fue proclamada Basílica Menor en misa pontifical celebrada por Antonio José Jaramillo Tobón, obispo de Jericó.
En 1949 fueron colocados los dos retablos laterales en el Sotacoro o Pronave, provenientes de Italia. En 1950 se construyó el panteón de obispos, obra ordenada por el arzobispo García, para ubicar en él los restos de todos prelados que habían gobernado la sede de Medellín; la obra fue realizada por el arquitecto Antonio Mesa Jaramillo en el mismo lugar donde está hoy.
En 1952, el empresario y filántropo Pablo Tobón Uribe donó a la Basílica la suma de doscientos mil pesos ($ 200 000) con destino al embellecimiento e iluminación de la misma, con lo cual se compraron cuatro grandes campanas, 14 confesionarios de mármol, 8 ángeles de mármol con candelabros eléctricos, 4 altares auxiliares de mármol, 4 mesas de credencia de mármol, una custodia de oro de un metro de altura con cien diamantes, lámparas eléctricas y otros elementos menores.
En 1957 el arzobispo García presentó ante la Santa Sede la renuncia al gobierno pastoral por problemas de salud, la cual fue aceptada ese mismo año y monseñor Tulio Botero Salazar es nombrado como nuevo arzobispo de Medellín, quien toma posesión el 2 de febrero de 1958. Y el lunes 1 de septiembre de ese año (1958) muere García, al día siguiente después de su funeral fue sepultado en el panteón de la Catedral. Más tarde, a petición de su familia, en 1963 fueron trasladados sus restos mortales al convento de las Hermanas de la Anunciación, en el sector conocido antiguamente como Cuchillón (actualmente es entre los barrios La Milagrosa y Bombona II).

### Parroquia y últimos años
Comienzan los agitados años 60 y la catedral se ve afectada por esta turbulenta década. En mayo de 1961 se dio inicio a la «Gran Misión de Medellín», fue un gran evento apostólico, durante varios días se realizaron oraciones, penitencias, ayunos, recogimientos, misas campales, rosarios de aurora y horas santas. Durante la clausura de este evento, vivido con gran fervor por los creyentes, fue empañado a la medianoche del sábado 9 de julio de 1961, cuando unos jóvenes nadaístas decididos a sabotear dicho evento, acudieron a una misa en la Catedral de Medellín, hicieron fila camuflados entre los feligreses con la sarcástica intención de comulgar, recibieron la hostia consagrada en sus labios y luego la escupieron en sus manos, la guardaron en sus bolsillos con incierto propósito y uno de ellos la deja caer al suelo, entre sus nervios y confusión, la pisa destrozando así la Sagrada Forma (el cuerpo de Cristo).
Los nadaístas, quienes ya habían realizado ataques a otros eventos católicos, colmaron la paciencia de los feligreses, que indignados por este vil acto, respondieron airados y en plena Catedral no faltaron las navajas y objetos cortopunzantes. En ese momento los revoltosos nadaístas corrieron gran peligro. El arzobispo Tulio Botero, logró arrebatarle a la turba a dos de ellos en el momento en que estaban a punto de ser linchados; la Policía, que acostumbra a estar en estos eventos para velar por la seguridad, también fue golpeada al intervenir para evitar lo peor y logró salvar a otros dos del linchamiento en pleno templo. El quinto logró como pudo salvarse y salir vivo, pero el que pisó la hostia llegó a recibir una puñalada en las costillas. Este lamentablemente acto de los nadaístas generó un escándalo en la ciudad y en el país.
En octubre de ese mismo año (1961), varios vecinos de la Basílica elevaron una petición, firmada por 144 personas, en donde solicitan que se establezca una parroquia en dicho templo, alentados por el artículo de prensa publicado en el periódico El Colombiano, titulado «Acción moderna de la Iglesia», escrito por el presbítero Marco Tulio Zuluaga Gómez y firmado con el seudónimo «Emetez», en el cual expone las razones para la creación de la parroquia de la Catedral.
Entre los argumentos a favor de crear la parroquia que esgrime el pbro. Zuluaga están: que los demás barrios cuentan con su parroquia y disfrutan de una vida pastoral y religiosa, en cambio los del barrio Villanueva las parroquias les quedan alejadas y que para ellos su centro religioso es la Catedral (en las catedrales no parroquiales no se pueden realizar exequias de civiles, bautismos y matrimonios, y solo el arzobispo y los canónigos podían celebrar misa en el altar mayor). Igualmente, indica que no hay incompatibilidad entre ser catedral y parroquia, que este tema ya hace tiempo fue superado en Europa, señala que algunas de las catedrales del Viejo Continente han sido revitalizadas al hacerlas parroquias. También indica, que los servicios parroquiales no son incompatibles con las fusiones de los canónigos, todo está en la coordinación.
Por consiguiente, el arzobispo Botero Salazar solicita permiso ante la Santa Sede para crear una parroquia en la catedral y con previo convenio con el capítulo metropolitano, se obtuvo el permiso correspondiente de la Santa Sede. Llenados todos los requisitos del derecho canónico el arzobispo expidió el decreto número 361 del 29 de junio de 1962 por medio del cual se creó la «Parroquia de la Catedral», quedando a cargo de todo lo referente al culto en la Basílica y la administración del edificio. Además, establece las obligaciones del párroco y las del Capítulo Metropolitano. El 2 de junio de 1962 fue nombrado el primer párroco, el pbro. Eugenio Arango Santamaría, se deja claridad que su sede es la catedral y que en el altar mayor puede celebrar cualquier sacerdote. Después de creada la parroquia, los párrocos sustituyeron el sistema de sonido discreto, casi invisible, por uno de parlantes visibles, que es el que tiene hoy el templo.
En 1963 como consecuencia del fuerte sismo que sucedió ese año, se averiaron los arcos que sostienen el coro donde esta el órgano, el cual fue reparado por la firma Ingeniería y Construcciones.
A falta de espacio por la dinámica tanto parroquial como capitular del templo, se decide intervenir tres de los cuatro grandes salones que tenía la catedral para obtener nuevos espacios, es así como en 1969 la firma Ingeniería y Construcciones construyó un sótano bajo las dependencias noroccidentales para ubicar la cripta de orarios, además construyó el actual mausoleo de los obispo (reemplazando el que se había construido en el mismo lugar en 1950), igualmente en la dependencia nororiental que era la antigua sacristía auxiliar se construyó un entrepiso para obtener espacio para el despacho parroquial y la sala capitular. En estas intervenciones se encontraron parte de los cimientos de la fallida obra de Crosti.
El arzobispo Botero Salazar presenta renuncia al gobierno episcopal por límite de edad, la cual fue aceptada el 2 de junio de 1979, su coadjutor Alfonso López Trujillo comenzó automáticamente a ser el nuevo arzobispo de Medellín. Botero Salazar fallece en 1981 y fue sepultado en la Catedral.
A finales de 1979 se notaron grandes deterioros en la estructura física de la catedral. Al año siguiente, el ingeniero calculista Víctor Suárez fue comisionado para analizar la edificación y presentar un informe, el cual una vez presentado indica que no hay falla estructural grave pero que existe algunas grietas y el desplazamiento de las claves de algunos arcos, a los que se deben intervenir para evitar posibles fallas durante fuertes sismos u otras causas.
Por lo cual se creó una Junta presidida por el arzobispo López Trujillo, para conseguir los fondos necesarios para realizar las reparaciones. Finalmente en 1983, la firma Coninsa S.A procedió a realizar dichas obras, las cuales consistieron en:
El agrietamiento vertical de las paredes de las torres desde el suelo hasta el techo, se corrigió mediante anillos perimetrales a la altura de los sillares, los dinteles y en algunos casos en los intermedios. El descuelgue de claves o agrietamiento de las mismas en gran parte de los arcos, a lo largo de las naves se corrigió mediante vigas longitudinales a lo largo de toda la nave central. Las fisuras en la base de las columnas tercera y cuarta del lado oriental de la nave central, fueron corregidas mediante la inyección de concreto.
Para reparar el agrietamiento de los arcos del crucero se debió armar una compleja estructura de andamios, no solo por su altura sino por el peligro que implicaba el hecho de trabaja sobre el baldaquino. Mientras se adelantaban dichos trabajos se descubrió el mayor problema estructural hasta ese momento, el cual consistió en grandes y profundas grietas que afectaban uno de los pilares del crucero, concretamente aquel sobre el cual se apoya la cátedra (la cual fue desmontada para hacer las obras). Dicho pilar fue necesario reforzar, y donde si no se actuaba en el momento en que se hizo, podría haber ocasionado el colapso total del templo.
Sobre la bóveda de la sillería de los Canónigos y a lo largo de la fachada norte fue necesario amarrar con vigas que se vaciaron desde el exterior, a la altura de los sillares y dinteles. Durante las obras se descubieron grietas en dos columnas del lado occidental de la nave central, las cuales también fueron tratadas con inyección de concreto.
En toda esta obra se construyeron aproximadamente 2600 m lineales de vigas de orden de 400 m³. Cada viga tiene 8 varillas de hierro de ¾” y estribos cada 20 cm que con los traslapos da 26 000 m de varilla de ¾”. El trabajo que se realizó costó 12 000 000 de pesos, pero quedó inconcluso por falta de fondos para continuar. La firma Coninsa S.A., solo cobró el costo de los materiales y los salarios de los trabajadores.
Por su valor histórico y por ser una de las principales obras arquitectónicas del país, la Catedral fue propuesta como Monumento Nacional de Colombia por medio de la resolución 002 del 12 de marzo de 1982.
En la tarde del 5 de julio de 1986, como parte de su visita apostólica a Colombia, el papa Juan Pablo II visitó la catedral, y al verla exclamo ¡Magnífica, magnífica!. En la Catedral, el Santo Padre presidió un encuentro con más de seis mil religiosas y miembros de Institutos Seculares Femeninos.
Entre 1998 y 1999 se adelantó por cuenta del Consejo de Monumentos Nacionales el diagnóstico para constatar el estado físico del edificio y poder proceder a su restauración. Ganó el concurso para este fin la Fundación Ferrocarril de Antioquia. El trabajo se comenzó en 1998 y se entregó en marzo de 1999; y para lo cual se realizó una investigación histórica, el levantamiento arquitectónico y finalmente se dio un informe detallado de deterioros, grietas, humedades, desprendimientos y otros problemas. La conclusión fue que la Catedral estaba enferma, pero no desahuciada ni en estado terminal. Por lo cual el Instituto Nacional de Vías -INVIAS- había hecho donación al Departamento de Antioquia de un valioso inmueble con destino a la restauración de varios monumentos nacionales en Antioquia, entre los cuales está la Catedral de Medellín.
Finalmente, el Ministerio de Cultura de Colombia por medio de la resolución 1686 del 1 de diciembre de 2004, se concreta y la catedral es declarada Bien de Interés Cultural de Carácter Nacional -BIC- (equivalente al antiguo título de Monumento Nacional) junto con otros veintuatro bienes inmuebles de arquitectura religiosa del país. Actualmente, aún está pendiente la restauración del templo.
El 12 de mayo de 2013 se realizó en el Vaticano la canonización de la educadora y religiosa María Laura de Jesús Montoya Upegui (más conocida como la Madre Laura) y el 26 de mayo del mismo año se realizó la misa de acción de gracias por su canonización y celebración de su natalicio. La eucaristía fue realizada en la Catedral de Medellín y fue presidida por el arzobispo Ricardo Tobón Restrepo. El 29 de octubre del 2022 se realizó en la Catedral de Medellín, la ceremonia de beatificación de la religiosa María Berenice Duque, presidida por el cardenal italiano Marcello Semeraro, Prefecto del Dicasterio de las Causas de los Santos. En la ceremonia se develó una pintura en gran formato de la nueva beata mientras se leía la carta de inscripción emitida por el papa Francisco y se exhibía una reliquia de primer grado de la beata.
En el 2023 la parroquia de la Catedral decidió renovar el sistema de sonorización del templo, el cual llevaba varias décadas sin cambios apresar de que era insuficiente, pues por el material y la volumetría del edificio se generaba una molesta reverberación. La firma seleccionada para dicha labor fue «AVTech Ltda», quien contó con la colaboración de la empresa «Ambientes Inteligentes S.A.S.», los cuales realizaron un minucioso estudio acústico pues por su condición patrimonial no había opción de alterar nada desde el punto de vista de obra civil y afines. Después del estudio, se escogió la tecnología apropiada y finalmente se instaló un nuevo sistema de sonorización digital para la Catedral, mejorando exponencialmente la calidad del sonido, lo que permitió una mejor experiencia auditiva para los feligreses y visitantes. Además, se tiene planeado renovar el sistema eléctrico del templo pues también tiene décadas sin cambios, siendo ya obsoleto y peligroso.

## La obra fallida de Filippo Crosti
Actualmente no existen planos ni maquetas de la obra que pretendía construir Crosti, solo están los informes que él mismo dejó, además, también están los datos suministrados por el arquitecto bogotano Mariano Santamaría, consultado por el obispo Bernardo Herrera Restrepo. Con base en ellos, se sabe que la planta era de cinco naves, comenzaba donde hoy termina la última escala del atrio y acababa cerca a donde está el baldaquino, pues el mismo Crosti dice que construyó un muro para aislar la construcción de la quebrada La Loca y comprendía todo el terreno que hoy ocupan los atrios laterales.
Las alturas eran: la cúpula 90 m, los muros de la nave central 60 m y los de las naves laterales 25 m. El ancho de la fachada era de 60 m. La planta era en forma de crux conmissa o cruz de San Antonio, pues el travesaño horizontal tenía la misma medida que el vertical. La nave central era de 20 m de ancho y las cuatro naves laterales, cada una de 18 m. También se sabe que la bóveda de la nave transversal solo tenía apoyos en dos columnas y dos brancas, lo que es insuficiente y de difícil ejecución. Lo mismo sucede con el Coro que era de 30 m de altura y sin bases suficientes.
Era pues de dimensiones monumentales, irrealizable con los materiales que existían en esa época en Medellín. Ya el obispo Jiménez le había desechado el primer diseño por monumental y costoso. Entre los datos del arquitecto Santamaría, dice: “el plano adolece de muchísimos defectos de estilo y de construcción”, y el arquitecto L. Douillard a quien también estudio los diseños de Crosti, los encontró inaceptables y «reveladores de la ignorancia más profunda»; sería él mismo quien recomendara a Carré. Así pues, la suspensión total del proyecto de Crosti fue lo que se consideró más sensato; y en realidad, lo que se perdió fueron los cimientos, los cuales más adelante no sirvieron para el nuevo diseño de Carré.
Otro memorable fiasco del arquitecto Crosti fue la intervención que realizó a la iglesia parroquial del municipio de Marinilla. En 1874, sobre los muros de este templo y aprovechando la estadía en Antioquia del italiano se reformó dicho templo. El diseño de Crosti incluía un esquema de 5 naves, fachada con dos torres laterales, un pórtico con balaustrada que las unía y una cúpula de cobre. En 1891, la iglesia presentaba serios problemas estructurales por lo cual el obispo Herrera Restrepo envió a Carré, quien después de haber analizado y revisado lo efectuado por Crosti, rediseñó totalmente el templo. Redujo la iglesia de 5 a 3 naves, rediseñó totalmente la fachada principal, suprimiendo el pórtico y las torres antes mencionadas por una sola torre que enmarcase de la nave central y señalara el acceso principal; cambió la cúpula de cobre por una sutil aguja de ladrillo y cambió las columnas.

## Contexto urbano

Entorno urbano actual de la Catedral (rojo), de la Iglesia de la Candelaria (naranja) y los parques Bolívar y Berrío en el centro de Medellín. La línea azul claro es el curso actual de la quebrada La Loca, la cual está canalizada y cubierta. La línea de azul oscuro es el antiguo recorrido aproximado de dicha quebrada. La línea morada es el antiguo cauce de la quebrada El Bosque, que actualmente está canalizada y cubierta, y desemboca en La Loca.

La catedral se encuentra emplazada en el barrio Villanueva, en plena zona céntrica de Medellín, al costado norte del Parque de Bolívar, nombrado así en honor al libertador Simón Bolívar, pero no fue sino hasta 1923 que se colocó en todo su centro la estatua ecuestre del libertador, obra del escultor italiano Giovanni Anderlini y fundida por el también escultor italiano Eugenio Maccagnani.
Dicho parque es un sitio emblemático de la ciudad, cargado de simbolismos históricos y culturales. A su alrededor convergen varias vías nombradas en honor a sitios y a eventos relacionados con el libertador, como es el caso de las calles Perú y Bolivia, las carreras Venezuela y Ecuador, naciones liberadas por Bolívar, también se hallan las calles Caracas y La Paz, esta última pasa justo por la parte posterior de la catedral. Asimismo, se encuentra la carrera Junín, uno de los pasajes comerciales más tradicionales de la ciudad, el cual remata en el costado sur del parque y es llamada así en memoria de la batalla del mismo nombre.
Las vías que enmarcan al Parque de Bolívar son: por el occidente la carrera 49 (Venezuela), por el oriente la carrera 48 (Ecuador), por el sur la calle 54 (Caracas) y por el norte da con la fachada principal de la catedral.
En el parque se realizan frecuentemente eventos culturales, como conciertos al aire libre y encuentros artesanales, y en el costado sur-oriental se encuentra el Teatro Lido restaurado en 2007, sede del Ballet Folclórico de Antioquia.
El área donde se construyó la catedral, al lado norte de la quebrada Santa Elena se estaba comenzando a urbanizar y se llamó Villanueva en contraposición del área urbana ya establecida desde la época colonial, o sea la «vieja villa». En sus inicios el templo fue un referente urbano fácilmente identificable desde cualquier parte de la ciudad y prácticamente desde cualquier parte del valle de Aburrá. Todo gracias a que las edificaciones alrededor no superaban los dos o tres niveles de altura.
El barrio Villanueva (que se consolidó alrededor del templo) junto con el barrio Prado, conformaban el sector residencial más lujoso de la ciudad, unidos por un corredor que los integraba, sin embargo, con la creación de la Avenida Oriental en la década de los 60 se cortó dicha integración. Muchas casas fueron reemplazadas por enormes edificios que atrajeron a nuevos habitantes. Y a partir de los años 80, Villanueva sufrió el deterioro de su espacio público, inseguridad y proliferación de indigencia y prostitución, igualmente, las pocas casonas que aún quedan se convirtieron en sedes comerciales padeciendo un paulatino deterioro. Además, la catedral perdió su carácter de referente urbano por el incremento de edificios que la superan en altura, a pesar de la normatividad que existe para que este templo no pueda ser superado en altura por ninguna otra estructura en su en torno. Hoy, sin muchos detalles, solo desde algunos sitios de la ciudad se logran ver sus torres.
Recientemente, como parte de la renovación y revitalización tanto urbana, social y cultura emprendida en el centro de la ciudad, el parque Bolívar fue sometido una remodelación que inició en el 2019 y finalizó a principios del 2020. La obra tuvo un costo de 8258 millones de pesos y se renovaron 23 520 m² de espacio público y todo el mobiliario urbano. Además, con el objetivo de igualar los materiales y la arquitectura del parque, la transformación también contempló los atrios de la Catedral, los cuales presentaban deterioro desde hace tiempo.

## Características del edificio
La obra que diseñó el arquitecto Charles Émile Carré está bajo los parámetros del estilo neorrománico, una reinterpretación del estilo románico, llevado a cabo en el templo de forma sobria y sencilla, careciendo de la exuberancia de las grandes catedrales. La planta es cruciforme, cuenta con 4608 m² en la planta general y 7300 m² de área total construida, consta de tres naves longitudinales, la principal y dos laterales, a su vez atravesadas por el transepto o nave transversal que forma los brazos de la cruz. Cada nave longitudinal cuenta con acceso por la fachada principal y termina en ábsides, además, las naves laterales tienen cada una dos accesos en sus costados, los cuales comunican con los atrios laterales.
La fachada principal está conformada por dos torres, unidas por un cuerpo que enmarca la nave central y en donde también se encuentran las puertas que comunican directamente con las naves longitudinales.
Las columnas son lisas de forma cilíndrica regular, cuentan con capiteles de estilo corintio reformado o degenerado, muy propios del románico, los cuales fueron construidos con diseños de Solé (excepto los de mármol); además de las 16 columnas que separan las naves longitudinales, la basílica posee dos más que sostienen el coro, 64 en la parte superior de la nave central, 32 en los ventanales absidales, 68 en los arcos ornamentales de la nave del crucero, 4 en los ábsides secundarios, más de 120 en el frontis, 16 en los ventanales del ábside y capillas laterales, para un total de 330.

### Material y estructura
La catedral está edificada en ladrillo macizo, que se encuentra a la vista tanto en el exterior como en su interior, y para su construcción se utilizaron aproximadamente 1 120 000 ladrillos de 8 decímetros cúbicos cada uno, los cuales cuentan en total con una masa de 11 000 metros cúbicos, que envuelven un volumen de 97 000 metros cúbicos.
Además, el ladrillo es un material que resulta bastante idóneo para el estilo del edificio, ya que los muros trabajan a compresión y dicho material resiste ese fenómeno. Adicionalmente, los ladrillos fueron pegados con argamasa, un tipo de mortero formado de cal, que actúa como conglomerante, arena y agua, que al secarse adquiere una constitución dura, pero de menor resistencia e impermeabilidad que el cemento; esta argamasa se utilizó en la edificación del templo ya que al comienzo de la construcción no se empleaban los morteros a base de cemento.
Estructuralmente la basílica funciona con muros de carga que transmiten todo el peso a los cimientos y estos a su vez al suelo, además cuenta con contrafuertes para reforzar los muros, principalmente en donde estos reciben mayores empujes laterales. Los muros cuentan en promedio con 1.70 a 2 m de espesor y las columnas de las naves longitudinales 1.20 m de diámetro.
Los cimientos se levantaron sobre la roca, y los sobrecimientos en piedra alcanzan hasta la altura de los ventanales; este detalle no se puede observar debido al revestimiento de ladrillo.
Las ventanas, son angostos y alargados vanos rematados en arco, esta forma tan común en el románico responde más a razones estructurales, que a la estética o a ofrecer un ambiente de penumbra en el interior de la basílica. Como los muros son de carga y al contar con una ventana, se están desviando las cargas hacia los extremos, provocando una sobrepresión en determinados puntos de la pared. Cada vano actúa como un arco de descarga, el cual ayuda en la bifurcación natural de las cargas hacia los laterales, pero para que esta situación se produzca debe haber suficiente espacio entre ventana y ventana, y una buena cohesión entre los distintos materiales del muro (ladrillos y argamasa).

### Exterior
El exterior del templo se caracteriza por dar la sensación de una "compacta solidez", efecto generado por la estructura pesada de los gruesos muros, siendo este a su vez, uno de los rasgos de la arquitectura románica.
La volumetría del edificio responde totalmente a la disposición y composición espacial del interior del templo, su forma escalonada permite distinguir claramente los diferentes cuerpos que lo conforman.

#### Fachada principal
La fachada principal da la cara al costado norte del Parque de Bolívar y es quizás el frente con más rasgos románicos. Es totalmente simétrica, está conformada por dos torres de base cuadrada, con una altura de 50.4 m sin contar con las cruces, que miden 2.80 m, ambas torres están unidas por un cuerpo que enmarca la nave central, tiene 52 m de ancho en la parte inferior y de torre a torre tiene aproximadamente 40 m de ancho, además, cuenta con tres entradas, la central y las laterales, cada una da con las naves del templo.
Cada una de las torres está formado por tres cuerpos distintos pero combinados de una manera sencilla. El inferior se puede decir que es el marco de un arco con tímpano que da entrada a la nave lateral; el que le sigue tiene la más clásica estructura románica por estar decorado con 6 grandes saeteras con arcos y columnas que las enmarcan en el exterior; el superior se sienta en un cuerpo que bien pudiera sumarse a los tres citados por su altura y por su decoración de arquillos seguidos con saeteras más pequeñas en los centros; este cuerpo superior es el más saliente no solo por la altura sino por la construcción y belleza ornamental y está decorado con 8 ventanales o ajimeces.
Cada uno de estos tramos está separado por molduras de canecillos adornados y dientes de sierra perfilados por contrafuertes.
El cuerpo situado entre los dos torreones está constituido en su parte inferior por la entrada principal, formada por una serie de arcos concéntricos y en degradación (llamado arquivolta), apoyados en pequeñas columnas, todo el conjunto forma una especie de arco abocinado muy sencillo. Entre el último arco de la arquivolta se encuentra el tímpano que descansa sobre el dintel, luego le siguen las puertas hechas en madera de comino, forradas en el exterior en láminas de cobre pintadas de negro y pegadas con grandes clavos cabezones en forma de botón.
Luego, sobre el acceso principal, le sigue un tramo que corresponde al Coro con tres altos ventanales y sobre este una variedad de jable moldurado; en su centro está el reloj de la catedral.

#### Fachadas laterales
En las fachadas laterales se distinguen los diferentes cuerpos que conforman el templo, e igual que la fachada principal cuenta con elementos de estilo románico manejados de forma sobria.
En cada fachada se distingue la torre, seguida de los cuerpos longitudinales de las naves, luego está la fachada del transepto y sobre esta se encuentra la torre del crucero; después sobresale la continuación de las naves para luego rematar en los ábsides, en la parte inferior se distingue el cuerpo de la sacristía.
Entre la torre y la fachada del transepto se encuentran los 2 cuerpos, la nave central y la nave lateral más baja, cada una cuenta con 8 ventanas en forma de arco de medio punto.
Cada fachada lateral posee cuatro accesos, dos dan con la nave lateral, el tercero da con el transepto, y el cuarto da con las dependencias ubicadas en los ángulos superiores formados por el cruce de las naves longitudinales con el transepto. Las puertas, al igual que las de la fachada principal, están hechas en madera de comino, forradas en el exterior en lámina de cobre pintado de negro y pegada con grandes clavos cabezones en forma de botón.

#### Fachada posterior
Al igual que las fachadas laterales, en la posterior también se distinguen varios cuerpos que conforman la basílica y es quizás en donde se nota con mayor realce la forma escalonada del templo.
De abajo hacia arriba, encontramos los cuerpos más pequeños, que dan cobijo a las áreas posteriores del templo, como el museo, la sala capitular, etc.; luego está el volumen del ábside central, el cual se alza en el medio de la fachada, rodeado de los pequeños cuerpos y de los ábsides laterales, e inmediatamente de dicho ábside está la continuación de la nave central, que junto con al ábside central contienen el presbiterio; después y a la misma altura de la nave central está el volumen del transepto o nave transversal, el cual está dividido por la torre del crucero siendo el volumen más alto de la parte posterior del edificio.

#### Cubierta
La cubierta del templo es de teja de barro cocido y madera de comino, madera altamente valorada en el área de la construcción por su alta resistencia a las diferentes condiciones ambientales (humedad, agua, suelo) y al ataque de insectos como el comején. La estructura del techo está conformada por cerchas, alfardas, alfardas durmientes, tirantes, nudos de tirantes, cuñas, soleras, piedeamigos, cumbreras, travesaños. La armazón está en forma de caballete con mediaguas a lado y lado en la nave central, mediaguas en la cubierta de las naves laterales y en la torre del crucero también en caballete. Los empates se hacen con platinas metálicas sobre la madera, la teja de barro va sobre una esterilla de cañabrava, la cual por debajo fue empañetada con boñiga entre listón y listón, y que tiene un acabado que parece de madera. La nave central por dentro tiene forma trapezoidal.

#### Atrios
Son tres atrios, uno central y dos laterales, son unos andenes amplios que están más altos que el piso de la calle, enmarcando parte del edificio y lo aíslan de las construcciones de su alrededor, abarcan un área de 2170 m cuadrados y no fueron diseñados por Carré. En 1920, la Sociedad de Mejoras Públicas de Medellín -SMP- en colaboración con el concejo municipal y el comercio de la ciudad, construyen los atrios en baldosa ranurada de cemento que costó $ 3 000. Además los bordes de las escalas fueron reforzados con láminas metálicas traídas de Estados Unidos. Hubo así un cambio del proyecto original en que los atrios iban al nivel de la calle y al pie de cada puerta había una serie de escalas. Con este cambio el atrio dio realce a la Catedral.
Desde 1967 se buscaba la integración del Parque de Bolívar con el templo, pues entre el atrio central y el parque pasaba un tramo de la calle 56 (Bolivia), por lo cual, en 1968 fue remodelado el parque, se suprimo dicho tramo peatonizándolo, se colocó la fuente luminosa y se dejó un espacio amplio entre la pila y el atrio, que sirve para realizar ceremonias en el exterior. En 1976, fueron remodelados los tres atrios, empleando para ello grandes baldosas de arenón por las Empresas Públicas Municipales. Hay planos para cerrarlos con rejas metálicas, lo que unos juzgan necesario y otros rechazan.
A mediados del 2019 y principio del 2020 el Parque de Bolívar fue sometido una nueva remodelación y con el objetivo de igualar los materiales y la arquitectura del parque, la remodelación también contempló los atrios de la Catedral, los cuales presentaban deterioro desde hace tiempo.

### Interior
El interior del templo se caracteriza por ser un ambiente penumbroso, sombrío y tranquilo, solo alterado durante las celebraciones religiosas; su distribución está enmarcada de acuerdo con su planta de cruz latina, y sus diferentes espacios están claramente definidos. Cuenta con tres naves longitudinales, la principal o central y dos laterales, a su vez atravesadas por el transepto o nave transversal que forma los brazos de la cruz, y el encuentro entre esta última con la nave central genera un espacio llamado crucero. Cada nave longitudinal cuenta, en el extremo sur con accesos en la fachada principal y al norte rematan en ábsides abovedadas.
De sur a norte encontramos primero, el sotacoro o pronave, área ubicada bajo el coro y las torres, antecede a las naves longitudinales y es una especie de vestíbulo o recibidor; en él se encuentran las pilas de agua bendita, dos estaciones del vía crucis y en los extremos oriental y occidental se encuentran dos ábsides de forma trapezoidal (trapecio isósceles) abovedado, cada uno contiene un retablo de mármol y están cerrados por canceles (rejas). Igualmente, cada ábside cuenta con dos puertas que dan con las escaleras contenidas entre los muros y que comunican con el coro y las torres, además el occidental tiene un ascensor.

Planta general

La nave central tiene 14,50 m de ancho y una longitud de 98,45 m incluyendo en esta medida el grueso de los muros; está separada de las laterales, entre el sotacoro o pronave y el crucero, por dos arcadas a lado y lado, conformadas por dos series de ocho columnas cada una (16 en total), las cuales miden, incluyendo bases y capiteles, una altura de nueve metros por 1,20 m de diámetro y están unidas por arcos de medio punto de 1,70 m de diámetro. Sobre estos arcos, en la parte alta de la nave central se encuentra a lado y lado una serie de arcadas ciegas que cumple una función solamente decorativa, y sobre estos, están dos series de 8 ventanales cada una, luego la nave es cubierta por un techo a dos aguas formado por gruesas vigas de madera.
Continuando por la nave central, hacia el norte, se encuentra el área del crucero, siendo una especie de antesala para al presbiterio, dicha área es de forma cuadrada y cada lado tiene el mismo ancho que la nave central, además, en esta área se levanta la torre del crucero que sobresale en el exterior llamada cimborrio y cuenta con 3 ventanales a cada lado. Por último la nave central termina en el brazo superior de la cruz, el cual comprende el presbiterio, zona que contiene la cátedra, el altar mayor con el baldaquino y la sillería de los canónigos, esta última rodeada por un ábside semicircular de 14,50 m de diámetro y a su vez cubierto por una bóveda de ladrillos, cuyas juntas de argamasa forman un encaje de perfecta ejecución.
Las naves laterales corren en casi toda la longitud de la nave central, tienen ocho metros de ancho y están delimitadas entre las arcadas ya antes descritas y el muro que da con el exterior. Cada nave tiene en su respectivo muro, cinco confesionarios empotrados a la pared, 8 ventanales con sus vitrales y coincidiendo con el eje de 6 ventanales, se ubica una estación del viacrucis; en los otros dos se localizan las puertas que comunican directamente con los atrios laterales. Luego, hacia el norte de las naves está la zona que comparte con el transepto, para luego rematar en los ábsides laterales que cobijan los altares laterales con sus respectivos retablos de mármol.
El transepto o nave transversal, el cual, como ya se había mencionado antes, forma los brazos de la cruz, se extiende en sentido oriente-occidente o viceversa, tiene una longitud de 63,40 m y los mismos 14,50 m de ancho que la nave central. Está dividido en dos áreas, en el extremo de cada brazo se encuentra un retablo de mármol, y al lado de cada uno de estos, se encuentran dos puertas, las que dan hacia el sur se encuentran con los atrios laterales, las que dan al norte comunican con diferentes dependencias, la del brazo oriental comunica con la sacristía, y la occidental con el panteón de los obispos. Sobre el eje de dichas puertas se localizan cuatro cuadros de grandes proporciones y los muros entre el crucero y los brazos se encuentran 2 estatuas religiosas sobre repisas.
Finalmente, están las dependencias ubicadas en los ángulos superiores formados por el cruce de las naves longitudinales con el transepto. En el ángulo occidental se localizan dos grandes salones; en el del norte se encuentra el museo de arte religioso, y en el del sur está el Mausoleo de Obispos; además, debajo de estos se encuentra la Cripta de Osarios. En el ángulo oriental se localizan varias dependencias; al sur está el salón de la sacristía y al norte está la sala capitular, y otras dependencias menores de la Basílica.

#### Presbiterio
El presbiterio central se encuentra elevado del resto del templo por cinco escalones. Comprende el área final de la nave central, desde el crucero hasta el ábside de más de 14 m de diámetro y se encuentra separado o encerrado del público en general por un comulgatorio (barandilla) de mármol.
En el presbiterio se encuentra el altar mayor cubierto por un baldaquino, la sillería de los canónigos y el solio episcopal.
Baldaquino y Altar Mayor. El Baldaquino es un pabellón que cubre el altar y le da realce, lo diseñó el arquitecto salesiano Giovanni Buscaglione, quien diseñó o aprobó los diseños de casi todos los elementos decorativos de la catedral. La cúpula está sostenida por cuatro columnas de mármol azul oscuro en la base y en el fuste de rosado de Verona, los capiteles son de estilo corintio y reciben los arcos de medio punto con bordes denticulados. Las cornisas forman los cuatro costados y tienen rosetones de mármol crema, la cúpula tiene forma octagonal tanto en su interior como en su exterior, y está coronada por una cruz. Cuatro pequeños pináculos de exactas proporciones sobresalen en los cuatro ángulos de la cúpula.
Los mármoles se clasifican por las canteras de donde provienen, el blanco es de Carrara, el rosado es mandorlato de Verona, o Nero enoro di Levanto, el azul es gallo di Siena, el café oscuro es de flor di Pesco, tiene verde autico y un crema de Rosa de Vaticino. La obra la ejecutó la casa de Amérigo di Martino Barsanti en sus talleres de Pietrasanta.

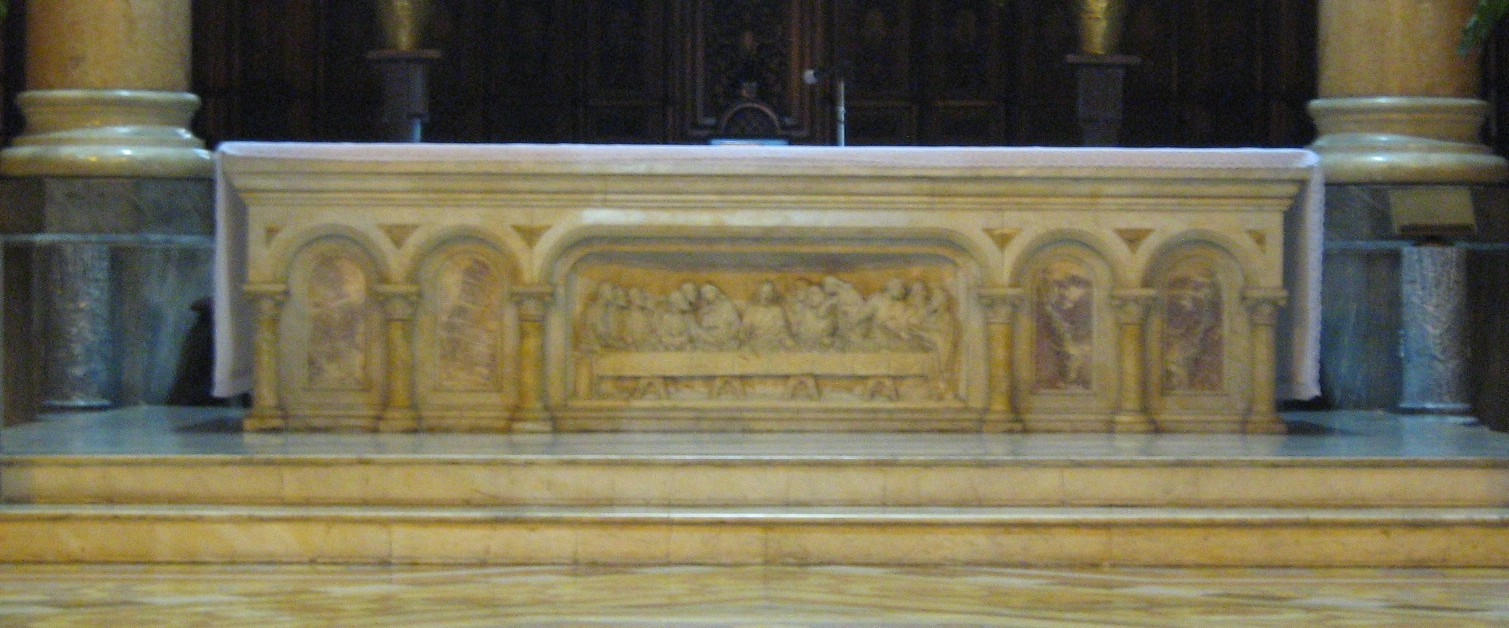
Altar mayor con su apariencia actual.

El Altar Mayor, que está cubierto por el baldaquino, es una mesa de mármol blanco de Carrara. Su frente consta de una arcada adosada a la mesa compuesta de cinco cuerpos, el del centro, el más grande es un arco achatado, y es el que enmarca La Última Cena de Leonardo da Vinci tallada al frente de la mesa. Todo el conjunto fue instalado entre 1923 y 1924 y su costo fue de $ 25 786.81 pesos.
Justo por debajo del baldaquino y del altar mayor se encuentra el túnel abovedado por donde pasaba la quebrada La Loca y por la magnitud y peso de estos, fue necesario colocar un planchón de cemento armado, sostenido por gruesas columnas y fuertes vigas de hierro, para así garantizar la estabilidad de dicho conjunto y que tuvieran una sólida cimentación.
Cuando el altar mayor fue instalado, tenía unas gradas para los candeleros, un Sagrario con su manifestador o expositorio y a cada lado un ángel portacandelabro. Estos elementos fueron retirados en 1944 por orden del arzobispo García Benítez, quien en una visita canónica a la catedral en noviembre de 1943 realiza dicha orden, actualmente se encuentran en la Parroquia de Nuestra Señora de Las Lajas, en el barrio Francisco Antonio Zea.
En 1967 el párroco Eugenio Arango realizó una modificación que consistió en centrar la mesa debajo del baldaquino, quitarle altura suprimiendo dos gradas para el piso sobre el que se apoya la mesa llamada también tarima, de esta manera ya no se necesitaba altar móvil, se podría celebrar de cara al pueblo y quedó más visible la sillería de canónigos que ocupa el ábside central. Para central la mesa de mármol se contó con la ayuda de los Bomberos de Medellín, quienes levantaron con gatos hidráulicos dicha mesa que pesa varias toneladas y luego de que fueron suprimidos dos gradas la centraron sin ningún daño. El baldaquino tiene una altura de 22 m. La mesa del altar tiene 4 m de largo por 1.18 de ancho y 1.5 de altura y pesa 18 toneladas.

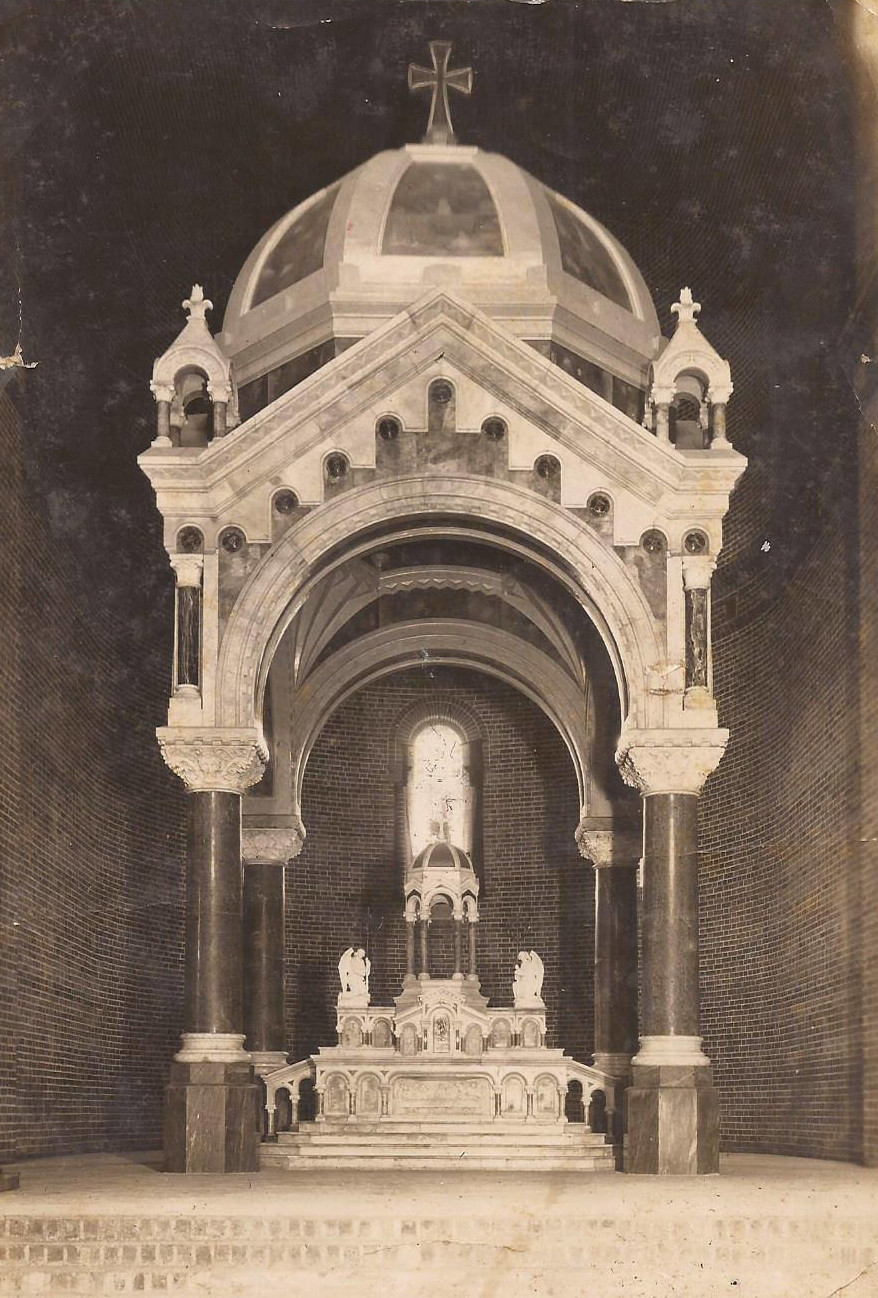
El baldaquino y debajo el altar mayor completo con el Sagrario y su expositorio
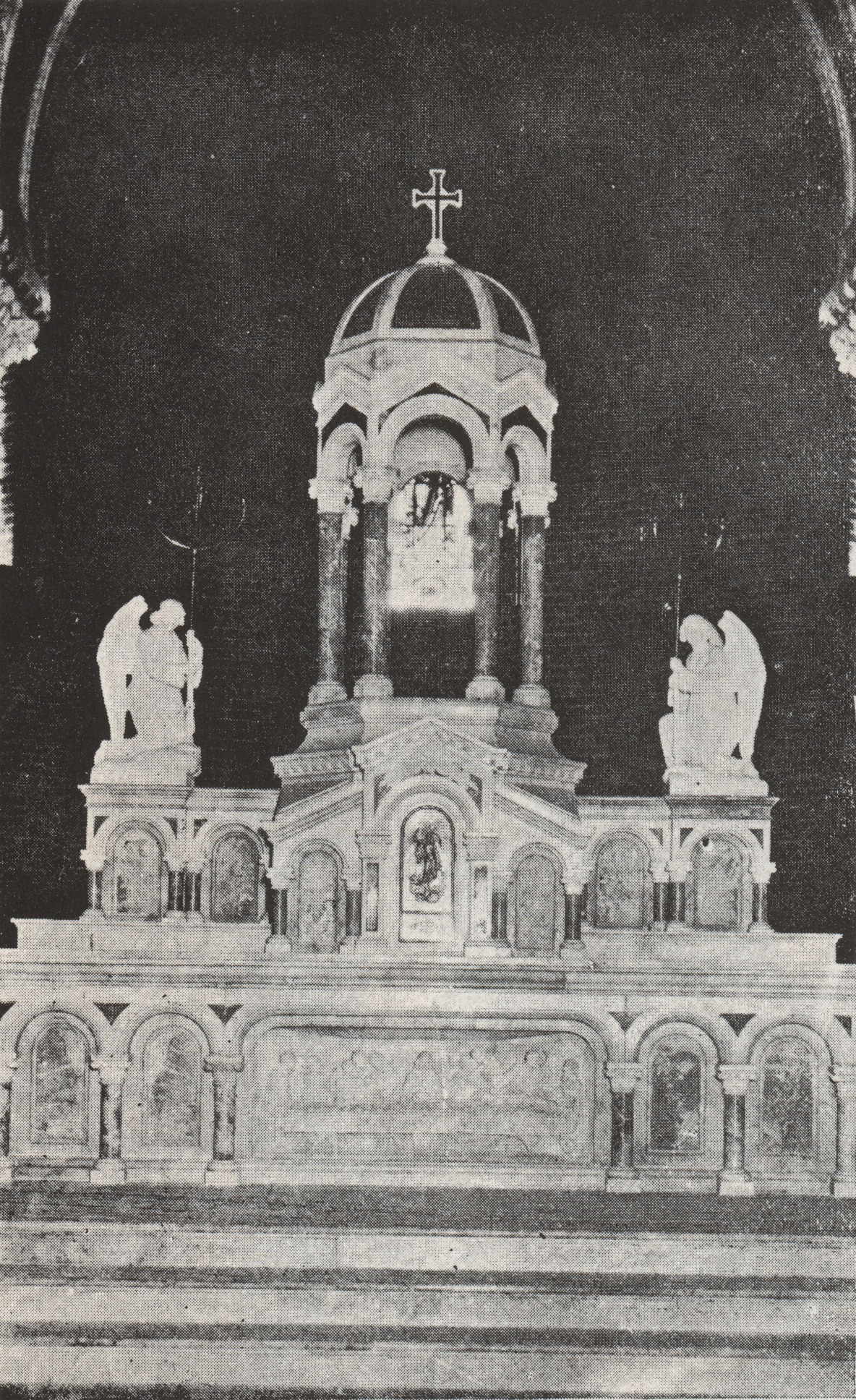
Altar mayor completo con el Sagrario y su manifestador
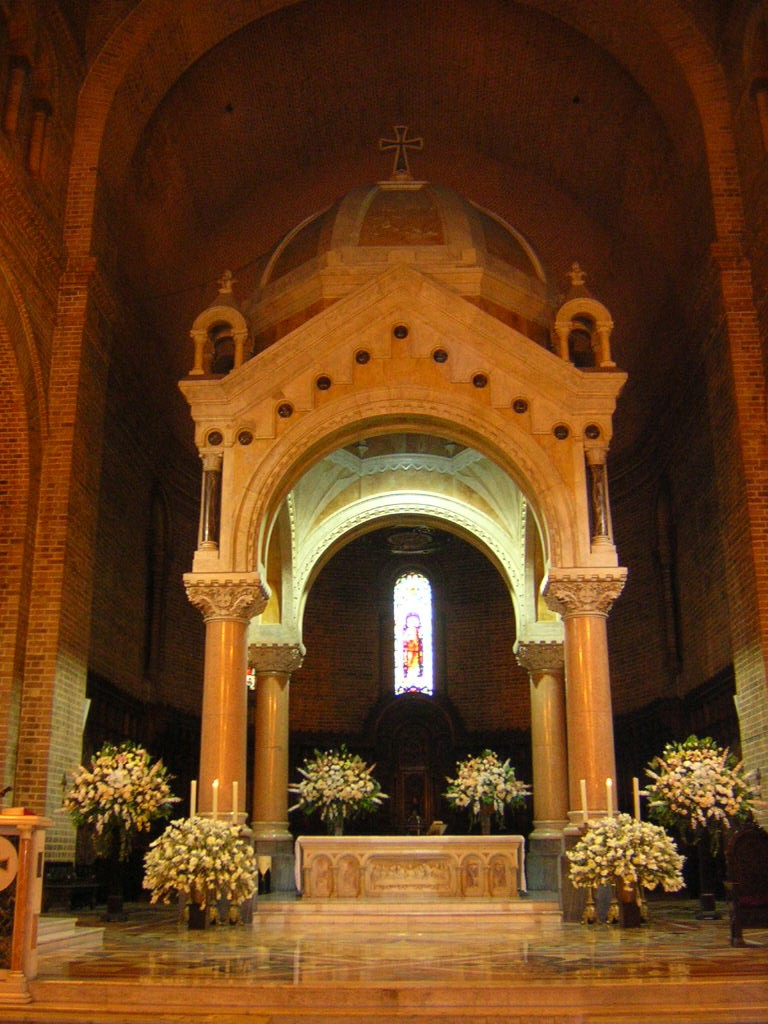
El baldaquino y debajo el altar mayor con su apariencia actual.
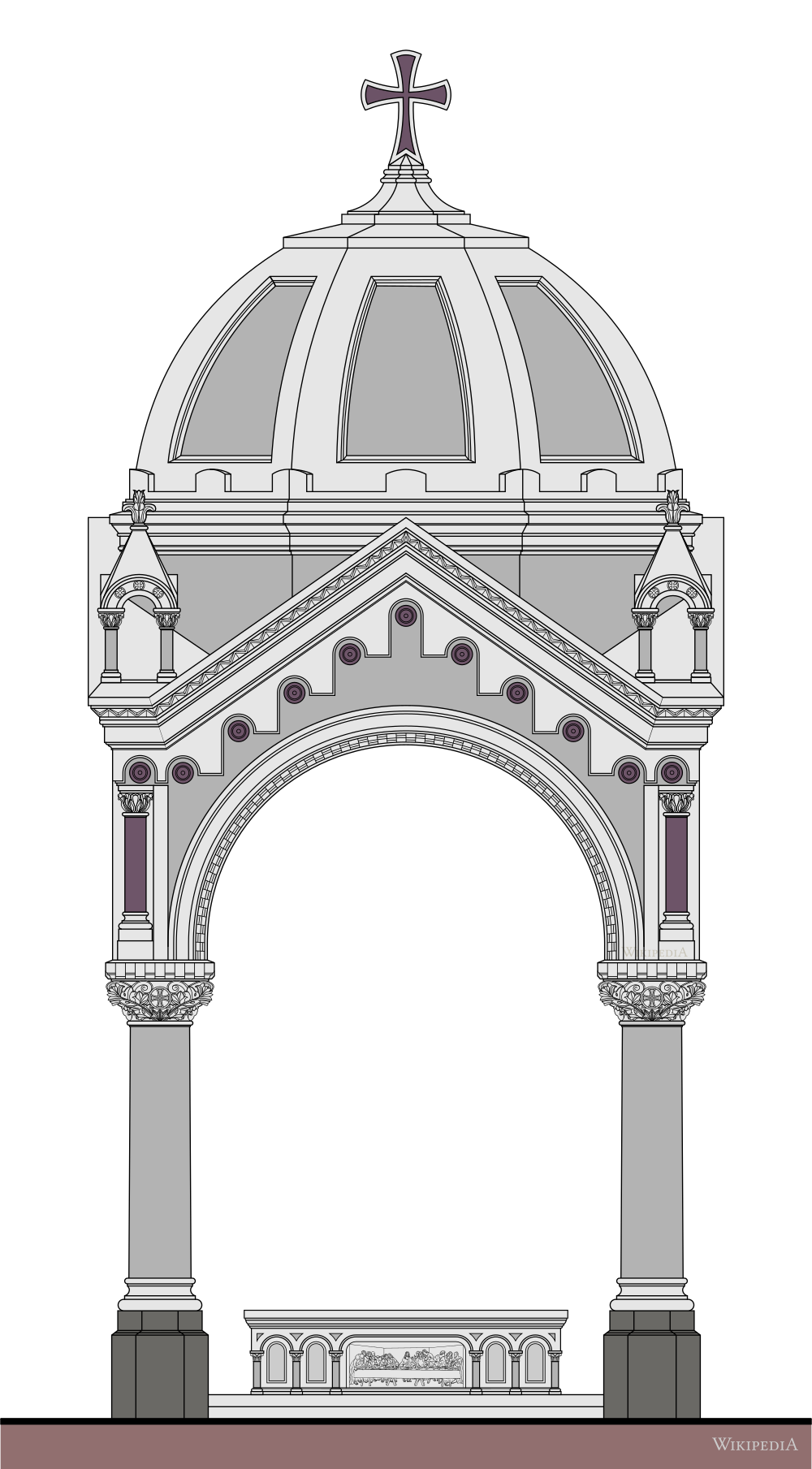
Alzado del altar mayor y el baldaquino.
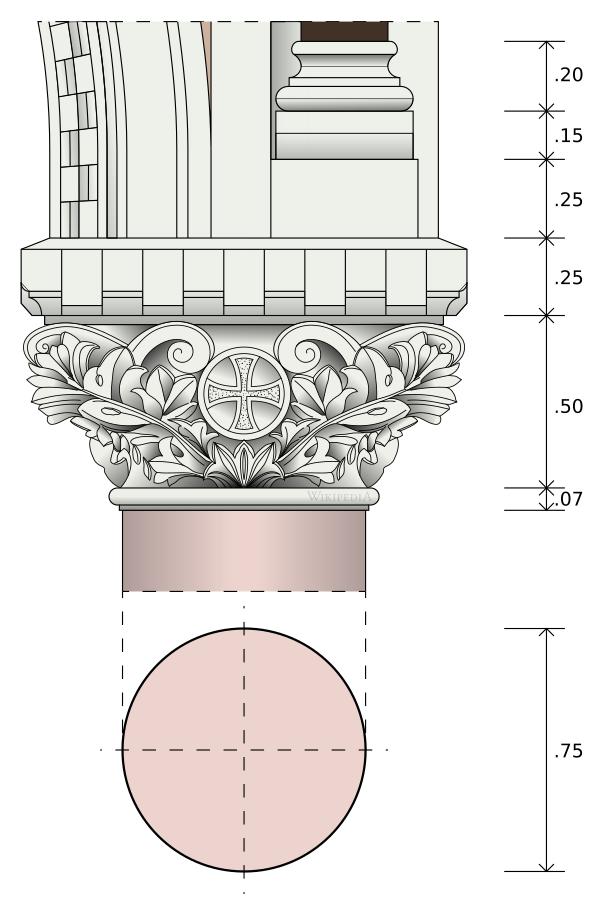
Detalle del capitel de las columnas del baldaquino, son de estilo corintio y también son achatados.

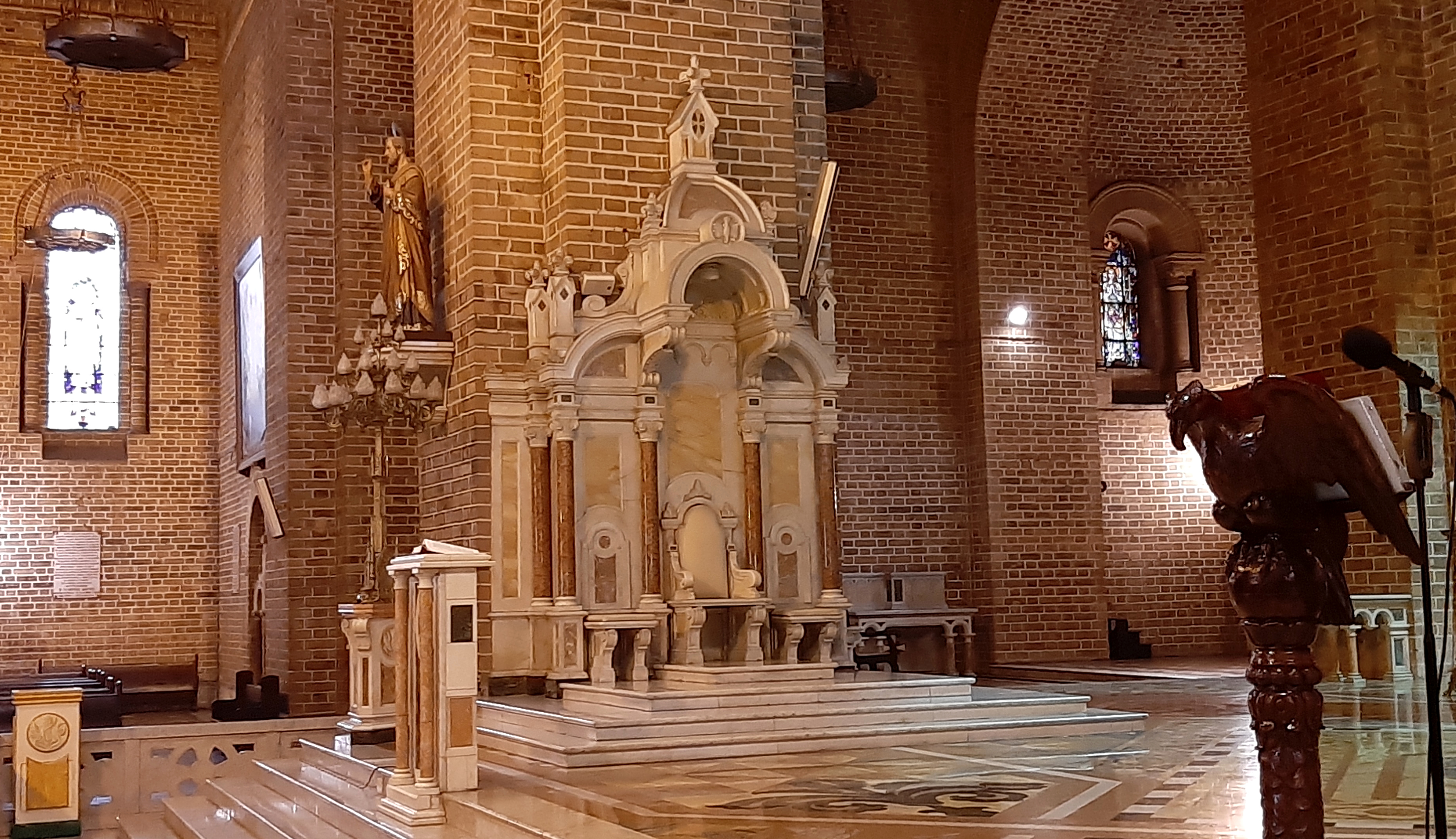
Cátedra, solio o sede episcopal.

Cátedra, solio o sede episcopal. La primera cátedra era de madera y fue reemplazada por la actual en 1940, en el mismo año que fueron colocadas las dos pilas de agua bendita. Fue diseñada por Hermenegildo Bibolotti, y modificada en sus medidas por el arzobispo Salazar y Herrera; su diseño está de acuerdo con el estilo del altar y del baldaquino, y su costo fue $ 5900 pesos. Tiene 5.40 m de alto y 4,10 m de ancho, la tarima es de 1,30 x 1,00 m, la segunda grada es de 70 x 70 cm., la tercera de 60 x 60 y la cuarta de 30 x 30 cm. Las sillas fueron colocadas en 1947: las primeras eran de madera, las actuales son de mármol y están debidamente acolchadas. Toda la cátedra está adosada al pilar noroccidental del crucero, y puesta sobre el pavimento de mármol.
Sillería del coro de los canónigos. Fue diseñada por Buscaglione en 1923 en Turín, Italia, cuando viajó a Europa para estudiar las grandes catedrales. Las partes laterales son de Buscaglione y el trono episcopal de Luis Eduardo Arenas, quien fue el ebanista ejecutor del diseño, y junto con otros, realizaron casi todo el trabajo en madera. Se construyó entre 1928 y 1932, su costo fue $ 60 000 pesos, es totalmente desarmable, sin un clavo ni un tornillo, para la armazón se utilizaron ensambles. Está hecho en gran parte en cedro negro y se gastaron más de mil trozas de dicha madera. Los pisos de las plataformas son de madera de comino. La sillería es una obra de talla de gran precisión, cuenta con sartas de perlas, hojas retorcidas, palmetas, entrelazados, espirales, volutas, capullos, entre otros. Da la impresión de ser circular pero es ochavada en los tableros, pero la moldura superior y las escalas de subida si son circulares. Son 32 sillas en la primera fila, la pegada al muro, y 22 en la segunda fila, en total son 54 asientos. La sillería está dividida por el trono episcopal que se ubica en el medio de la semicircunferencia, en cada lado hay 27 asientos. El acabado es mate causticado con cera y con trementina.

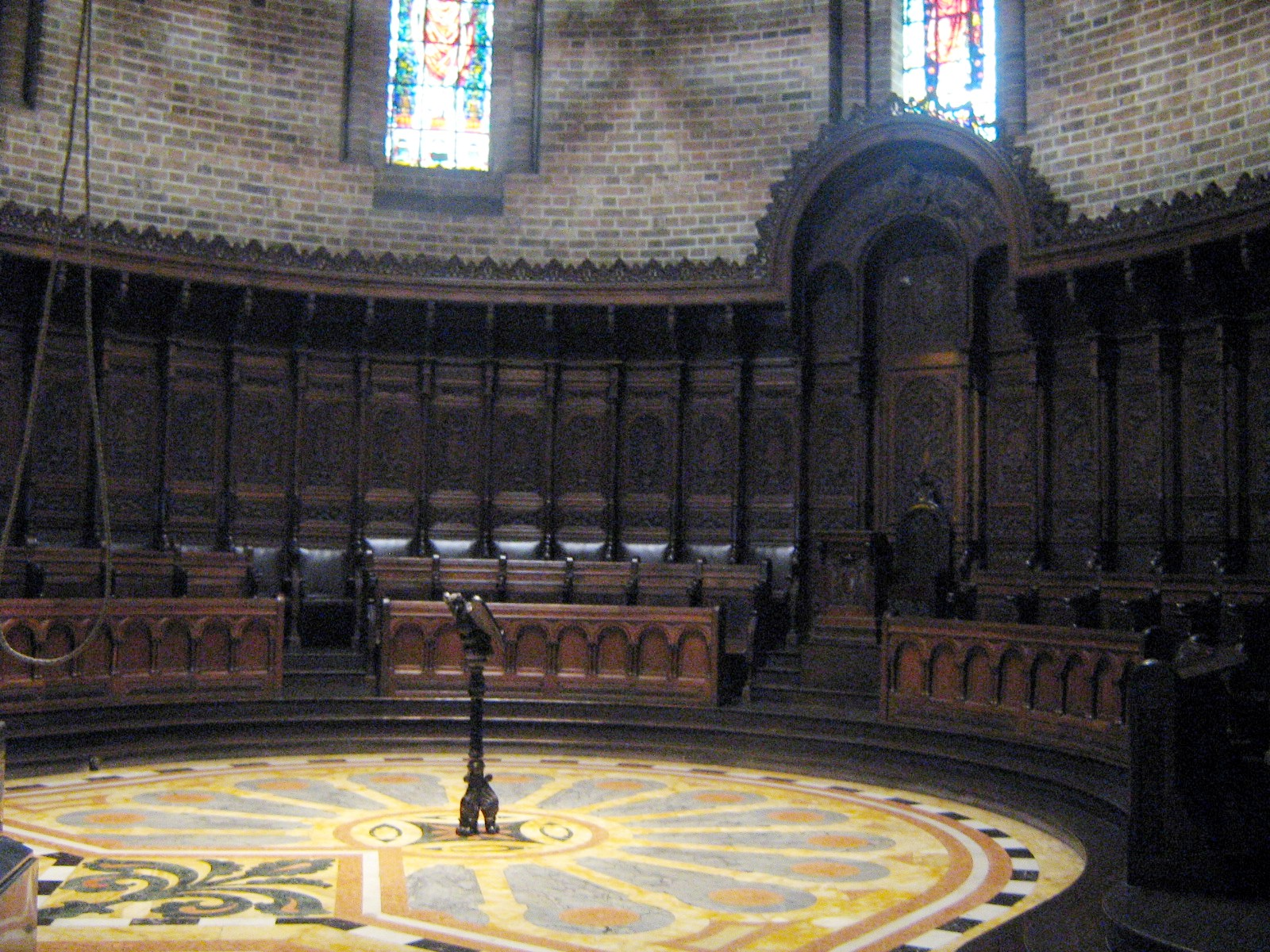
Sillería del coro de los canónigos.
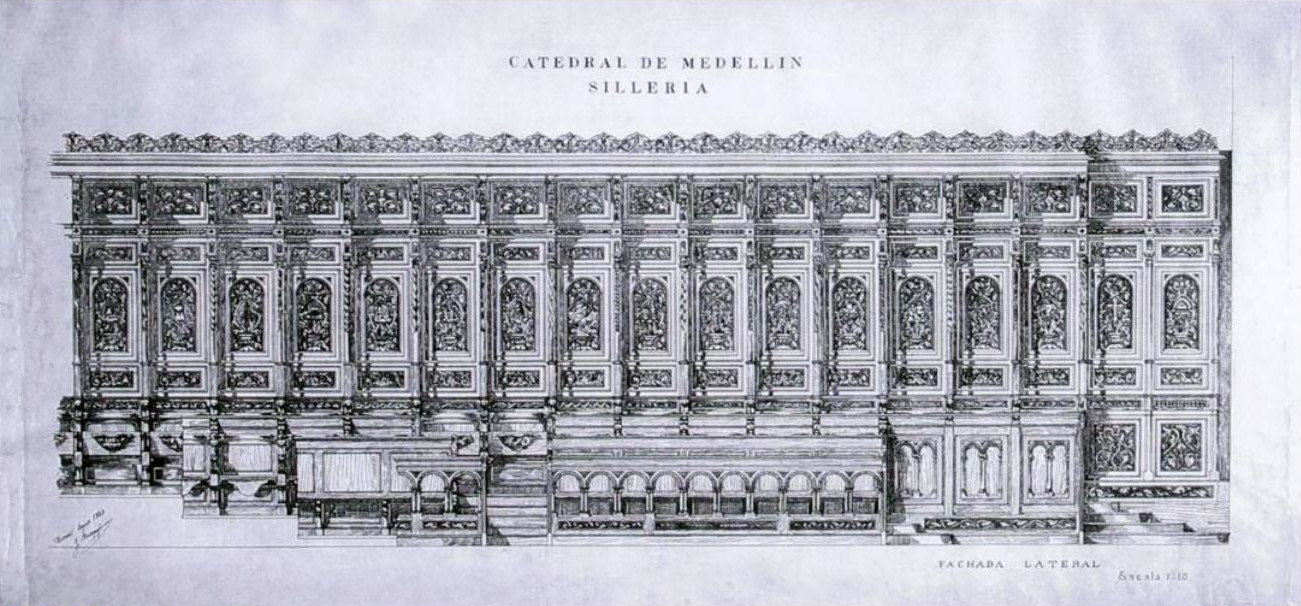
Alzado lateral de la sillería, firmado por Buscaglione en Turín en 1923.
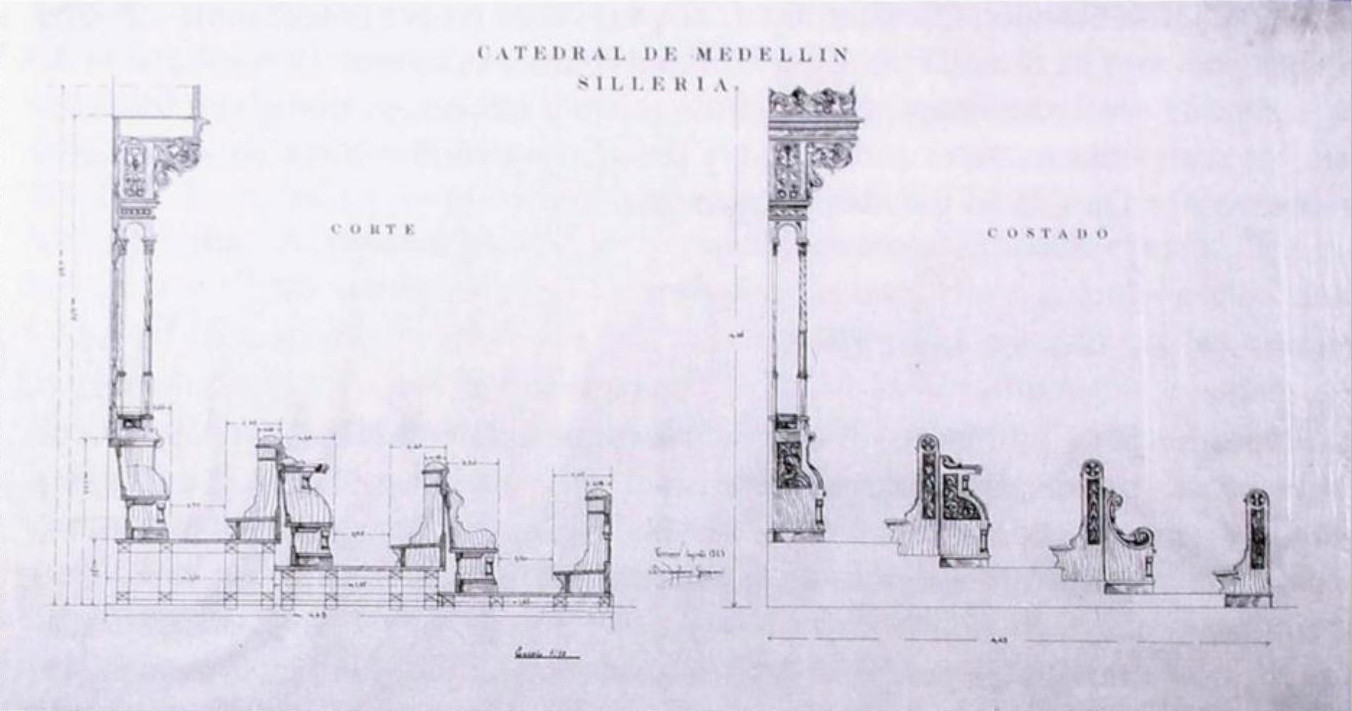
Corte y costado de la sillería, firmado por Buscaglione en Turín en 1923.

Pavimento del Presbiterio Central. El suelo del presbiterio es también de mármoles italianos, fue diseñado por Buscaglione, colocado en 1931 y el costo fue de $10 475.93 pesos. Va desde el comulgatorio central hasta la sillería de los canónigos. Fue diseñado teniendo en cuenta la tarima del altar mayor y la sillería de los canónigos. En cambio el solio fue colocado sobre el pavimento, pues fue adquirido, más tarde. Está constituido por placas de mármol de diez colores identificados así: rosado, rojo de Verona, crema, blanco con vena negra débil y delgada, blanco con vena negra más ancha y muy negra, azulado, café oscuro, verde, gris y negro. Todo el conjunto es como un gran mosaico con piezas grandes de varios colores unidos con figuras rectangulares, cuadradas, circulares, semicirculares y triangulares, combinadas con orquídeas, la flor nacional de Colombia. Es como un tapiz, pero de mármol y solo con motivos eclesiásticos y simbólicos. Ha venido deteriorándose y su restauración resulta costosa.

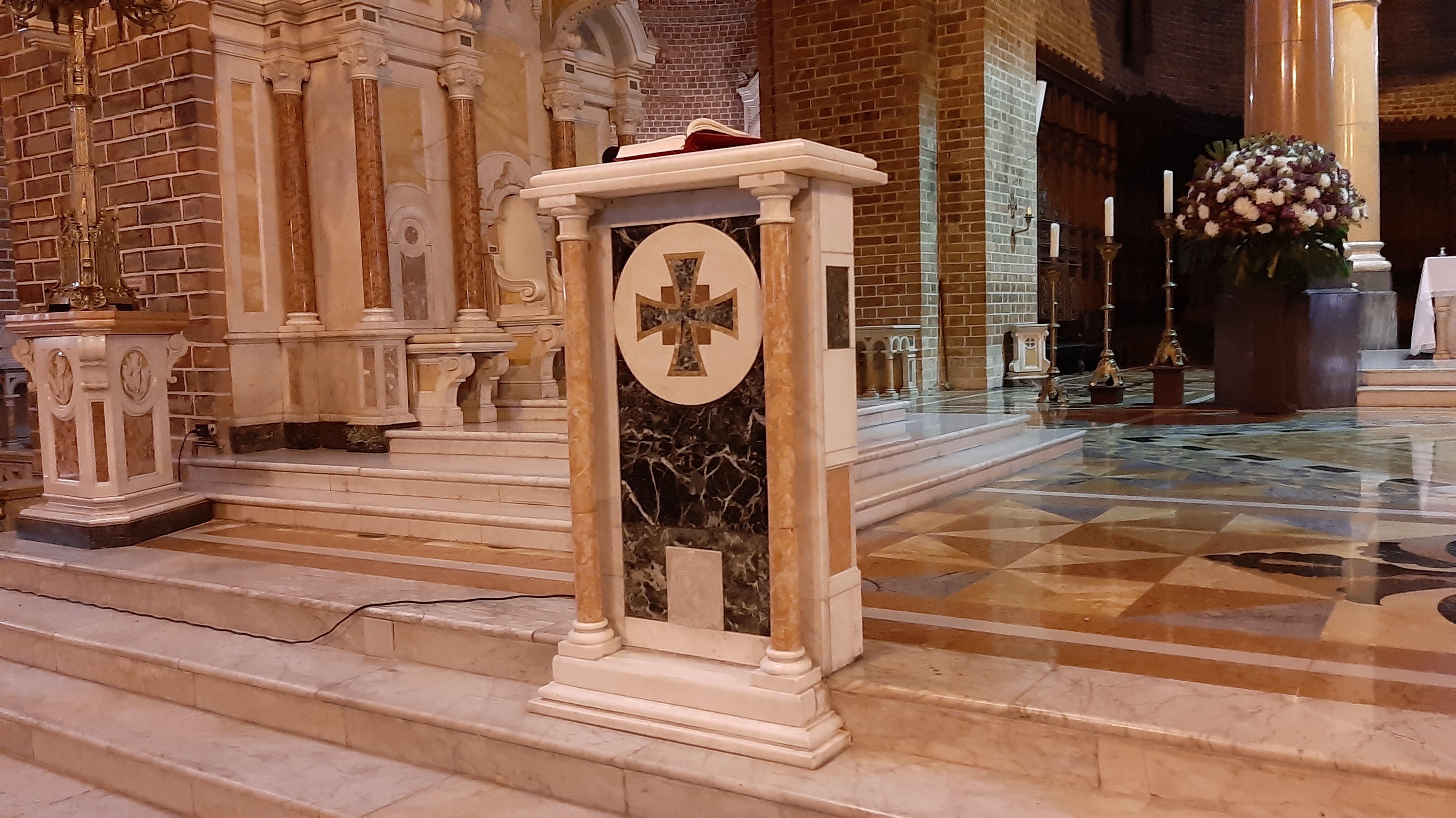
Ambón.

Ambón. Se encuentra al pie de la cátedra, está hecho en mármol de varios colores, fue construido por el maestro Juan de Dios Urquijo después de 1983, cuando fue nombrado cardenal el arzobispo Alfonso López Trujillo, cuyo escudo cardenalicio quedó grabado en la parte inferior del ambón. Para su construcción se utilizó parte de las láminas de mármol de una mesa de credencia que se encontraba al servicio del presbiterio occidental, la cual fue desmantelada para dicho fin. En sí, es un pequeño muro rectangular en mármol blanco, que contiene en su frente un rectángulo en mármol verde, que influye en su parte superior una circunferencia que a su vez contiene una cruz patada, además, el frente del ambón está flaqueado por dos columnas con fuste rosado y de estilo toscano, lo cual va en contravía del orden corintio que predomina en el edificio.
Comulgatorios (barandilla). El central está colocado en forma de U, las partes laterales pegan con los pilares ubicados al norte del crucero. La parte frontal tiene la longitud de la nave central y posee en el medio una puerta metálica. También tienen comulgatorio los presbiterios de los dos retablos laterales de los ábsides, pegan con los muros y tienen entrada central. Los dos retablos del transepto, tiene cada uno su comulgatorio en forma de U. Todos son de mármol blanco, con cruces en forma griega, y los cinco tienen el mismo diseño. Fueron instalados en los mismos años que los altares y su costo está incluido dentro de estos.

#### Retablos

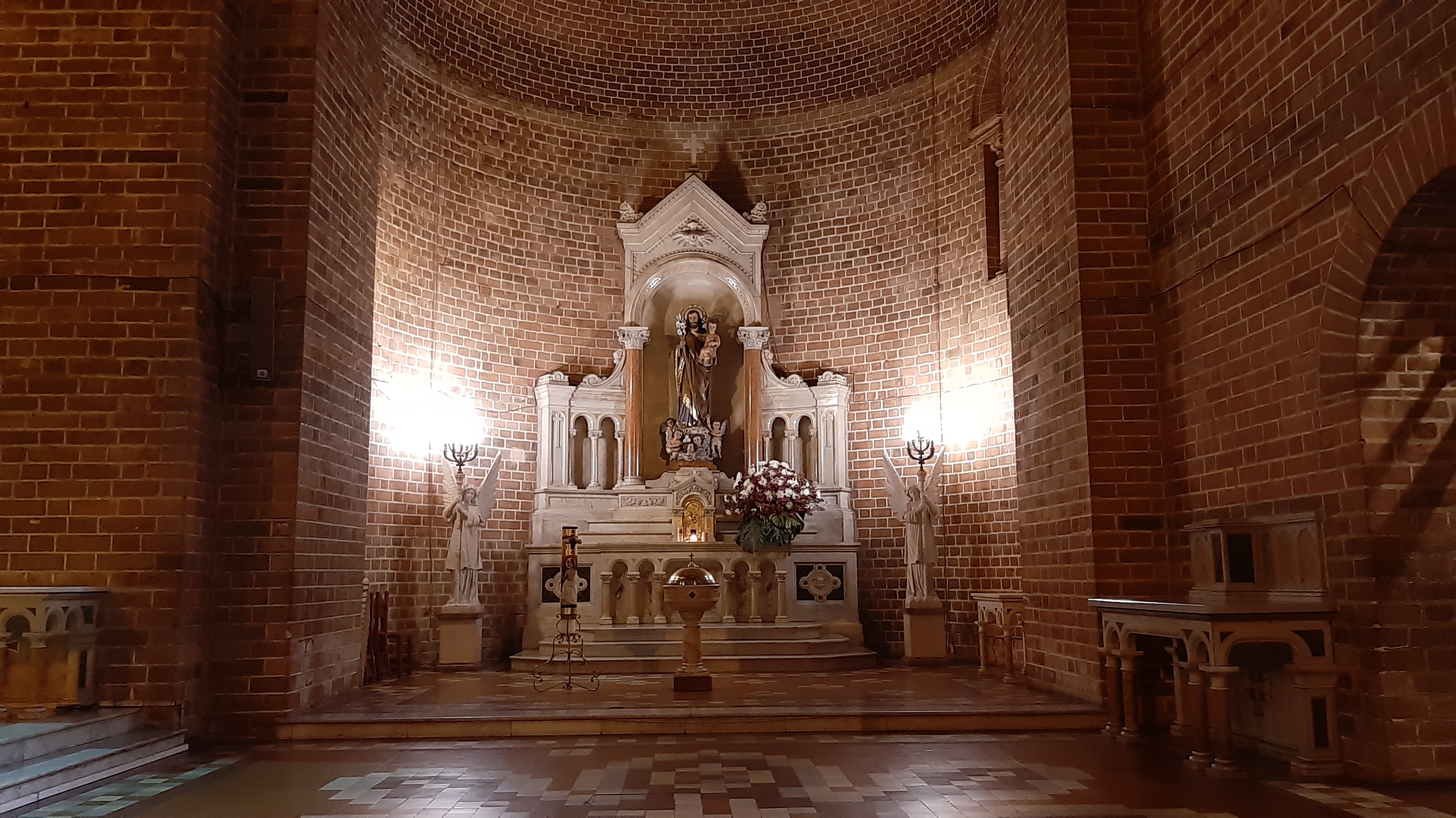
Retablo de San José, ubicado en el ábside oriental.

Son seis retablos grandes de mármol distribuidos así: dos en los ábsides laterales, dos en el transepto y dos en la parte inferior, en el sotocoro o pronave a la entrada del templo. Tienen integrados un altar y un sagrario, excepto los de la pronave que no cuentan sagrario, fueron diseñados para celebrar la misa de espaldas a los feligreses pues fueron concebidos antes de las reformas del Concilio Vaticano II.
Los dos retablos de los ábsides laterales. Fueron conseguidos al mismo tiempo que el altar mayor, colocados también en 1923 y 1924, y costaron $ 11 975.61 pesos. Cada retablo se acomoda al ábside y son similares. El del ábside occidental es el de la Virgen del Carmen y el del ábside oriental es el de San José, y ambas imágenes están colocadas en los nichos centrales del retablo. En el ábside occidental estuvo una imagen de Jesús Crucificado hasta 1943 cuando el arzobispo Joaquín García Benítez ordenó sustituir el Cristo por la imagen de San José. Cada retablo tiene su tarima y su presbiterio al frente, que está cerrado con comulgatorio (barandilla).
Los dos retablos del transepto. Están ubicados en los extremos, sobre los muros occidental y oriental, son de mayor tamaño que el de los ábsides laterales. Cada retablo cuenta con nicho, tarima de mármol y están cerrados en forma de U por un comulgatorio (barandilla). Hoy en día, en el retablo del costado oriental se guarda en su Sagrario la sagrada hostia, es como la Capilla del Santísimo con la imagen del Corazón de Jesús en el nicho. En el occidental está la imagen de la Inmaculada, titular del templo. Cada uno tapa el vitral del centro del muro del transepto que tiene tres vitrales. Fueron adquiridos y colocados en 1926, después del central y de los laterales. Su costo está incluido en el de los altares laterales.
En 1931, por disposición del obispo Cayzedo, el oriental fue de la Inmaculada y el occidental del Corazón de Jesús, aunque se desconoce quién hizo el cambio actual.
Los dos retablos laterales en el Sotacoro o Pronave (en la entrada del templo). Fueron colocados en 1949, están ubicados en dos espacios que se salen del hilo de los muros laterales como dos entradas o brazos pequeños, que terminan en ábsides de forma trapezoidal (trapecio isósceles) abovedado, forman parte del Sotacoro o Pronave y están cerrados por canceles (rejas) de madera. En el oriental está la imagen de San Francisco de Asís y en la parte superior está enmarcado un pequeño vitral. En el occidental está la imagen de Santa Bárbara, patrona de la arquidiócesis de Medellín y por un tiempo estuvo la pila bautismal que hoy está junto al retablo de San José en el ábside oriental. La imagen de Santa Bárbara fue adquirida en 1952. El retablo de mármol de San Francisco reemplazó uno de madera, que al parecer fue elaborado en 1943. Además, en ambos espacios están las puertas de entrada a las torres.

#### Vitrales y vidrieras
Los vitrales de la catedral de Medellín fueron diseñados por Giovanni Buscaglione y construidos por la afamada Casa Francesa Vidrieras Artísticas de Maumejean hermanos, en sus talleres de España, elaborados con vidrios martales o vidrio catedral y costaron $ 25 608.37 pesos. Son 76 en total en diversos tamaños y con distintas figuras y dibujos. Llegaron a Medellín en 1921; cubren los ventanales de los muros externos y dan a la catedral un aspecto místico. Hay ocho en cada muro lateral así: en el muro occidental que da con la carrera Venezuela están: Simón el Cananeo, San Bartolomé, el escudo del obispo Montoya, Santiago el Menor, San Judas Tadeo, el escudo del obispo Isaza, Santo Tomás y el escudo del obispo Jiménez.
En el muro de la nave oriental que da con la carrera Ecuador están: San Andrés, San Lucas con el símbolo del Toro, el escudo del arzobispo Herrera Restrepo, San Marcos con el símbolo del León, San Felipe, el escudo del arzobispo Pardo Vergara; San Mateo con el símbolo del Hombre y el escudo del arzobispo Cayzedo. En el ábside de la nave central están colocados cinco: en todo el centro el Corazón de Jesús, y a lado y lado El Buen Pastor, el regreso del Hijo Pródigo, que representan el amor de Dios y su misericordia, Santa Rosa de Lima y Santa Bárbara.
En los muros de fachada de la nave del transepto, hay tres en cada fachada así: en la occidental que da a Venezuela, uno de los vitrales, el del centro quedó tapado con el retablo de mármol, y los laterales son San Pedro y San Juan. En la fachada oriental que da a Ecuador, el del centro también quedó tapado por el retablo de mármol, y los laterales son Santiago el Mayor y San Pablo. En la fachada hay otros tres con figuras geométricas y son los que dan luz al coro del órgano. En los ábsides de las naves laterales, en cada una, hay un vitral que representa Ángeles adoradores. Encima de las puertas de las Sacristías están el Cura de Ars y San José. En los retablos de la pronave hay dos: el bautismo de Cristo y el Cordero de Dios. En lo alto de la nave central, encima de la arcada ciega, en lo que se conoce como el claristorio, hay una serie de pequeñas ventanas, 8 a lado y lado, con vidrieras en colores y figuras geométricas.
En la torre sobre el crucero (cimborrio) hay 12 y en los brazos del transepto hay nueve iguales a las vidrieras de la nave central y en el presbiterio hay dos. Son 36 en total. Los que no tienen figuras humanas tienen motivos decorativos copiados de los de otros templos como de la Basílica de San Marcos de Venecia, la Basílica de San Esteban de Bolonia y otras.
Los vitrales están colocados en marcos de hierro y protegidos por fuera con una malla. Además, tienen bastidores de madera y refuerzo de hierro para prevenir la fuerza del viento. Fueron instalados por el maestro Rosendo.
En 1956 fueron reparados por Vitrales Colombia y dejaron esta valoración después de reparar 22 «Tienen un sin número de detalles, riqueza de colores, armonía cromática y muy buen acabado. Beben ser reparados sólo por verdaderos artistas». La Casa Maumejean es una prestigiosa empresa artística de vitrales que ha tenido numerosos encargos, no solo de Francia y España, en donde se establecieron, sino también al resto de Europa, África, Asia y América. Entre algunas de las obras más conocidas de dicha Casa están los vitrales de la Catedral de Bayona, el Ayuntamiento de Biarritz, la Catedral de Sevilla, la Catedral de Burgos, la Catedral de María Inmaculada (Vitoria), el Museo Diocesano de Arte Sacro de Álava, la Basílica de la Asunción de Nuestra Señora (Lequeitio), el Banco de España y el Palacio de Justicia de Barcelona, además fue el proveedor oficial de la Casa Real de Alfonso XII. En Colombia, los vitrales de la Basílica del Voto Nacional y de la Basílica de Chiquinquirá también son de dicha casa.

#### Órgano

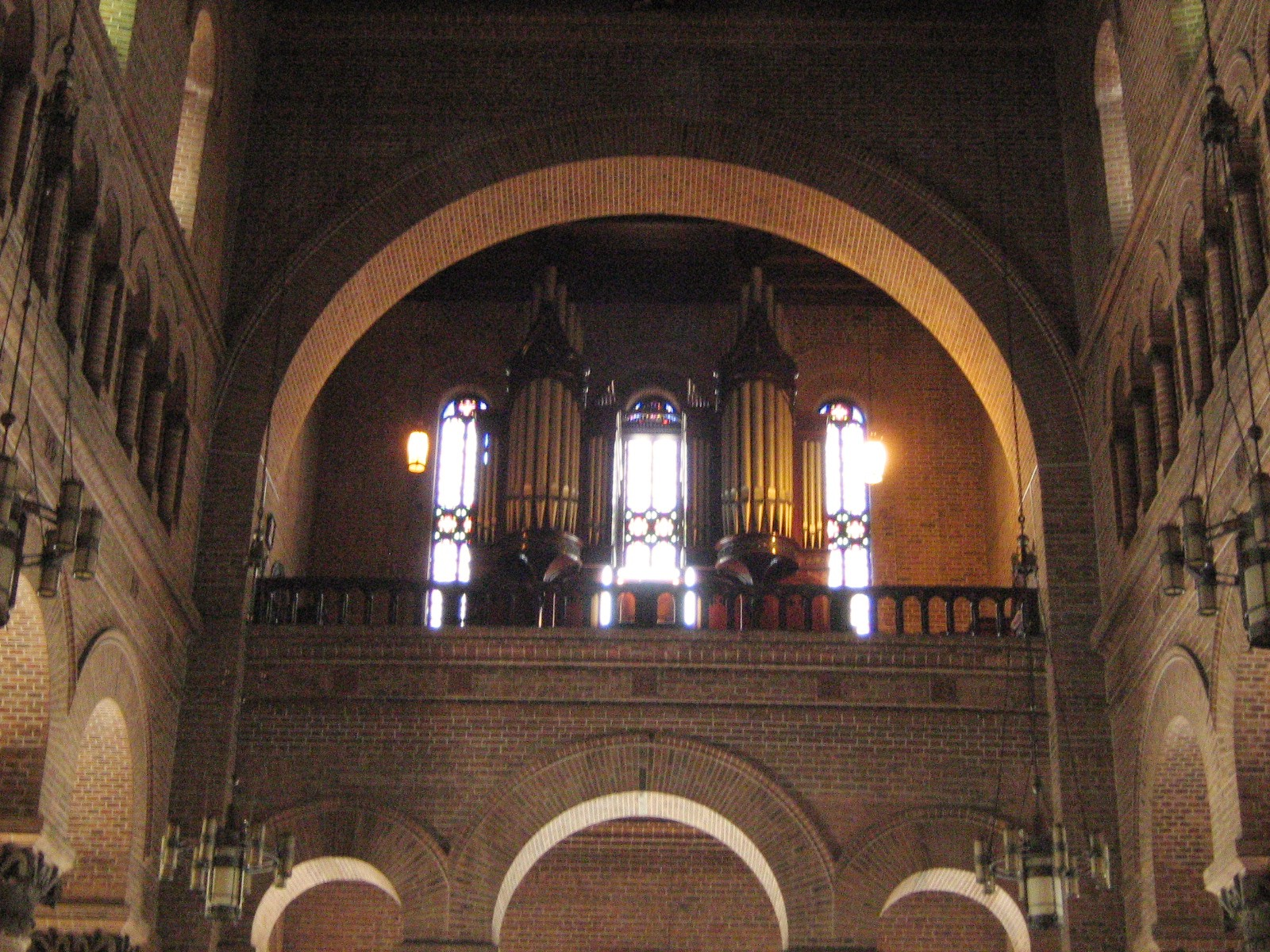
Al extremo opuesto del presbiterio sobre el portal principal, es decir, sobre el sotacoro o pronave, al pie de la nave central, se encuentra el coro alto que ocupa un área de 124 m cuadrados aprox., en cuyo espacio se ubicó el órgano E.F. Walcker Opus 2367 de 17 toneladas de peso.

El órgano de la Catedral fue fabricado en Alemania por la casa organera E.F. Walcker & Cie., en la ciudad de Ludwigsburg, en 1932 con el Opus 2367. Fue inaugurado el 12 de agosto de 1933 y fue armado por el organero alemán Oskar Binder, quien luego se radicaría en Colombia. El instrumento costó en esa época la suma de 25 000 dólares, un precio muy elevado, pero los materiales utilizados fueron de la más alta calidad y traía incorporado lo último en tecnología. Entre el 2009 y el 2010 el órgano fue sometido a una restauración que estuvo a cargo de la empresa alemana Oberlinger, casa organera experta en este tipo de instrumentos. Para tal fin, los recursos necesarios se obtuvieron de entidades públicas y privadas de Colombia y especialmente del gobierno alemán, pues es considerado patrimonio para los alemanes por ser de los pocos construidos antes de la Segunda Guerra Mundial y que aún se conservan.
El instrumento mide diez metros de alto, doce de ancho y cinco de fondo. La madera por fuera y por dentro del órgano es en caoba (palosanto), muy bien seleccionado y fue importada de Belice (Centroamérica). El órgano E.F. Walcker Opus 2367 es estilo romántico, técnicamente se compone de 52 juegos o registros (sonidos) repartidos en tres teclados manuales cada uno con 61 notas y un teclado que se toca con los pies (pedalero) con 30 notas, que sirve para los bajos graves. Todos los teclados están dispuestos en una consola, la cual está separada y puesta delante del órgano con vista a la nave central. Estos teclados hacen sonar un total de 3478 flautas (incluido el registro nuevo) de muy variada longitud, calibre y material, de las cuales 228 son de madera de caoba, 3250 en metal con aleación de 75 por ciento de estaño y 25 por ciento de plomo. La flauta más grande de madera tiene 5,80 m de largo por 45 x 40 cm de ancho. La más larga de zinc mide 6,20 m de largo por 24 cm de diámetro. La flauta más pequeña tiene 6 milímetros de largo y 5 mm de diámetro. En sí, el órgano es una orquesta con instrumentos como trompetas, bombardas, oboes, clarinetes, flautas y voces humanas.
Para hacer sonar todas estas flautas un ventilador con dos turbinas produce el aire y está acoplado a un motor de 3 caballos de fuerza. El ventilador suministra 50 m³ de aire por minuto con una presión de 30 libras. Este aire llena 5 grandes fuelles que miden 1.50 x 1.00 m, están hechos de madera y los pliegues están forrados en cuero. Estos fuelles se encargan de regular la cantidad y la presión para que el órgano no suene desafinado.

#### Otros elementos destacados de la catedral

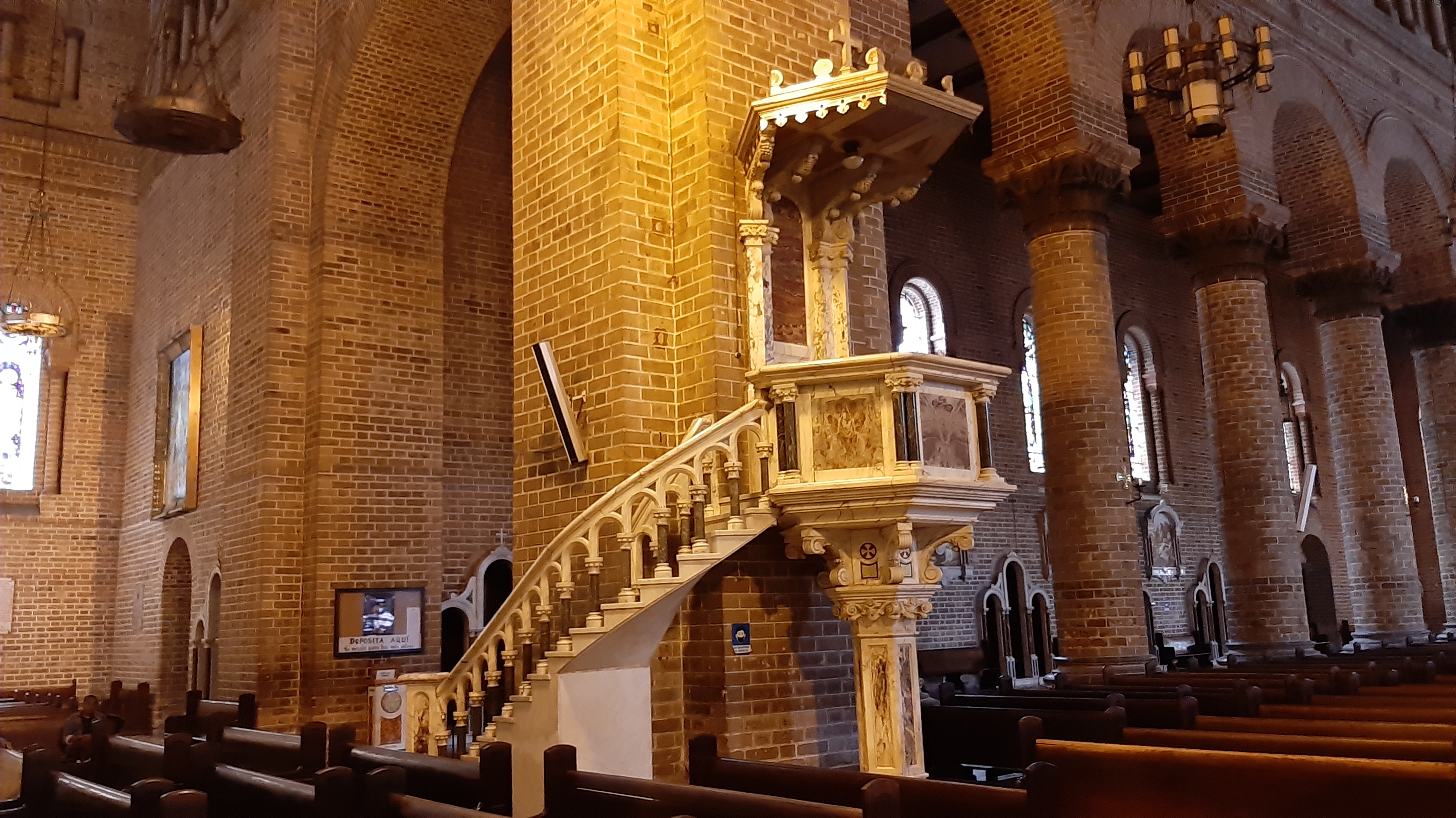
Púlpito adosado al pilar.

Estaciones ubicadas en la nave lateral occidental
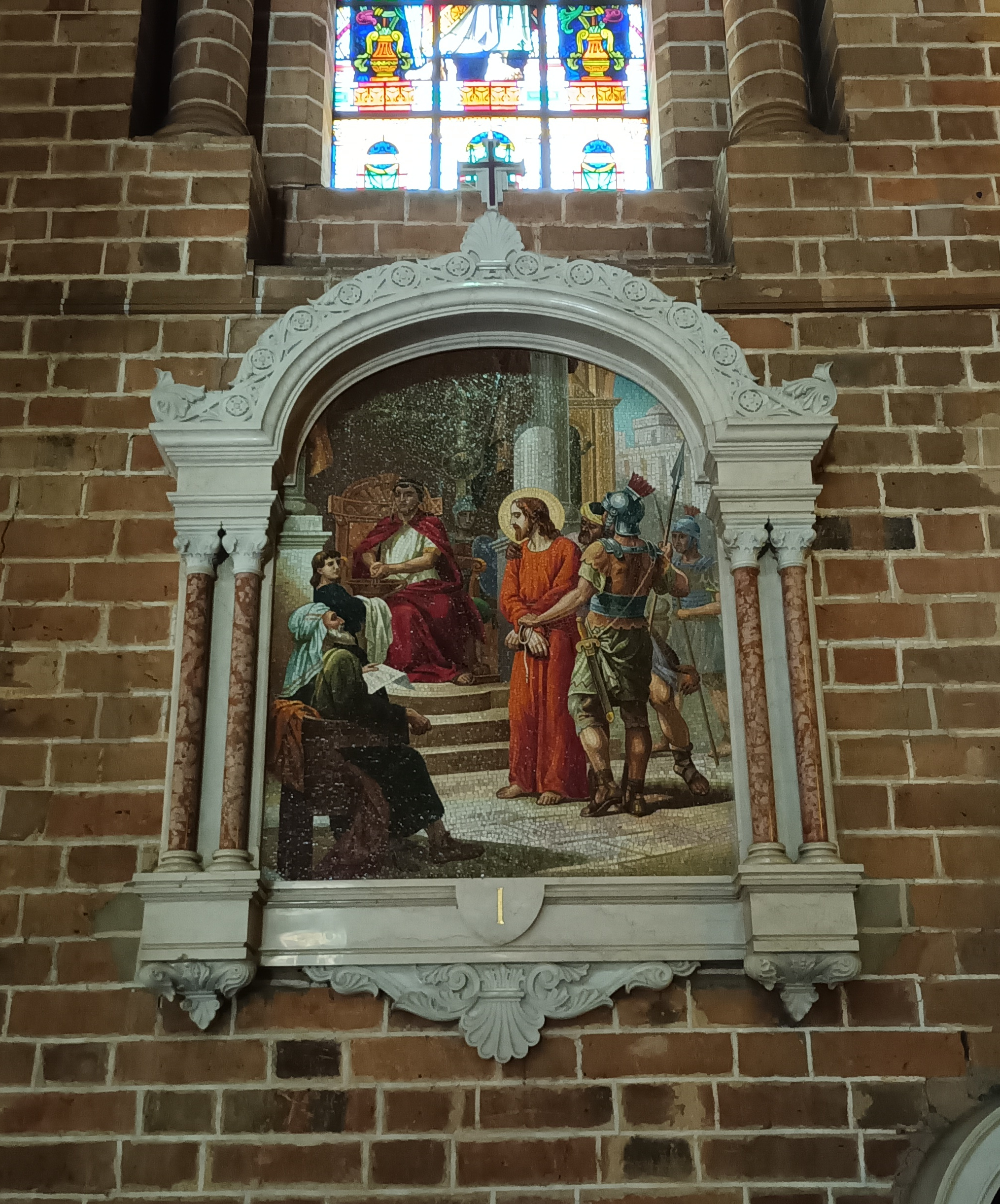
I Jesús es condenado a muerte
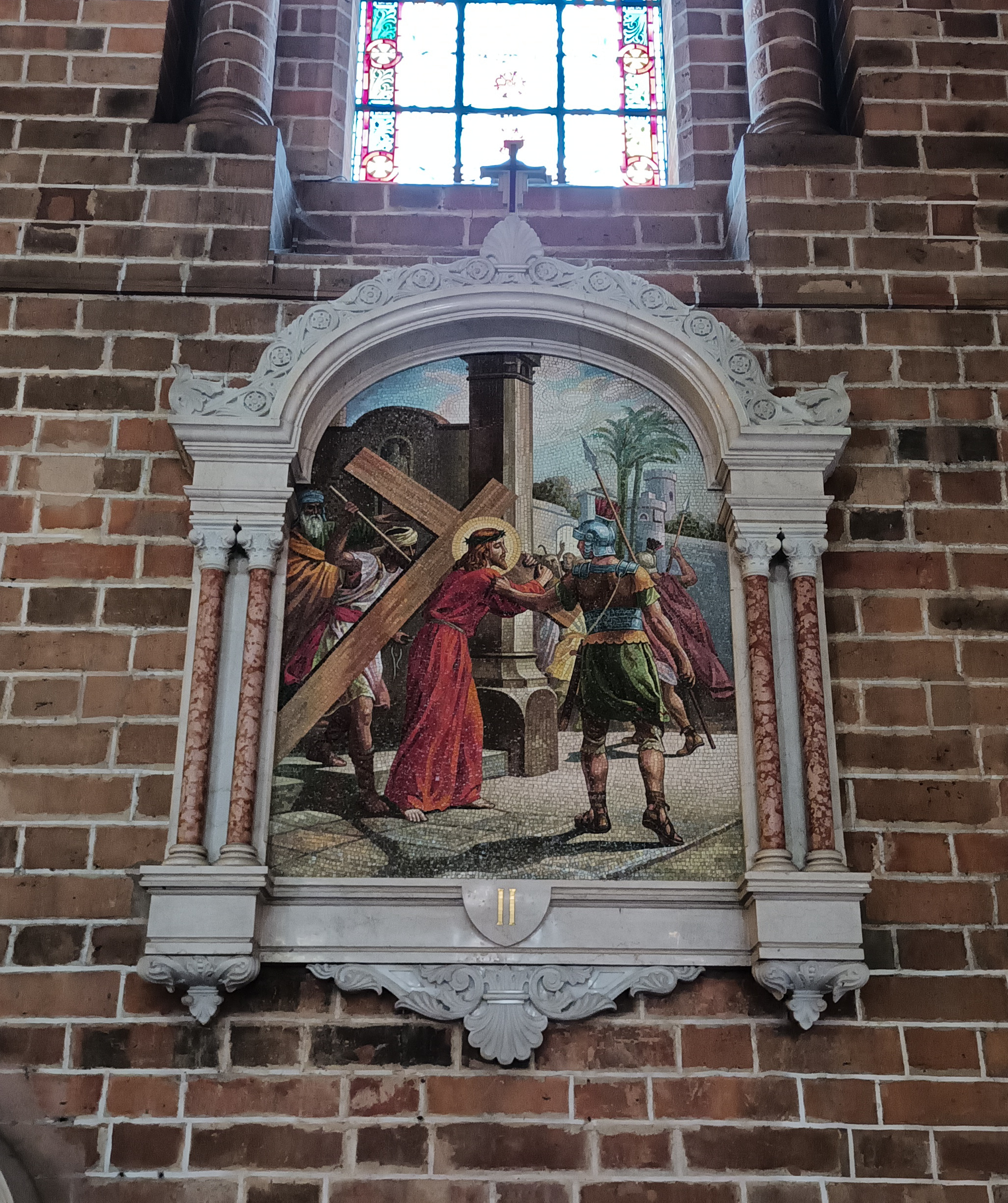
II Jesús carga con la Cruz
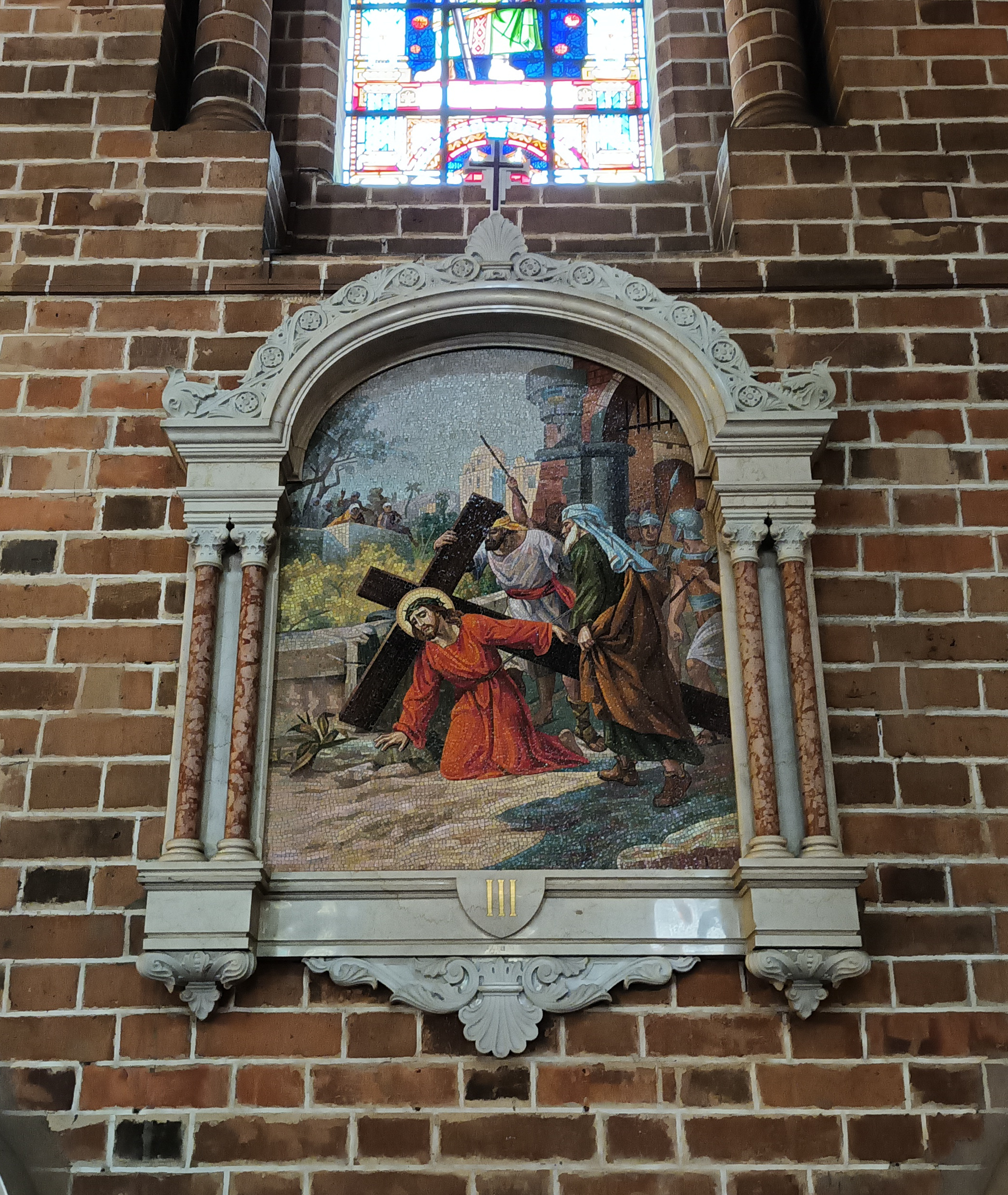
III Jesús cae por primera vez
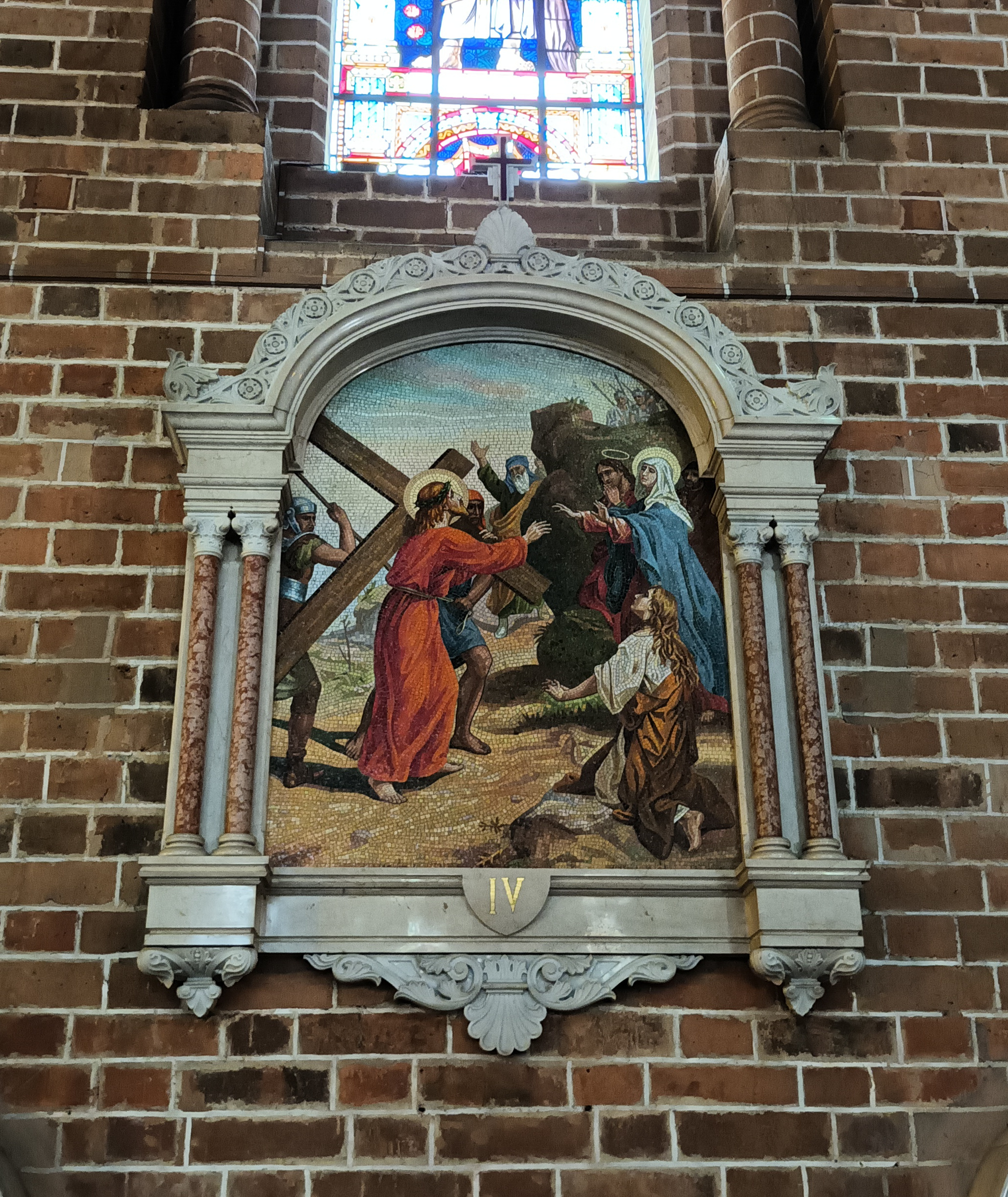
IV Jesús encuentra a María, su Santísima Madre
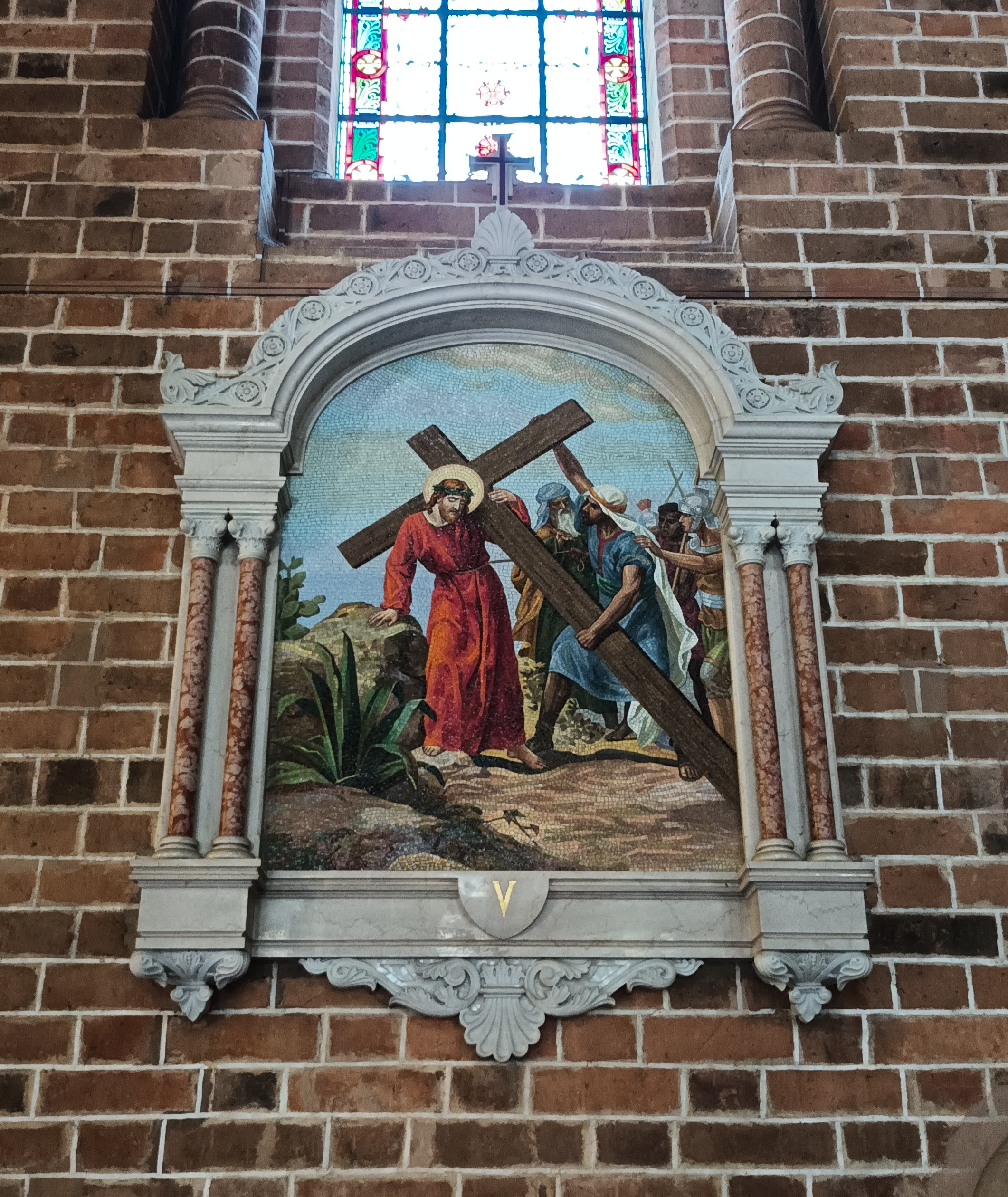
V Simón de Cirene ayuda a llevar la Cruz de Jesús
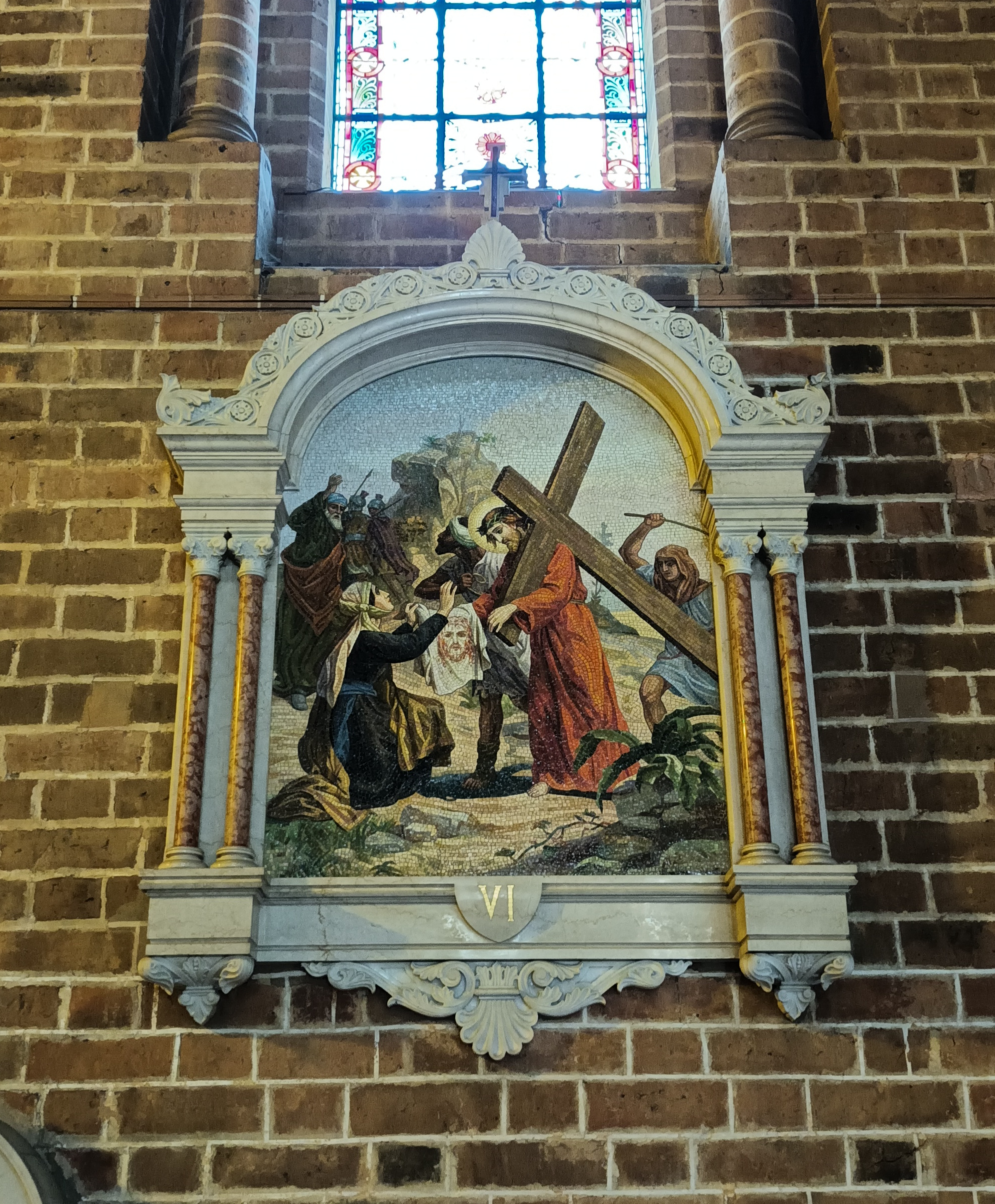
VI Verónica limpia el rostro de Jesús
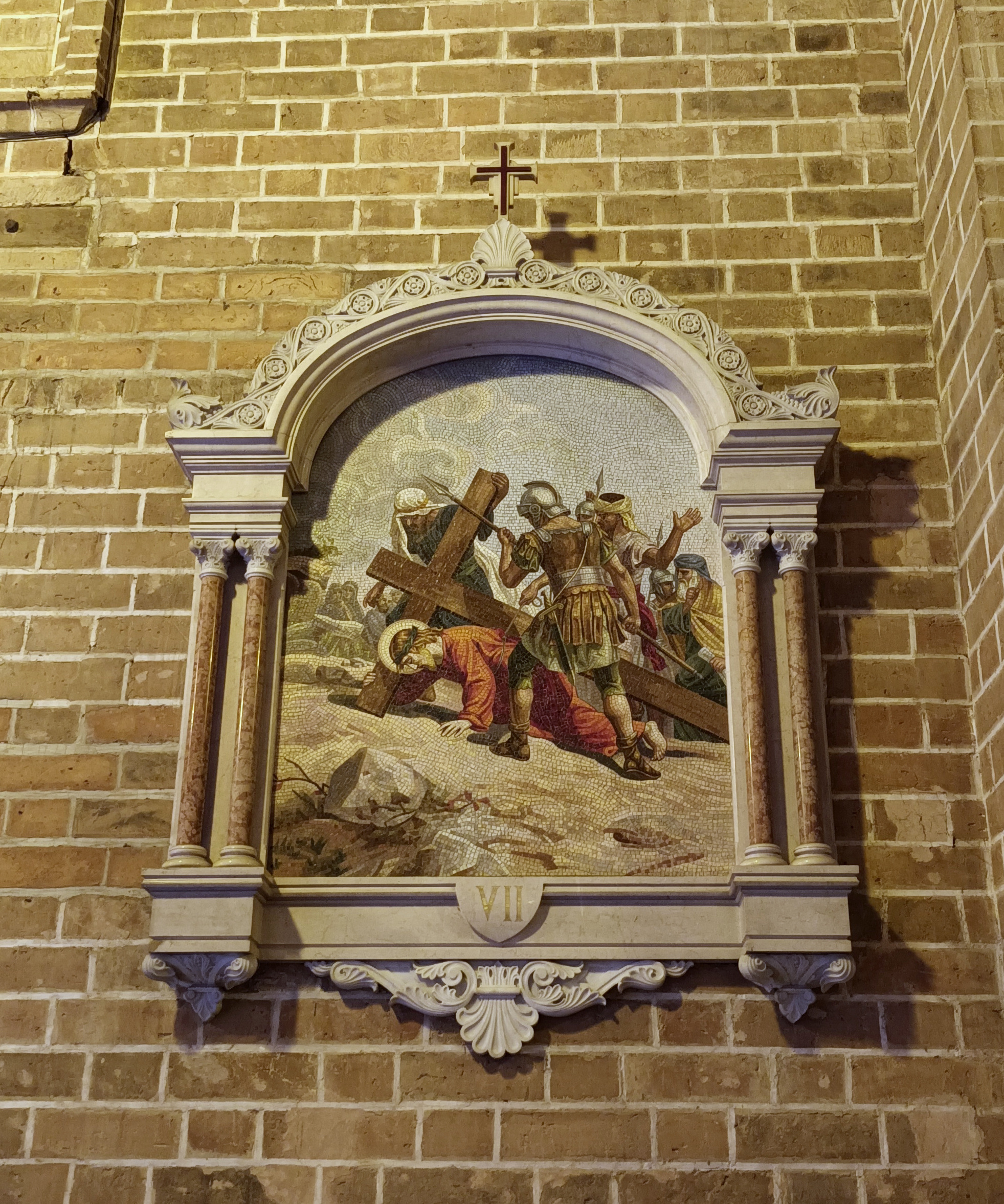
VII Jesús cae por segunda vez

La catedral cuenta con varios elementos que sobresalen por su diseño, función o material; entre los principales se encuentran:
Púlpito. Diseñado también por Giovanni Buscaglione, fue colocado en 1930 y costó $ 5 000.00 pesos. Se encuentra adosado al pilar sur-oriental del crucero, con vista de la nave central. El diseño del púlpito tiene planta hexagonal, está constituido por una columna con base y capitel, cuenta con la tribuna con su plataforma donde se sitúa el orador, antepecho o pretil que cierra la parte inferior de la tribuna, espaldar y el tornavoz que cubre el púlpito. Se accede por medio de una escalera con pasamanos situada alrededor del pilar. En 1934 se habló de darle mayor altura ya que la que tenía no era apropiada. Consta de mármol de varios colores, sobresaliendo una especie escasa, la del portato o morado, del que tienen algunas incrustaciones los retablos del transepto, y que por fortuna no se ha suprimido ni cambiado de lugar.
Confesionarios. Los primeros confesionarios que tuvo la catedral se elaboraron en madera, fueron un total de 14, y los realizó por el maestro Luis Arenas. En 1952, fueron reemplazados por los actuales, que hicieron parte de la donación del Pablo Tobón Uribe y fueron comprados a Marmolería Artística de Hermenegildo Bibolotti. Cada confesionario está constituido por tres cuerpos, uno central donde está el asiento para el Sacerdote y dos laterales con cancel para los penitentes. Cada cuerpo consta de un arco con sus respectivas columnas, están incrustados dentro del muro. Su marco externo es de mármol y todo el interior es de madera. Se hizo estudio por ingenieros sobre la localización y sobre la no debilitación de los muros. Son en total catorce, cinco en cada nave lateral y dos en cada brazo del transepto. Fueron colocados por Juan de Dios Urquijo y Manuel Rave. La obra de madera, incluyendo las bancas que hay a lado y lado, son obra de los ebanistas Luis Hidalgo, el maestro Luis Arenas y Alfonso Martínez. La altura de los confesionarios es de 3,45 m, el ancho de 2,50. Para los marcos se utilizaron mármoles blanco y rojo, salen del muro 25 cm y la grada exterior tiene 45 cm.
Viacrucis. Son catorce estaciones hechas en mármol con mosaicos venecianos, fueron construidos en 1937 por U. Luisi y Cia. Arquitectos y Escultores, en Pietrasanta, encargado por medio de Marmolería Artística de Hermenegildo Bibolotti.
Las estaciones fueron colocadas en 1939 e inauguradas en febrero de 1940 al celebrar las bodas de oro sacerdotales el vicario general y canónigo Lubín Gómez. Las medidas son 1.90 x 270 cm, tienen cornisa y arco, cada estación coincide con el eje de un vitral de las naves laterales, excepto dos que se localizan en el sotacoro; están numeradas con números romanos, construidos en cristal dorado.
Las imágenes de los mosaicos están basadas en cuadros del destacado pintor italiano Luigi Morgari (1857-1935), conocido por su habilidad para pintar temas religiosos, exactamente corresponden al viacrucis de la iglesia de los Santos Pedro y Pablo, localizada en Vighizzolo, fracción del municipio de Cantù en la provincia de Como, Italia.
Antes de sellar la compra, la empresa envió un modelo el cual corresponde a la estación XII «la Crucifixión» que está hoy en la Sacristía, pero la escena que contiene es diferente a la estación XII definitiva que llegó con todo el conjunto, difieren en número de personajes, en la posición de estos, entre otros detalles. Costaron en total $ 17 629.48 pesos. Monseñor Jesús María Marulanda dejó en su testamento 5000 pesos destinados al viacrucis, con lo cual se pagaron cuatro estaciones. Las novena fue donación de la señora Julia Herrán de Mejía.
| Viacrucis completo |
| - Estaciones ubicadas en la nave lateral occidental - I Jesús es condenado a muerte - II Jesús carga con la Cruz - III Jesús cae por primera vez - IV Jesús encuentra a María, su Santísima Madre - V Simón de Cirene ayuda a llevar la Cruz de Jesús - VI Verónica limpia el rostro de Jesús - VII Jesús cae por segunda vez - Estaciones ubicadas en la nave lateral oridental - VIII Jesús consuela a las mujeres de Jerusalén - IX Jesús cae por tercera vez - X Jesús es despojado de sus vestiduras - XI Jesús es clavado en la Cruz - XII Jesús muere en la Cruz - XIII Jesús es bajado de la cruz y puesto en brazos de su Madre - XIV Jesús es sepultado |

Estaciones ubicadas en la nave lateral oridental
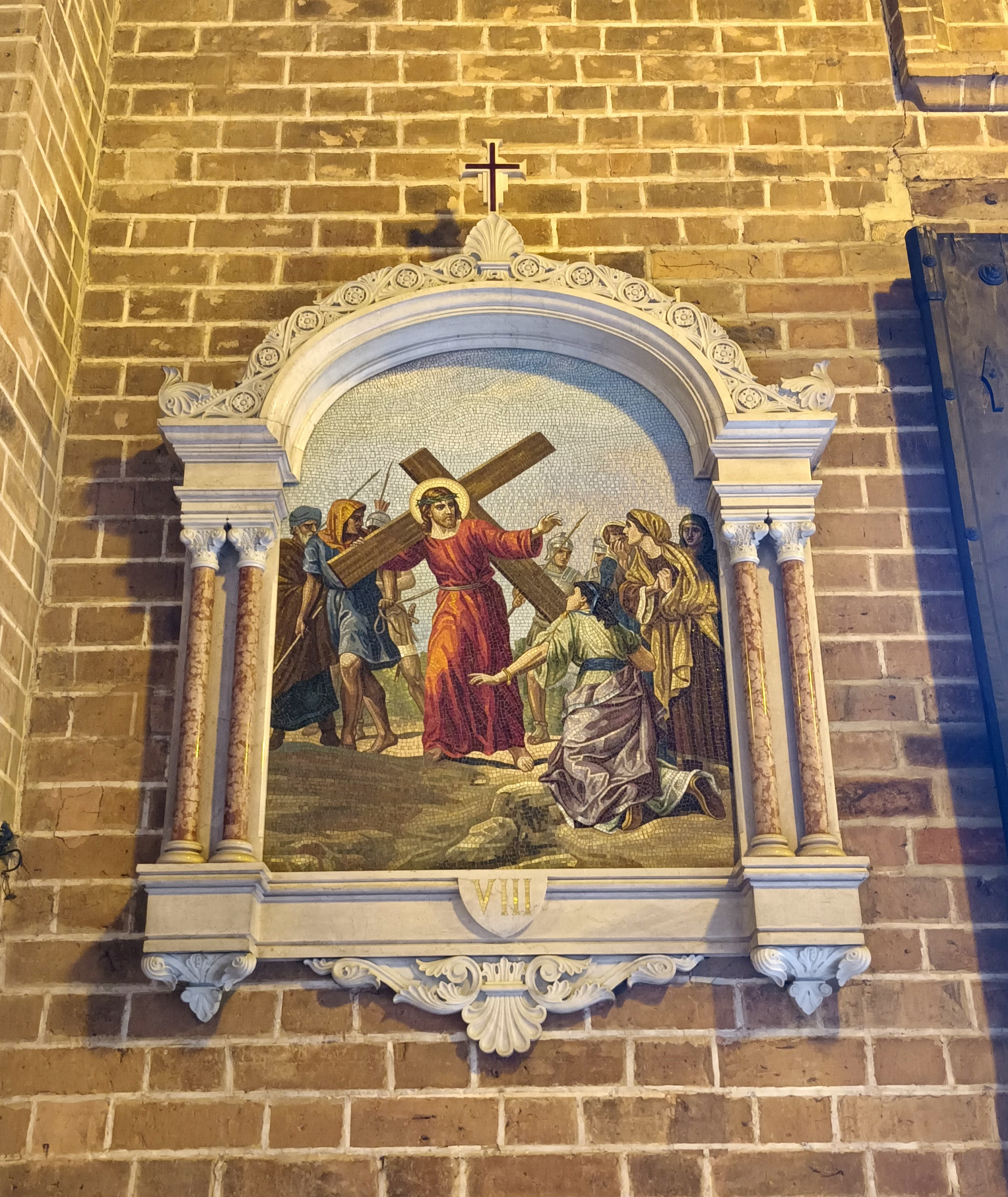
VIII Jesús consuela a las mujeres de Jerusalén
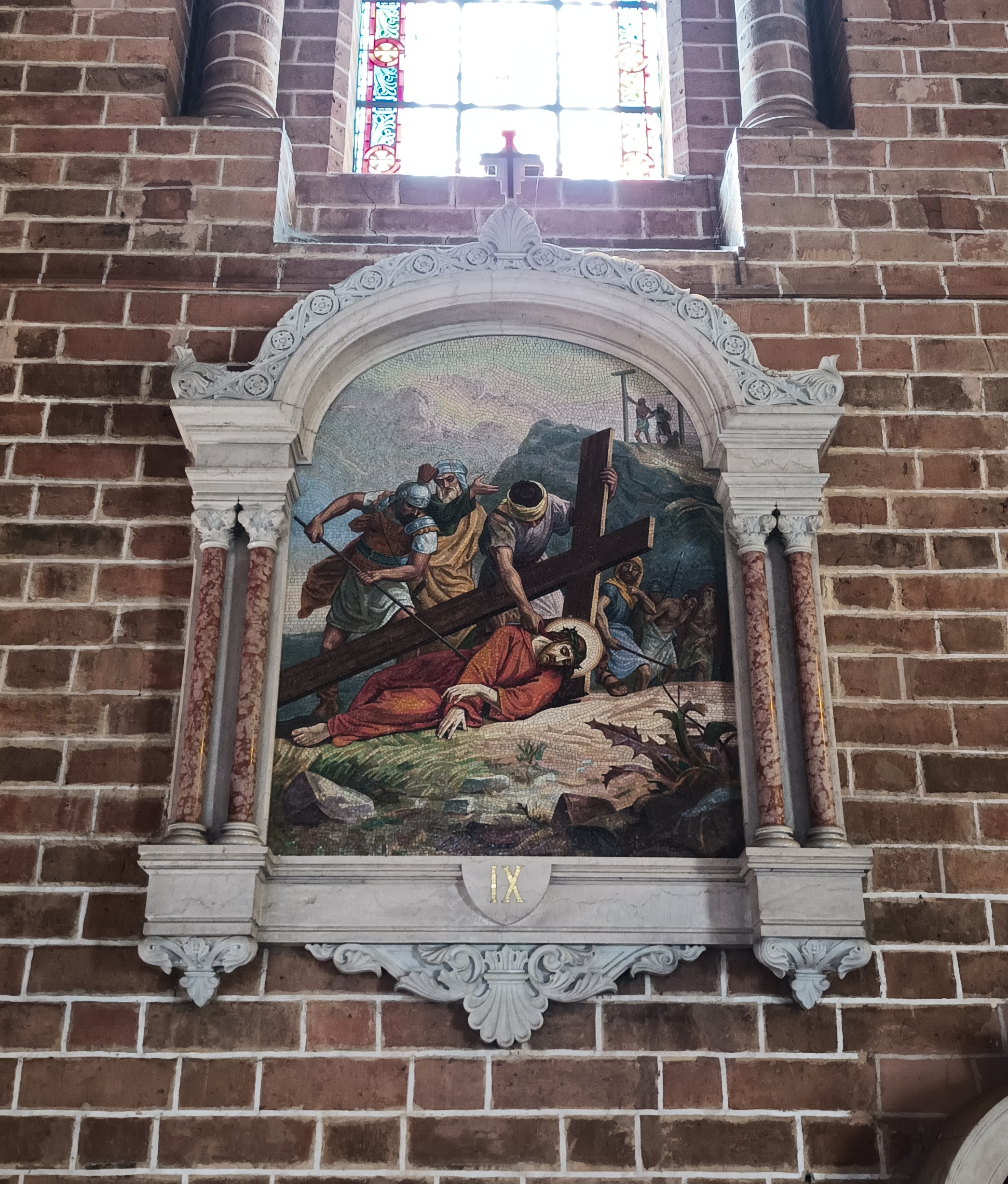
IX Jesús cae por tercera vez
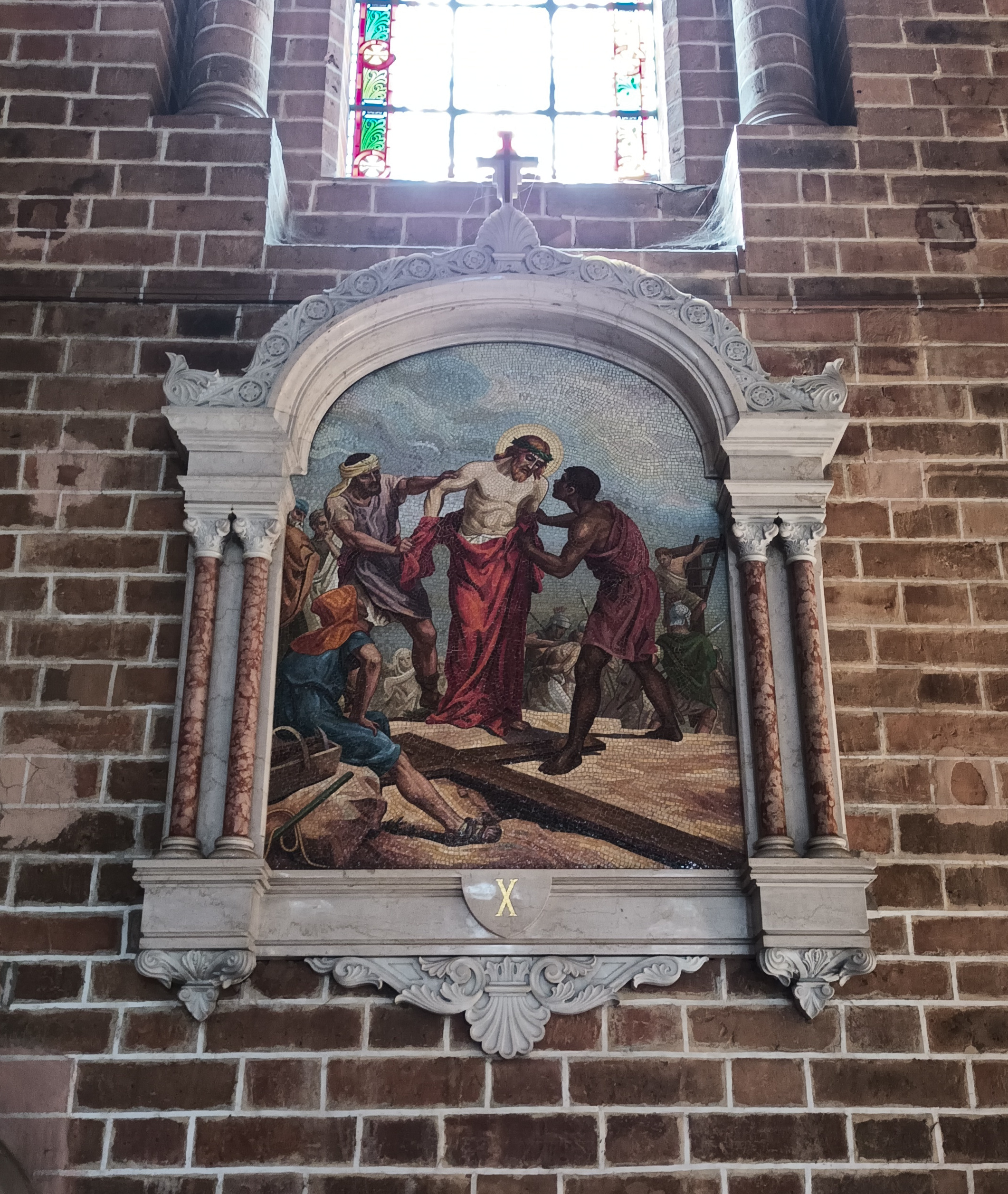
X Jesús es despojado de sus vestiduras
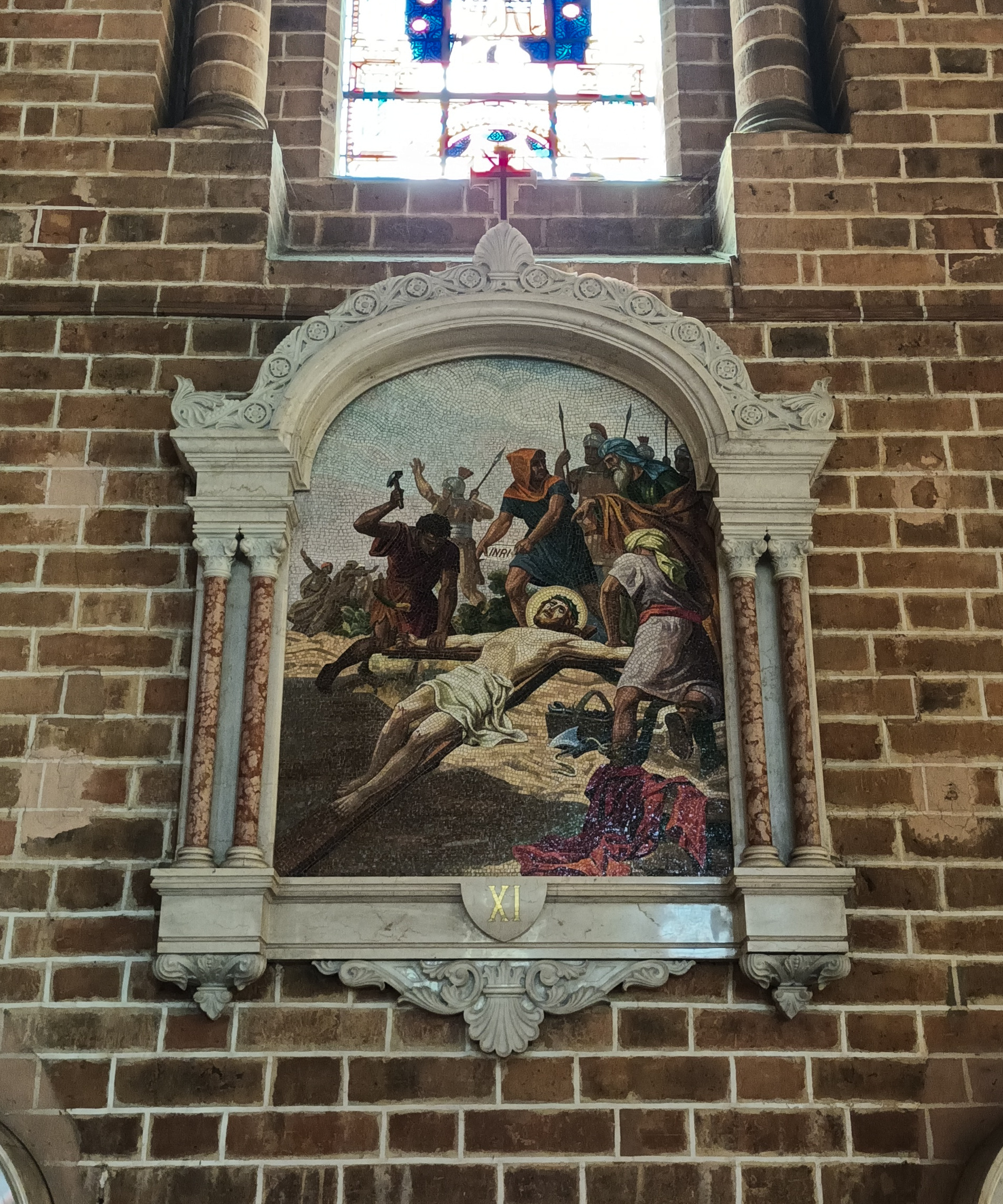
XI Jesús es clavado en la Cruz
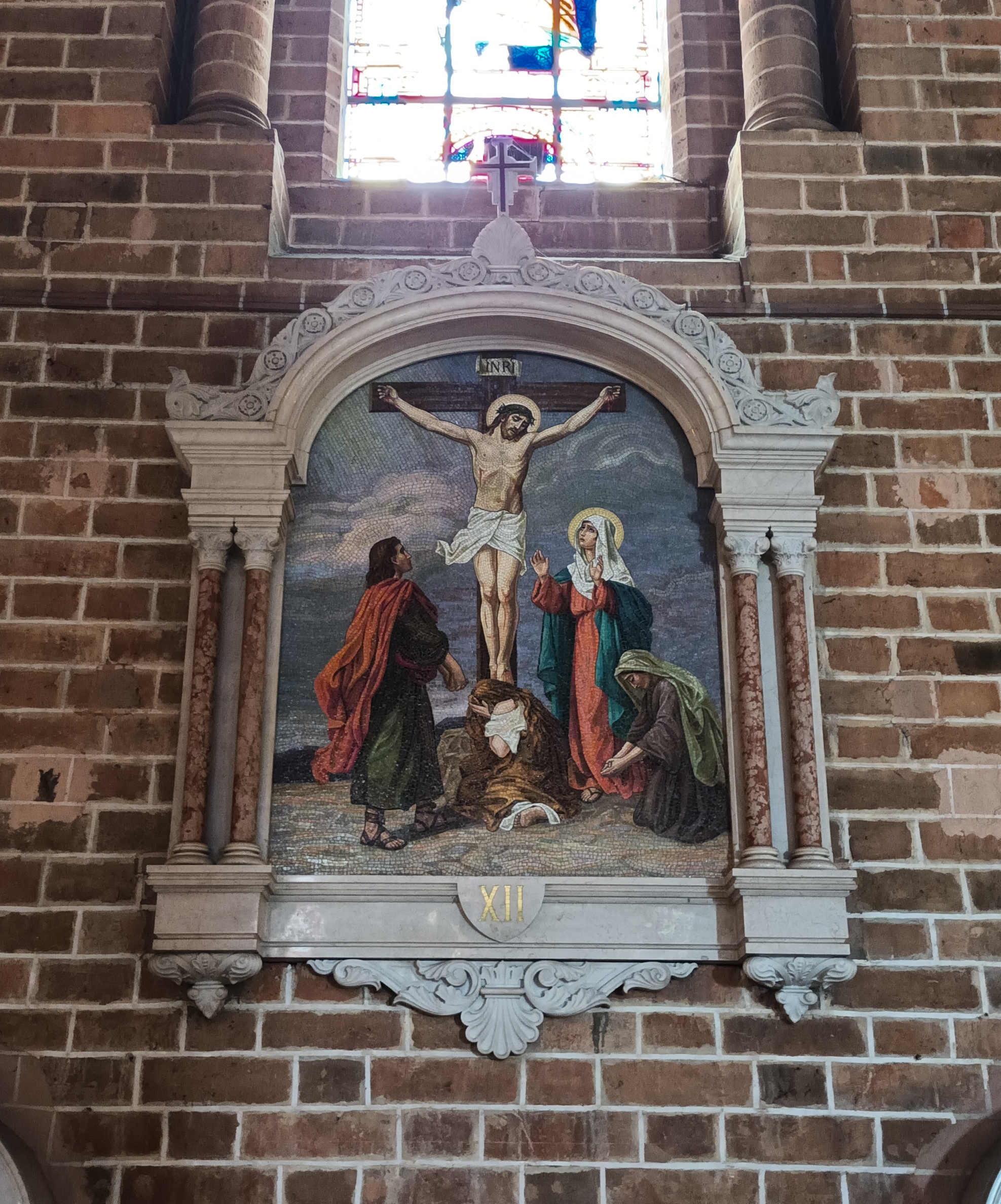
XII Jesús muere en la Cruz
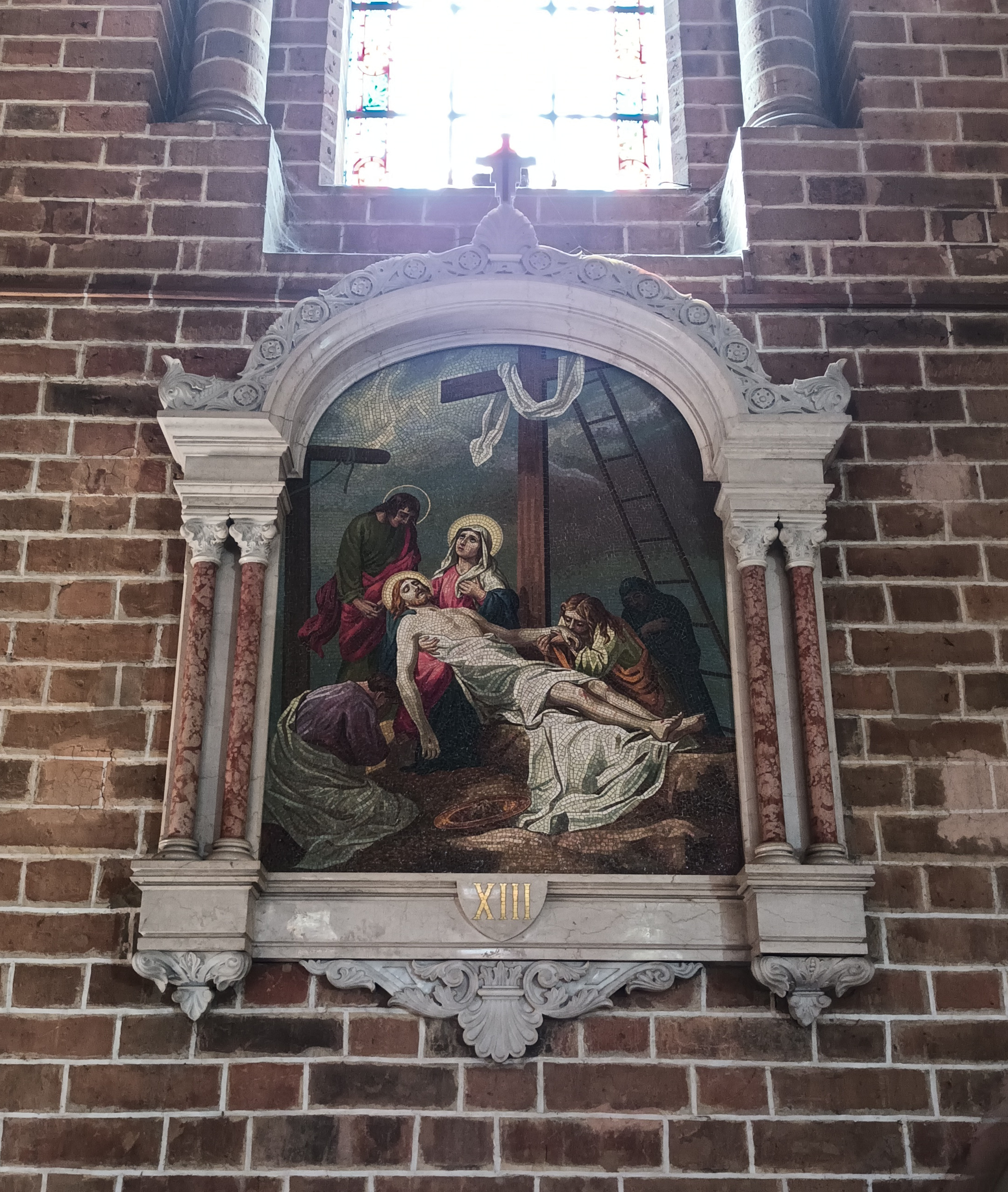
XIII Jesús es bajado de la cruz y puesto en brazos de su Madre
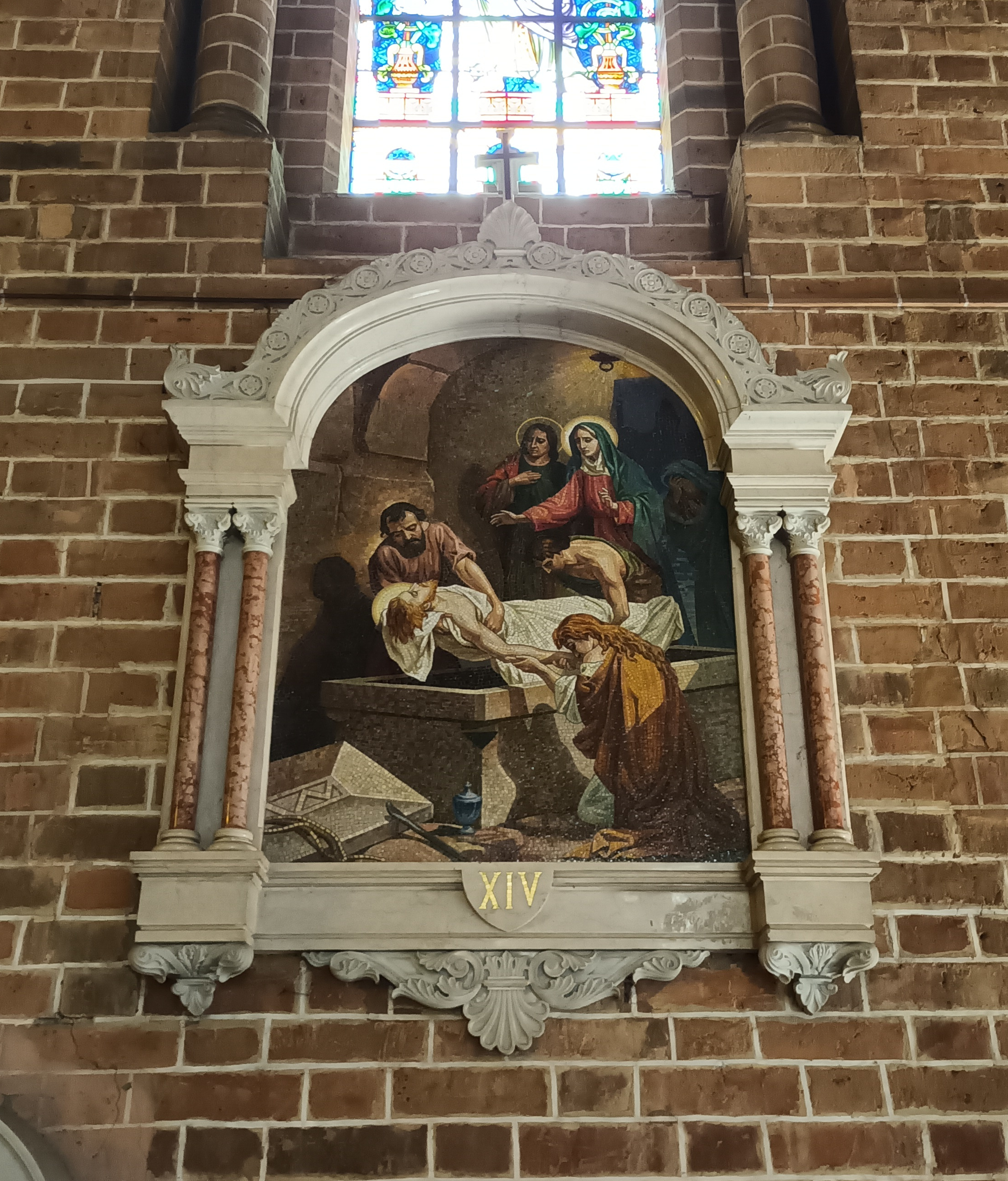
XIV Jesús es sepultado

Pilas de agua bendita. Fueron construidas por U. Luisi y Cia. Pietrasanta (Italia), colocadas en 1940, y son de estilo renacentista, por lo cual desentonan con el estilo neorrománico del templo y demás elementos decorativos. Las dos pilas están localizadas en el sotacoro, empotradas en la pared y constan cada una, de dos ángeles de mármol blanco de aspecto regordete e infantil, que portan una concha de color rojo en sus manos, y están inspiradas en las monumentales pilas de agua bendita de la Basílica de San Pedro de Roma (los ángeles tienen hasta dos metros de altura), las cuales son obra del escultor Agostino Cornacchini. Las dimensiones de las pilas de la catedral alcanzan 160 x 135 cm, su costo fue de $ 4100 pesos y junto con la cátedra costaron $ 10 000 pesos colombianos.

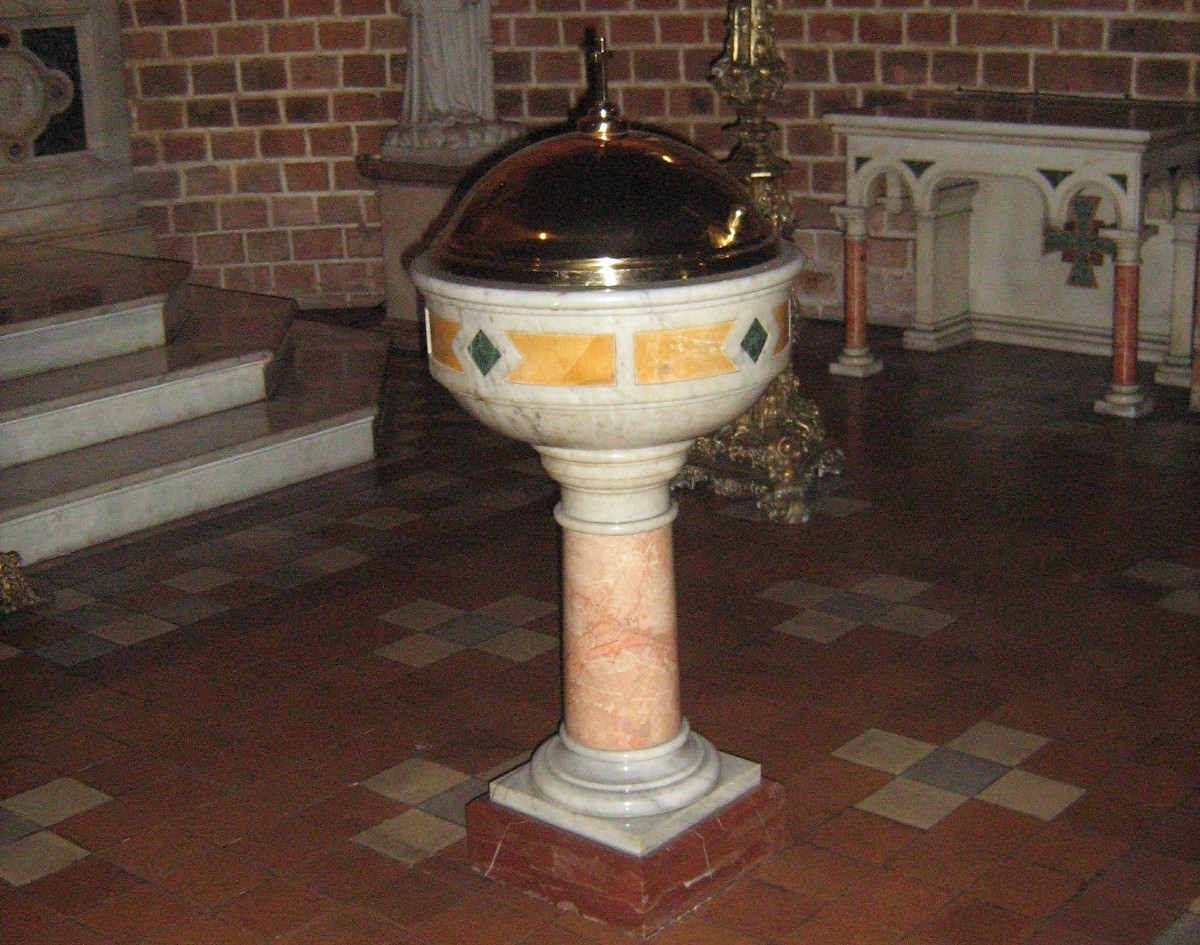
Pila bautismal.

Pila bautismal. Junto al retablo de San José en el ábside lateral oriental, se encuentra la pila bautismal, la cual fue adquirida al crearse la parroquia en 1962. Inicialmente y por pocos años estuvo localizada en el ábside occidental del sotacoro, donde está el retablo con la imagen de Santa Bárbara, dicho recinto se pensó originalmente como bautisterio, pero no fue hasta que se estableció la parroquia que se adquirió la pila, en la parte superior del retablo se localiza un vitral con la escena del bautismo de Jesús. Después del Concilio Vaticano II, la pila fue reubicada donde actualmente se localiza.
La pila es una estructura sobria realizada en mármol, conformada por la copa (recipiente cóncavo en el que se vierte el agua) la cual es sostenida por una columna de estilo “toscano”. El único elemento que no es de mármol es la tapa metálica de la copa que tiene forma de cúpula semiesférica. La columna toscana de la pila es una característica que también comparte con el ambón, estando ambos en discordancia con el orden corintio que predomina en el templo, además fueron en diferentes lapsos los últimos elementos del equipamiento religioso que adquirió la catedral.
Curiosamente, el diseño de la pila bautismal de la Catedral de Medellín fue al parecer un modelo popular en su momento, pues varios templos en el departamento de Antioquia como la Catedral de Caldas, los templos principales de los municipios de La Unión, El Carmen de Viboral y Támesis y del corregimiento San Antonio de Prado, cuentan con copias exactas de dicha pila bautismal, aunque lo único que no es igual son las tapas que difieren un poco entre sí.  Dichos templos en el pasado pertenecieron a la jurisdicción eclesiástica de la arquidiócesis de Medellín, y no es de extrañar, que las parroquias acudieran al mismo fabricante o comerciante.
Lámparas. Las actuales luminarias de la catedral datan de 1952 y forman parte de la donación de Pablo Tobón Uribe. Fueron diseñadas por la casa Rambusch Dec., Nueva York (Estados Unidos) y su diseño está inspirado en los candelabros circulares medievales que consistían en aros suspendidos horizontalmente, sobre los que se colocaban lucernas o velas, un claro ejemplo de esto son las lámparas colgantes románicas en forma de corona luminosa como el candelabro de Hettilo (siglo XI) en la Catedral de Hildesheim.
Dicha empresa fue fundada en 1898, se enfoca en la arquitectura, diseño y decoración, y cuenta con experiencia en sistemas instalados en espacios públicos, como bancos, iglesias, edificios históricos, museos, entre otros. Al principio, fue difícil encontrar quien diseñara las grandes lámparas, señalar la altura a que debían situarse y el tipo de bombilla.
Existen doce grandes lámparas, colocadas en la nave central, seis a cada lado, constan de un gran y delgado aro metálico que sostiene de 8 cilindros de vidrio esmerilado, que albergan bombillas de luz amarilla y en el centro del aro se localiza un gran cilindro de vidrio esmerilado sostenido por una delgada estructura metálica y dicho cilindro contiene una bombilla de mayor tamaño de las anteriores. Existen otras doce lámparas de gran tamaño y con diferente diseño, las cuales constan de un grueso aro metálico parecido a una rueda, donde tiene incrustado 8 bombillas y carecen de los cilindros y del cilindro central. Se localizan: una en cada presbiterio lateral, cuatro en cada brazo del transepto y al final de cada nave lateral, llegando al transepto se encuentran en cada lado una.
Hay una lámpara más grande que las ya descritas, ubicada en todo el ábside central, detrás del altar, consta de un anillo metálico con 8 bombillas incrustadas y en el centro se encuentra un elemento en vidrio en forma de un plato, que a su vez es sostenido por una delgada estructura metálica, dando la sensación de ingravidez de dicho elemento.
Existen otras doce lámparas, esta vez de sencilla forma, constan de un cilindro de vidrio sostenido por una delgada estructura metálica, y están en las naves laterales, en el sotacoro y en el coro alto. Cada la lámpara se sostiene por delgados cables metálicos, los cuales convergen en una cadena metálica, que finalmente es la que termina sostenido toda la estructura.

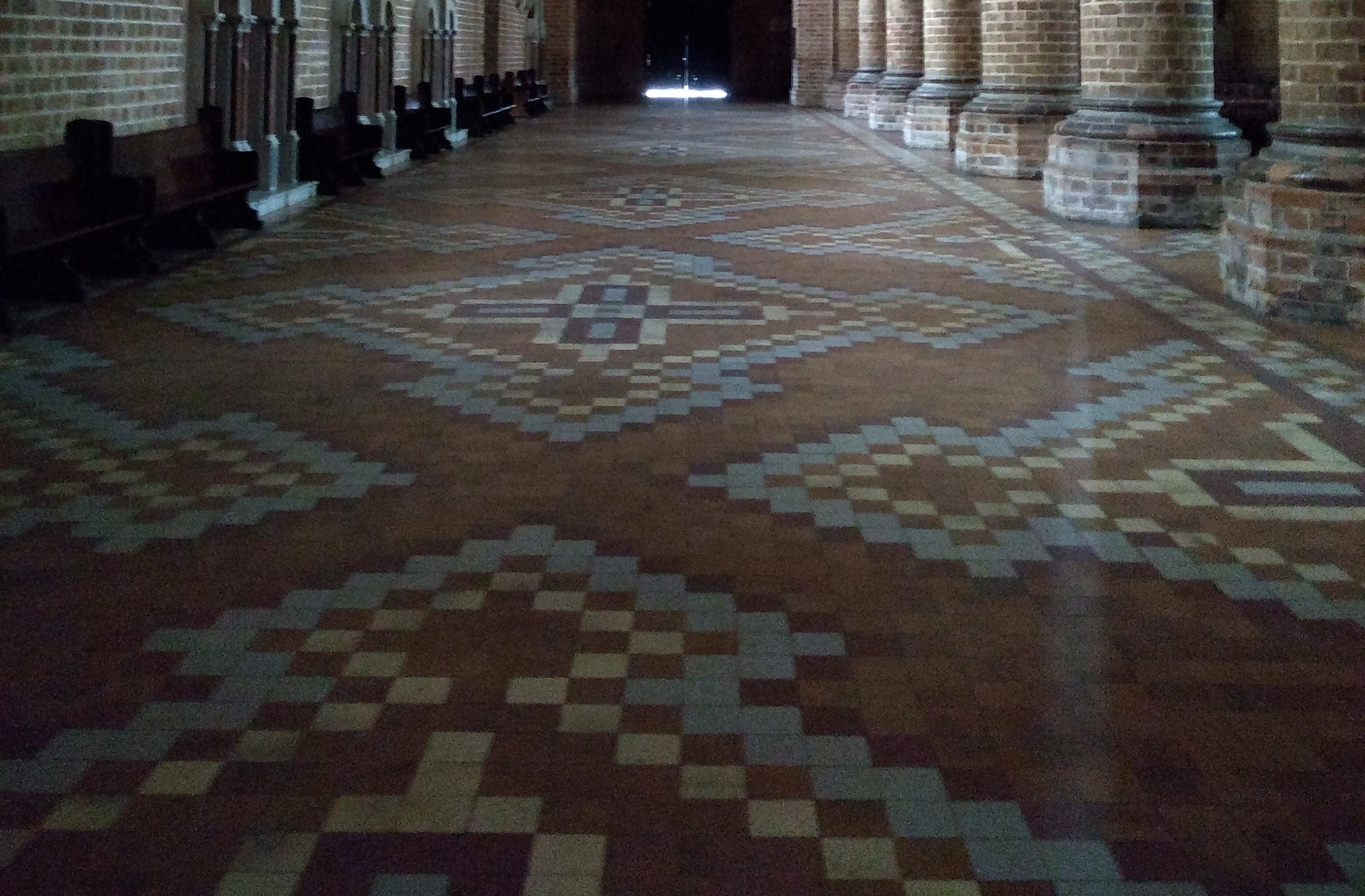
Vista del pavimento de la nave lateral oriental.

Pavimento de las naves. La mayor parte del piso de la catedral está pavimentado con baldosa de cemento, fue colocado en 1929, aunque en aquella época ya existían fábricas de baldosas en Medellín, fueron pedidas a Bélgica a la Casa Schulltach Thiener & Co., ya que se quería que el pavimento fuera también de lo mejor que podría tenerse, tuvo un costo de $ 4000 pesos que con la instalación se subió a $ 11 000 pesos. No son propiamente baldosas sino baldosines de 10 x10 cm. El diseño es también como el del presbiterio de Giovanni Buscaglione. La colocación la dirigió el padre Lucas José Vásquez, ecónomo de la Catedral, con base en un plano donde venían numerados para formar diversas figuras.
El diseño es todo un mosaico, como el presbiterio, el emblema aquí fue la cruz, símbolo del cristianismo. Los baldosines son de cuatro colores: café semioscuro, gris, crema y rosado que van puestos todos en el mismo sentido, todos a hilo se forman figuras con la combinación de dichos colores, muchas en forma de rombos sin estar colocadas las baldosas en esa forma, también ahí figuras cuadradas y rectangulares. Estos baldosines están presentes en los suelos de las naves longitudinales, los presbiterios laterales, el transepto y la sacristía.

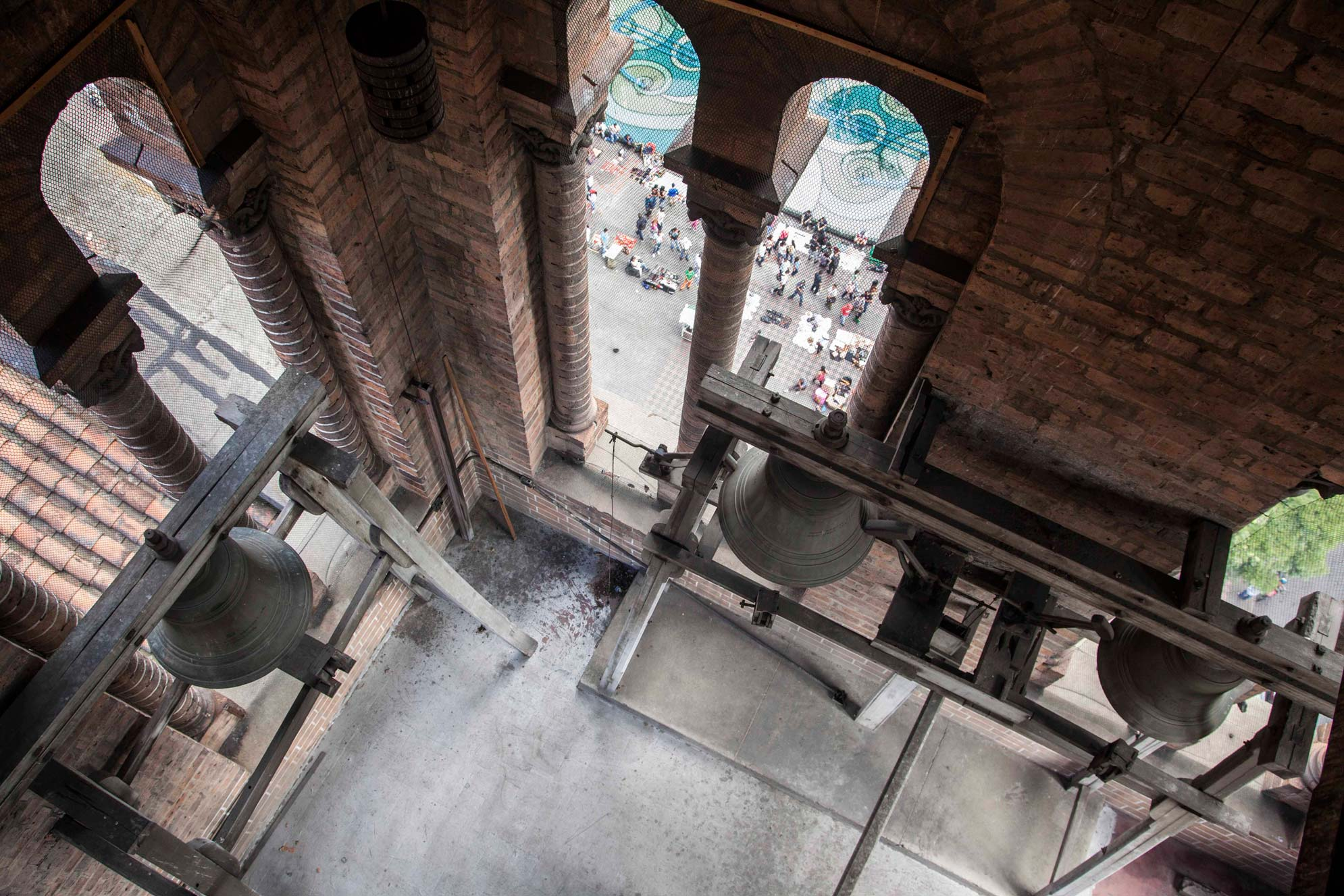
Interior del campanario occidental con las campanas del reloj.

Reloj. En la fachada principal se encuentra el reloj de la catedral, fue inaugurado a las 12 del mediodía del 20 de julio de 1910, para celebrar el primer centenario del grito de Independencia de Colombia. El reloj fue donado póstumamente por el político y banquero Recaredo de Villa, quien siendo presidente del Estado de Antioquia y miembro de la Junta de la construcción de la Catedral, ofreció para el templo dicho instrumento. Murió exiliado en Ciudad de Guatemala, 16 de agosto de 1905 y en su testamento dejó el dinero para el reloj, el cual tiene una placa que dice: «Regalado por don Recaredo de Villa y familia».
El reloj es mecánico, fue fabricado por la compañía Seth Thomas Clock en su fábrica de Thomaston, Connecticut, (EUA). Fue construido el 8 de abril de 1909 y se marcó como el número 1514 en la línea de producción. La esfera es de vidrio, tiene dos metros de diámetro y sobre dicha esfera está la numeración en números romanos. El reloj anuncia las horas, las medias horas y los cuartos de hora, y dispone de sus propias campanas para tal fin, siendo el mecanismo del reloj que automáticamente las hace sonar por medio de cuerdas, que a su vez hacen mover unos martillos que las golpean.
Para hacer funcionar al reloj se debe «dar cuerda» al mecanismo cada tres días, por medio de una palanca que se incrusta en el tambor de las medias horas, al cual se le da 100 vueltas o giros, hasta levantar la pesa de 125 kilos, que de una altura de unos 20 m aproximadamente, desciende lentamente durante tres días. Luego, se realiza lo mismo con el tambor de los cuartos, otras 100 vueltas hasta levantar la pesa de 125 kilos. Al de las horas, cuya cuerda rinde más, solo se le dan 12 giros.
Son tres campanas que vinieron con el reloj, están ubicadas en la torre occidental que da a la carrera Venezuela, solo se utilizan dos, la tercera esta junto con las demás, pero no hace parte del mecanismo. Dichas campanas son conocidas como las «campanas menores» y fueron las primeras que tuvo el templo. El mantenimiento y cuidado del reloj está a cargo del relojero y mecánico Rubén Darío González Montoya, quien heredó dicho trabajo de su padre Leonel González quien por cerca de 35 años estuvo encargado del reloj de la Catedral.

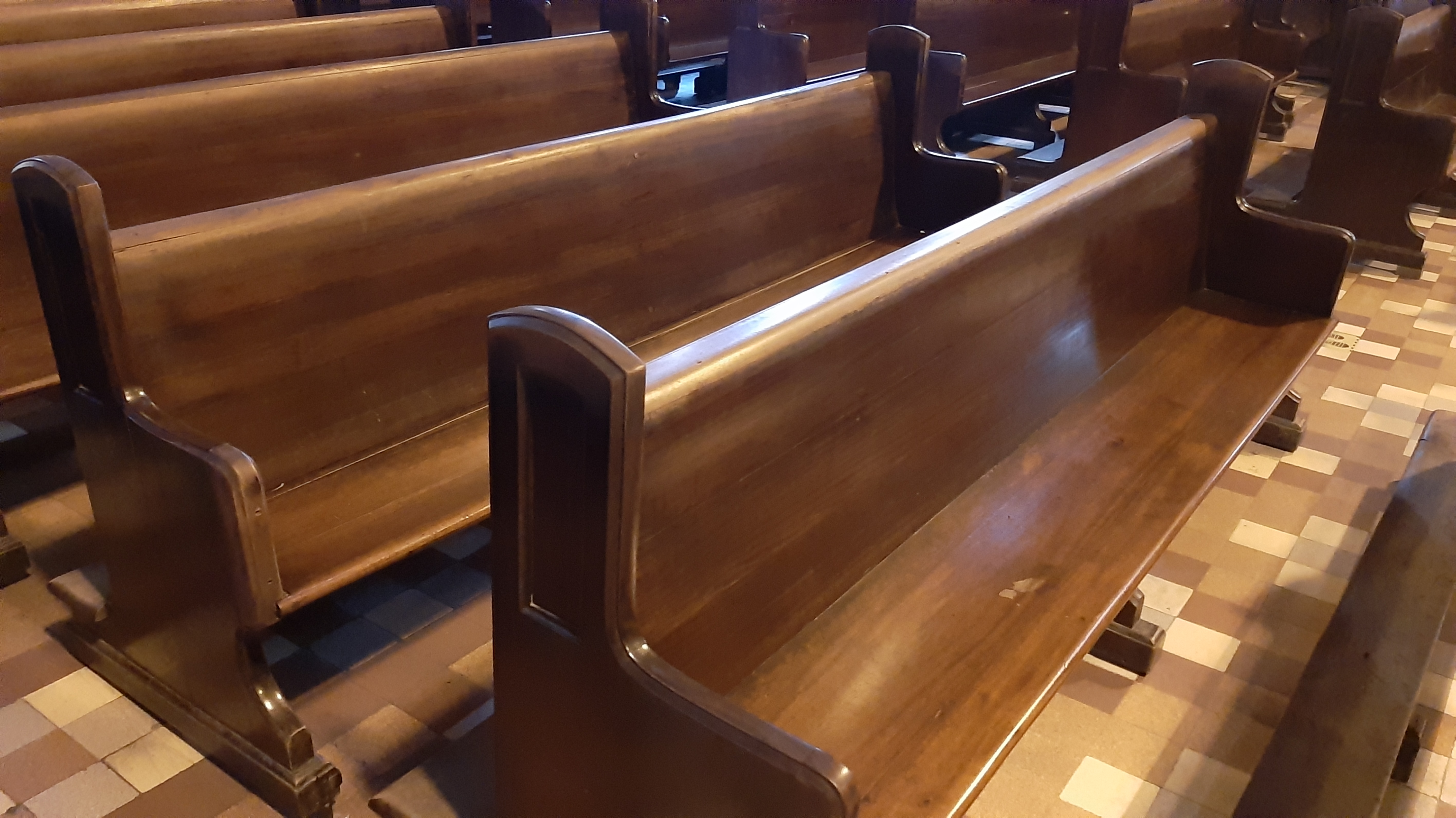
Bancas.

Bancas. Fueron construidas también por el maestro Luis Eduardo Arenas en 1928 y son de forma muy sencilla. Carecen de gravados u otros elementos ornamentales. La Catedral adquirió maquinaria especial para estos trabajos, que luego vendió en 1934. En la nave central se localizan 164 bancas, que van en dos hileras a cada lado de la entrada central. Al frente del Presbiterio y después del Púlpito, o sea en el área del crucero se ubican 24. En los brazos de la nave transversal o transepto, se sitúan 18 en el Altar de la Inmaculada y 16 en el del Santísimo. Las 22 bancas junto a los confesionarios son de igual diseño, pero construidas en 1952 cuando se instalaron los nuevos confesionarios. Son en total 244 bancas incluyendo las de los confesionarios.
También existen sillas individuales, que se colocan delante de las bancas, para invitados especiales y también se ubican en el presbiterio para las concelebraciones (20 de madera, 14 abullonadas). Las bancas (sin contar las hechas en 1952), los primeros confesionarios de madera y las sillas para recepciones costaron $ 5000 pesos.
Ascensor. Entre los muros donde está el retablo de Santa Bárbara ubicado en la parte occidental del Sotacoro o Pronave se encuentra un elevador de la Compañía Otis que fue instalado en 1933, tuvo un valor 15 000 pesos de la época y aún funciona a la perfección; su sistema de puertas es totalmente manual, para ingresar primero se debe abrir una puerta abatible que abre hacia el corredor, luego está la puerta de cabina tipo reja extensible o tijera, finalmente ambas puertas deben estar cerradas para que el ascensor se accione. Es el segundo elevador que fue instalado en la ciudad de Medellín después del desaparecido edificio Olano, que contó con un elevador colocado en 1922.
Campanas. Actualmente la Catedral cuenta con siete campanas metálicas; en la torre occidental se localizan las ya mencionadas tres campanas que hacen parte de la sonería del reloj y en la torre derecha que da a la calle Ecuador, el llamado campanario litúrgico, contiene las «campanas mayores», las cuales forman parte de la donación del Pablo Tobón Uribe y por lo tanto son de 1952. Fueron fundidas en Alemania por la Casa Bernard Vortmann e instaladas por la Casa Petit y Alberto Edilbrando, para lo cual hubo que hacer un refuerzo a la torre derecha donde fueron ubicadas. Fueron solicitadas por el representante de la empresa en Medellín Luis Ramos.
Son cuatro campanas que tuvieron un costo de $45 410.64 pesos. Son bamboleantes, se accionan desde la sacristía mediante un equipo eléctrico y son utilizadas para anunciar las actividades religiosas. Cada una tiene un sonido, una da el «Re», otra el «Fa», otra el «Sol» y la cuarta el «La» sostenido. Son de bronce en un 78 % de cobre, un 20 % de estaño y el resto 2 % de plomo, pesan un total de 3200 kilos y cuentan con grabados externos. Como dato curioso, la más grande de las cuatro no se encuentra en servicio, pues su vibración es tan intensa que afectaría los vidrios de los edificios vecinos, por tal motivo, a manera de precaución se dejó de utilizar.

#### Elementos secundarios de la catedral

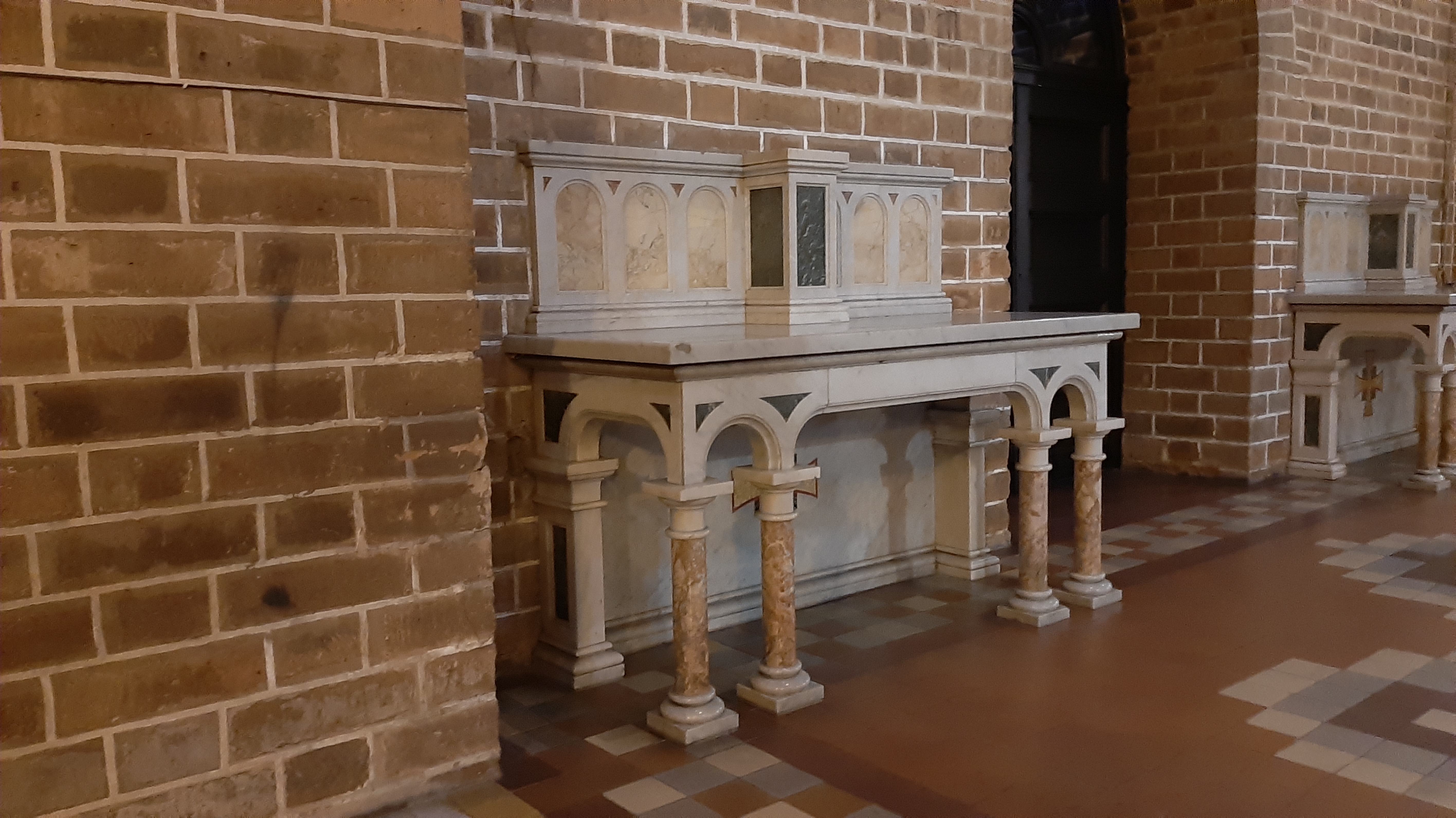
Altar auxiliar.

Altares menores o auxiliares. Son cuatro mesas de mármol adosadas a la pared y fueron parte de la donación de Pablo Tobón Uribe. Están ubicadas en los presbiterios laterales, dos están localizadas a lado y lado de la puerta de la sacristía y las otras dos a lado y lado de la puerta que comunica con la cripta de osario y el museo. Fueron fruto de la necesidad que tenía la catedral de más altares para que los sacerdotes pudieran celebrar la misa cuando la celebración era personal y no estaba permitida la concelebración. Tiene cada uno una especie de retablo pequeño con una sección que sobresale al centro para un crucifijo metálico, de los cuales solamente existe uno; los otros tres desaparecieron, no se sabe cómo, si por venta, donación o robo. Fueron instaladas en 1955 y 1956, después de fallecido Pablo Tobón Uribe.
Mesas de credencia. Para el servicio del altar mayor existes dos mesas de credencia, están adosadas al muro que forma el arco para entrar al presbiterio central, una en la parte occidental y la otra en la oriental. / También existe una mesa más pequeña para el servicio del altar lateral oriental e igualmente el altar occidental también tuvo su mesa, pero fue desmantelada para construir el ambón. Todas las mesas son de mármol, fueron parte de la donación de Pablo Tobón Uribe e instaladas también en 1955 y 1956.
Placas. Dispersas en el interior de la Catedral se encuentran varias placas, en su mayoría de mármol, que conmemoran diversos acontecimientos, y en el exterior solo se encuentra una. Las placas son:
| Imagen                                                                         | N. de u. | Descripción | Plano con la ubicación de las placas |
| ------------------------------------------------------------------------------ | -------- | --- | ------------------------------------ |
| Placas localizadas en el brazo occidental del transepto                        |          | |                                      |
|                                                                                | 1        | Homenaje al papa Juan Pablo I y su breve pontificado de 33 días. Fechado en 1979 y realizado por Marlatina. Se localiza al pie de la puerta que da con el atrio occidental. |                                      |
|                                                                                | 2        | Conmemora el año mariano de 1942 y en ella está escrito el magnificat. Se localiza al lado izquierdo del retablo de la Inmaculada. |                                      |
|                                                                                | 3        | Homenaje al papa Juan XXIII, contiene un fragmento de su encíclica «Ad Petri Cathedram». Se localiza al lado derecho del retablo de la Inmaculada. |                                      |
|                                                                                | 4        | Homenaje al papa Pablo VI y su visita a Colombia en 1968. Fechado en 1979 y realizado por Marlatina. Se localiza al pie de la entrada del panteón de los obispos. |                                      |
| Placas localizadas en el brazo oriental del transepto                          |          | |                                      |
|                                                                                | 5        | Recuerdo de la definición del dogma de la Asunción de María, la placa contiene un estrato en latín de la bula «Munificentissimus Deus» promulgada el 1 de noviembre de 1950 con la que el papa Pío XII definió dicho dogma. Se localiza al pie de la puerta que comunica con la sacristía. La versión en español del estrato dice: “… por la autoridad de Nuestro Señor Jesucristo, de los bienaventurados apóstoles Pedro y Pablo y por la nuestra, pronunciamos, declaramos y definimos ser dogma de revelación divina que la Inmaculada Madre de Dios, siempre Virgen María, cumplido el curso de su vida terrena, fue asunta en cuerpo y alma a la gloria celeste.” |                                      |
|                                                                                | 6        | Homenaje del entonces Gobernador de Antioquia Pioquinto Rengifo y sus secretarios, con ocasión del primer centenario de la proclamación del dogma de la Inmaculada Concepción. Fechado el 24 de junio de 1954. Se localiza al lado izquierdo del retablo del Sagrado Corazón. |                                      |
|                                                                                | 7        | Homenaje al papa Pío XII, contiene un fragmento de su encíclica «Haurietis Aquas». Se localiza al lado derecho del retablo del Sagrado Corazón. |                                      |
|                                                                                | 8        | Conmemora la visita que realizó el papa Juan Pablo II a la catedral el 5 de julio de 1986. Se localiza al pie de la puerta que da con el atrio oriental. |                                      |
| Placas localizadas en el sotacoro                                              |          | |                                      |
|                                                                                | 9        | Homenaje del entonces Gobernador de Antioquia Braulio Henao Mejía y sus secretarios en recuerdo de la definición del dogma de la Asunción de María. Fechado el 1 de noviembre de 1950. Se localiza sobre la pila de agua bendita del lado oriental. |                                      |
|                                                                                | 10       | Conmemora a personajes y fechas importantes de la catedral como su consagración o la erección de la parroquia. Realizado por Marmolería Artística de Ermenegildo Bibolotti. Se localiza al frente de la pila de agua bendita del lado oriental. |                                      |
|                                                                                | 11       | Homenaje del entonces Gobernador de Antioquia Iván Duque Escobar al templo con motivo del primer cincuentenario de haber sido consagrado como catedral. Fechado el 11 de agosto de 1981 y realizada por Urquijo. Se localiza al lado de la puerta oriental de la fachada principal. |                                      |
|                                                                                | 12       | Conmemora la consagración de la Catedral como basílica que tuvo lugar el 11 de agosto de 1950. Se localiza sobre la pila de agua bendita del lado occidental. |                                      |
|                                                                                | 13       | Homenaje al empresario y filántropo Pablo Tobón Uribe por su donación en 1952. Fechado el 29 de junio de 1952. Se localiza al frente de la pila de agua bendita del lado occidental. |                                      |
|                                                                                | 14       | Conmemora el primer centenario de elevación como arquidiócesis de la sede episcopal de Medellín 1902-2002. Realizada por Urquijo. Se localiza en el pilar del arco toral, entre el sotacoro de la torre occidental y la nave lateral occidental. |                                      |
|                                                                                | 15       | Homenaje al escritor colombiano Tomás Carrasquilla, realizado por encargo por la Funeraria y salas de velación San Gabriel S. A.. Se localiza al lado de la puerta occidental de la fachada principal. |                                      |
| Placa localizada en la entra de la cripta de osarios                           |          | |                                      |
|                                                                                | 16       | Homenaje al escritor colombiano Tomás Carrasquilla cuyos restos estuvieron hasta el año 2023 en la cripta de osarios, la placa contiene un fragmento de su obra «Por el poeta». También realizado por encargo por la funeraria y salas de velación San Gabriel S. A. |                                      |
| Placas ubicadas en el exterior                                                 |          | |                                      |
|                                                                                | 17       | Conmemora el año Jubilar de la Misericordia que comenzó el 8 de diciembre de 2015 y concluyó el 20 de noviembre de 2016, e indica que la puerta al lado de la placa fue usada como puerta Santa. Se localiza al pie de la puerta del atrio oriental que comunica con el brazo oriental del transepto. |                                      |
|                                                                                | 17A      | Durante el año Jubilar de la Misericordia existió una placa de mayor tamaño en el mismo lugar de la placa que conmemora el mencionado año (o sea la núm. 17 de esta lista). La efímera placa indicaba que se abre la puerta santa "para que todos los que entren por ella sean tocados por la gracia y encuentren el camino a la conversión". |                                      |
| N. de u. = Número de ubicación. El orden de la lista está establecido al azar. |          | |                                      |

## Dependencias
Al norte del templo, en los ángulos superiores formados por el cruce de las naves longitudinales con el transepto, se ubican las dependencias de la catedral, dichos recintos son de paso restringido al público en general y en su mayoría han sido intervenidos para adaptarlos a sus funciones actuales. En el ángulo occidental se localizan tres áreas; en el extremo norte se ubica el Museo de Arte Religioso de la catedral, y debajo de este, la cripta de osarios, ambos recintos se comunican por medio de un pasillo que da tanto con el interior del templo, como con el exterior sobre la carrera Venezuela; y el del sur es el Mausoleo de Obispos y su acceso da directamente con el transepto.
En el ángulo oriental se localizan varias dependencias; al sur está el gran salón de la sacristía y al norte se encuentra una de las zonas que más ha sufrido cambios, lo que antes era un gran salón, se intervino para generar nuevos espacios que requería el edificio, se excavó en el suelo para luego crear un semisótano donde se ubicaron las áreas de servicios, como aseo, baños, entre otros; luego, sobre estos, en un segundo piso o mejor dicho en un entrepiso se ubicó la Sala Capitular y una sala auxiliar. Todas estas áreas se articulan por medio de un pasillo, que a su vez comunica con el interior del templo, y con el exterior sobre la carrera Ecuador.

### Museo

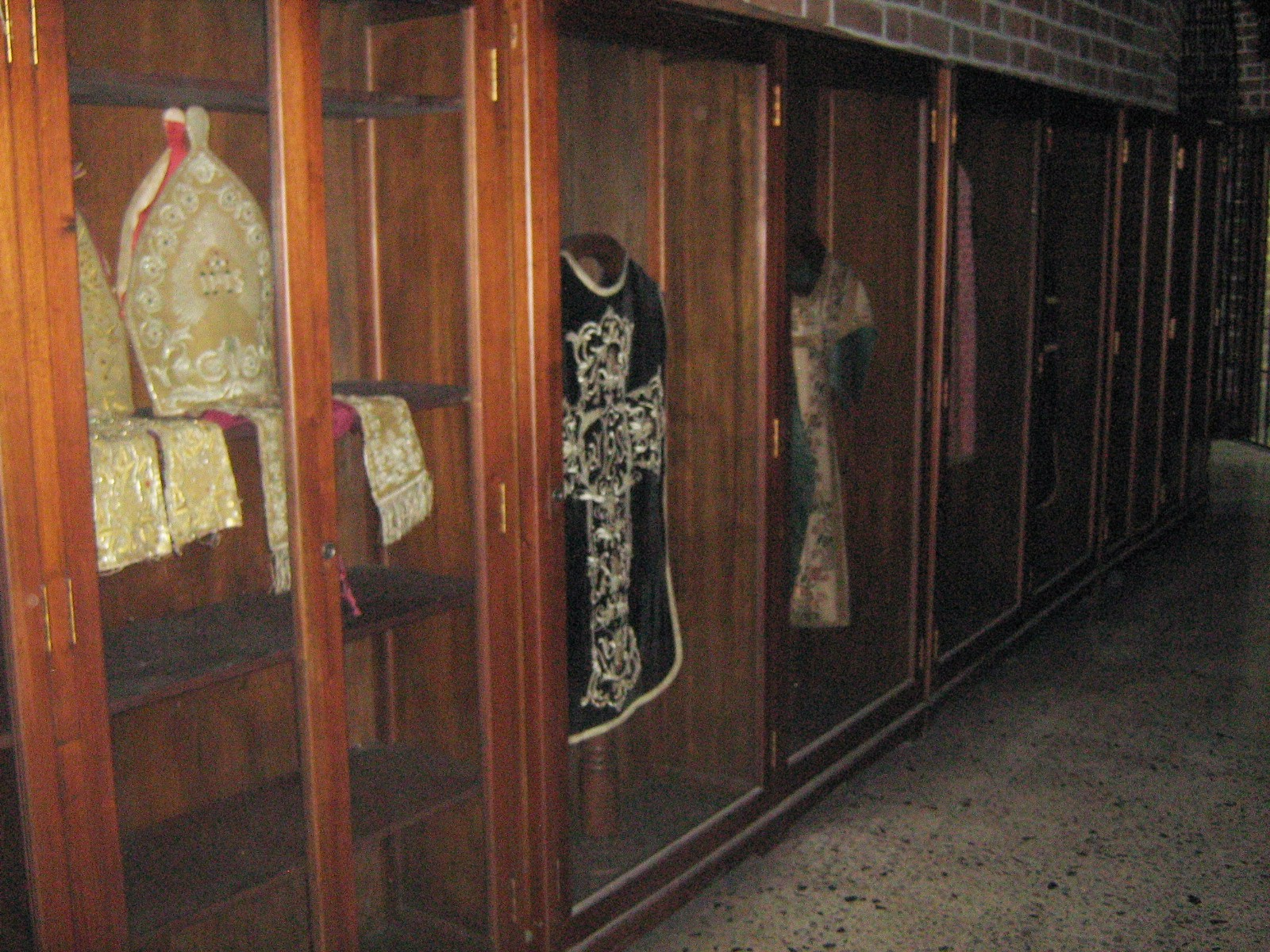
Estante con mitras, casullas, dalmáticas, capas pluviales, etc.

El Museo de arte religioso de la catedral, se emplaza en un gran salón que conserva las proporciones y algunas características originales como los ladrillos a la vista, pero como el área fue intervenida para crear el semisótano para los osarios su pavimento es reciente. Además, cuenta con equipos que mantienen climatizado el recinto para preservar en buenas condiciones las obras.
Existen varios decretos de los arzobispos que crean el museo diocesano, pero de hecho nunca se concretó un museo religioso y menos en la Catedral. No ostente, en 1995 el pbro. Santiago Ospina Ospina, párroco y canónigo, adaptó el Salón grande que está encima de la cripta de osarios, con planos del arquitecto Carlos Julio Calle para Museo, para lo cual recurrió a obras de la Catedral y otras de su colección particular para dicho recinto.
En 1997 anunció públicamente que donaría esas obras a la catedral, pero ha habido dificultades por la modalidad de la donación y todavía esos objetos son de propiedad del presbítero Santiago Ospina. Los elementos están debidamente identificados por el presbítero Ospina y por Gustavo Vives Mejía. En la colección se encuentra pintura y escultura de procedencia europea y latinoamericana, especialmente de las escuelas quiteña, santafereña, cuzqueña y antioqueña, son aproximadamente 40 obras pictóricas (entre los siglos XVII, XVIII, y XIX) y 15 obras escultóricas (entre los siglos XVIII y XIX), de los cuales unos pocos son de la catedral.
En el pasillo de acceso al Museo y en estantes, mandados a construir también por el presbítero Ospina, se encuentra una serie de ornamentos (mitras, casullas, dalmáticas, capas pluviales, etc.) que son de propiedad de la catedral. Tanto por razones de seguridad, por falta de recursos económicos y por las dificultades de la donación el museo no se permite el acceso del público.

### Panteón de Obispos

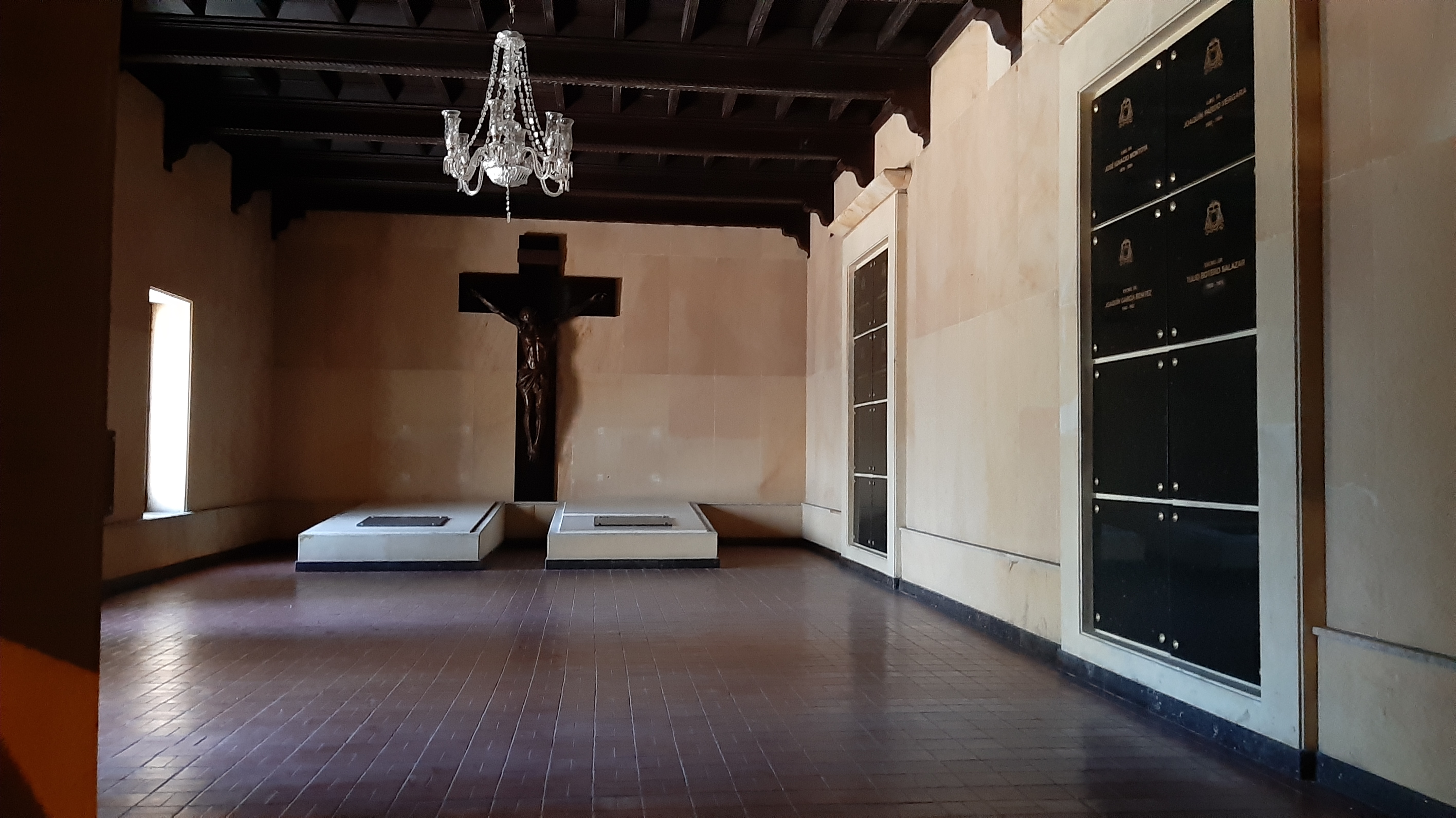
Interior del Panteón de Obispos. Al fondo se observa la obra
Jesús Crucificado del escultor Bernardo Vieco Ortiz.

El panteón de la catedral es el lugar de sepultura definitiva de los Obispos y Arzobispos residenciales de la arquidiócesis. Se encuentra ubicado en una sala contigua que da al ala accidental del transepto. En la basílica se construyeron inicialmente dos tumbas, debajo del piso de los ábsides laterales donde se encuentran los retablos de la Virgen del Carmen y de San José.
Cuando la Catedral de Medellín era la iglesia de la Candelaria, allí fueron sepultados los obispos residenciales. El obispo José Joaquín Isaza Ruíz fallecido 1847, fue enterrado en La Candelaria, donde se construyó una tumba en la nave lateral que da con la calle Boyacá frente a la cúpula. Fue exhumado en 1885 para enterrar en la misma tumba el cadáver de su sucesor José Ignacio Montoya Palacio, quien a su vez fue exhumando en 1904 para dar sepultura en la misma tumba al cadáver de Joaquín Pardo Vergara. Este debió ser exhumando por orden de Capítulo en 1910, cuando por orden del arzobispo Cayzedo se exhumaron los restos en Marinilla del obispo Valerio Antonio Jiménez, fallecido allí en 1886.
Luego, los restos de estos obispos estuvieron donde hoy está la sacristía de donde fueron trasladados a la sacristía que existe detrás del retablo mayor, junto con los restos de los tres primeros obispos de Antioquia que también fueron enterrados en La Candelaria (actualmente ya están en Santa fe de Antioquia). Allí estuvieron como en una especie de panteón, en unas urnas y al pie de cada una estaba el cuadro correspondiente de cada uno. Después del traslado de la catedralidad a la nueva catedral en Villanueva el arzobispo Cayzedo expidió el decreto del 7 de enero de 1935 donde ordenó trasladar los restos a la Sala Capitular de la nueva catedral para que permanezcan allí mientras tanto se construía un adecuado mausoleo.
Tiempo después, siendo arzobispo Joaquín García Benítez, durante una visita oficial que realizó a la catedral, ordenó que se construyera un panteón especial para trasladar a él los restos de todos obispos que habían gobernado la sede episcopal de Medellín. Por lo cual en 1950 se construyó el panteón, obra realizada por el arquitecto Antonio Mesa Jaramillo en el mismo lugar donde está hoy.
En los años 60, se pensó en construir una cripta de osarios para los fieles y se vio la oportunidad de renovar el Panteón de los Obispos, para que quedara más funcional y adecuado, y para que se pudiera construir de bajo de él una sala para la cripta de osarios. Entre 1968 y 1969 fue renovado cuando se construyó la Cripta de Osarios con planos, para ambas obras de Ingeniería y Construcciones. Los muros del mismo están cubiertos con piedra bogotana un tipo de piedra arenisca. El recinto cuenta, al pie de la pared norte, con dos tumbas que sobresalen del piso y sobre dicho muro se encuentra la obra «Jesús Crucificado» del escultor Bernardo Vieco Ortiz; en la pared oriental del salón, precisamente donde antes se encontraban dos puertas se construyeron 16 osarios, donde se colocaron las ánforas metálicas que contienen los restos de los Obispos, cubiertas con lápidas de mármol donde se identifican los restos. Allí se guardaba el Sepulcro hasta que pasó al salón Museo.
Actualmente, allí reposan los restos de los obispos Valerio Antonio Jiménez Hoyos, José Joaquín Isaza Ruíz y José Ignacio Montoya Peláez, y los arzobispos Joaquín Pardo Vergara, Manuel José Caycedo Martínez, Tiberio de Jesús Salazar y Herrera, Joaquín García Benítez, Alfonso López Trujillo, Tulio Botero Salazar y Alberto Giraldo Jaramillo fallecido el 21 de julio de 2021. También se encuentran los restos del arzobispo Arturo Duque Villegas arzobispo emérito de Manizales, igualmente, por permiso especial están los de monseñor Jesús María Marulanda.
Los restos de monseñor García tienen una historia peculiar, primero estuvieron enterrados después de su muerte en el panteón, pero más tarde su familia solicitó permiso al arzobispo Botero para retirarlos y depositarlos en el convento de las Hermanas de la Anunciación, en el sector conocido antiguamente como Cuchillón. En el decreto arzobispal del 19 de junio de 1963 en su parte resolutoria dice: «Artículo único. Trasládense los restos del Excmo. Sr. Arzobispo Joaquín García Benítez, de grata memoria, al templo de la casa madre de la Congregación de las Hermanas de la Anunciación de esta ciudad (Medellín) y conforme a los deseos de su muy ilustre familia. (firma) Tulio Botero Salazar.» Pero en el 2019, por orden del arzobispo Tobón, después de 65 años, los restos de monseñor García volvieron al mausoleo de la Catedral.

### Cripta de osarios

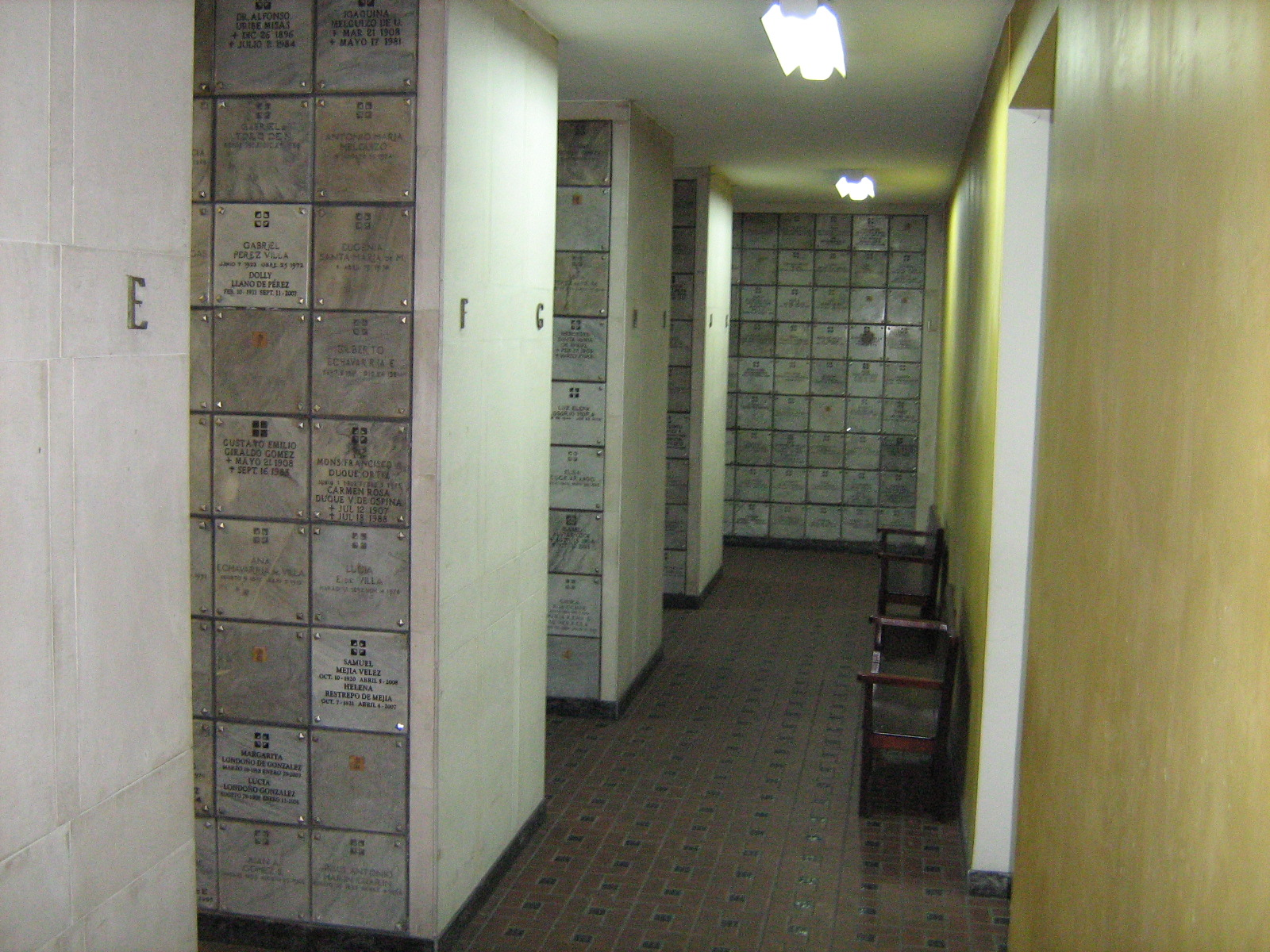
Cripta de Osarios.

La Cripta de Osarios se localiza justo debajo del Museo y del Mausoleo de los obispos. Es un semisótano, que gracias a la pendiente del suelo exterior, una porción del muro de los cimientos no quedó enterrado, lo cual permite que la parte alta de las paredes del recinto cuenten con claraboyas que iluminan y ventilan el interior. La cripta comenzó a ser construida en 1968 por Ingeniería y Construcciones, e inaugurada el 31 de octubre de 1969, consta de varias galerías con más de 2000 osarios, tiene un pequeño oratorio y el acceso al recinto da directamente con el pasillo, que a su vez cuenta con entrada por la carrera Venezuela. El costo de la obra fue de más de un millón de pesos de la época.
Dentro del recinto se encuentran dos pequeñas puertas que comunican con la canalización dejada por el antiguo recorrido de la quebrada la Loca, desviada en 1944 por la Calle La Paz, dicha canalización consiste en un arco romano que forma una larga bóveda, y desde el desvío se ha pensado en aprovechar el espacio para ubicar osarios, pero hasta el momento no se realizado ninguna intervención. Entre los restos de personajes destacados que yacen en la cripta se destacan los de la escritora antioqueña, Isabel Carrasquilla de Arango, y hasta el 2023 estivieron los restos de su hermano, el escritor Tomás Carrasquilla, quien decía que «la Catedral era barro a la altura de Dios».
Además, en la Cripta de osarios, desde el 1 de junio de 2018 y procedentes de Roma, se encuentran los restos mortales del cardenal Darío Castrillón Hoyos (segundo cardenal antioqueño y hasta el momento el único medellinense en llegar al cardenalato), quien manifestó en vida que deseaba que sus restos descansaran en la Catedral de Medellín. Su sepelio fue presidido por Ettore Balestrero, en ese entonces Nuncio Apostólico en Colombia. Igualmente, la ceremonia contó con la presencia de 15 obispos de distintas diócesis de Colombia, familiares y público en general.

### Sacristía
La sacristía de la catedral es el único salón que quizás no ha sufrido modificaciones, se mantiene casi intacto de como fue construido. En él se guardan los objetos que son necesarios para las celebraciones religiosas, como por ejemplo hostias sin consagrar, cálices, casullas, etc., y es de paso restringido al público en general. 
El recinto es rectangular y amplio, los muros cuentan con el ladrillo a la vista, dispone de tres puertas: dos en la pared occidental que dan con el pasillo que comunica con las demás dependencias y la restante está en el muro sur y viene a dar con el brazo oriental del transepto. También cuenta con tres ventanas, todas ellas localizadas en la pared oriental, que dan sobre la carrera Ecuador.
Todos sus muebles fueron construidos por el ebanista Luis Eduardo Arenas y constan de una fina talla. Entre los que más se destacan están: en el centro del salón se localiza la "mesa de sacristía" de 1,10 x 4,90 x 1,70 m, tallada en cedro negro, en estilo renacentista español, decorada con tallas de rombos y círculos con figuras de santos, cuenta con pequeñas alacenas para cada uno de los canónigos. En la pared del norte de la habitación, está localizado un gran armario y tiene la distribución adecuada para guardar los ornamentos, fue hecho en cedro negro, en estilo renacentista español y decorado con tallas de rombos, círculos y motivos vegetales. El costo de estos muebles fue de $ 36 000 pesos y fueron construidos entre 1930 y 1935.
En la pared occidental, entre las puestas, se encuentra un reclinatorio de tres puestos que costó $ 15 000 pesos. Sobre este, se encuentra la estación número XII del Viacrucis «la crucifixión» que en 1938 se envió como modelo para la Catedral.
En lo alto de las paredes de la Sacristía se localizan los cuadros al óleo de todos los obispos y arzobispos de la arquidiócesis. Además, el salón cuenta con una pileta especial, el «sacrarium», cuyo desagüe va directamente al suelo. Esta pileta se emplea para lavar los lienzos empleados durante la celebración de la misa y otros elementos empleados durante la comunión.
Incrustada en la parte inferior del muro sur de la sacristía que limita con el transepto, se encuentra la caja fuerte de marca Mosler Safe Co. adquirida en 1939. También, se destaca en el centro del salón una lámpara de araña, que data de 1931, es una araña Barigossi de estilo romántico de la Fonderia Bronzi Artistici.

### Sala capitular

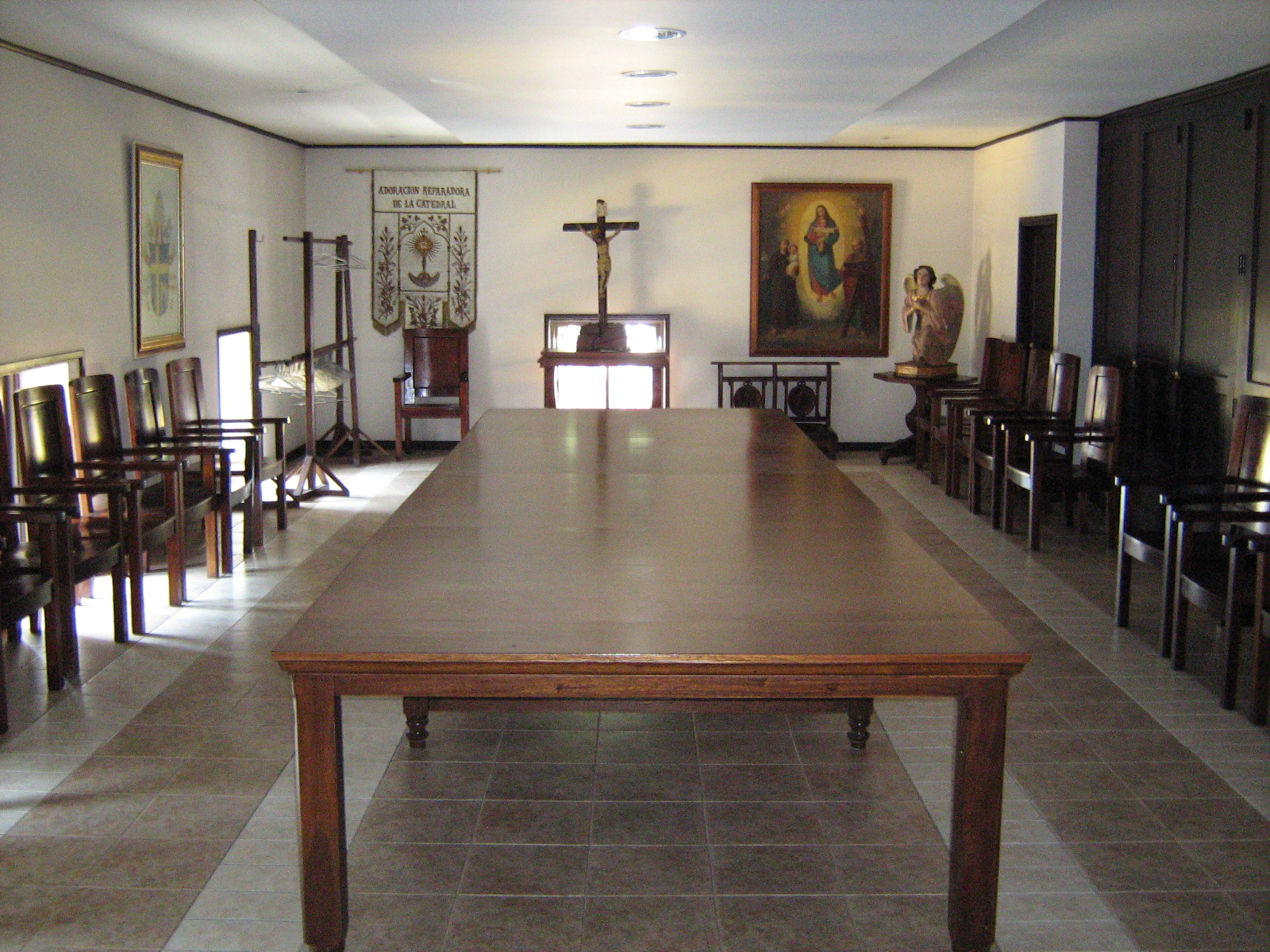
Sala capitular de la Catedral.

La sala capitular, como lo indica su nombre, está destinada a las reuniones del cabildo catedralicio, también llamado capítulo metropolitano (compuesto por canónigos). La palabra cabildo viene del latín "capitulum", y de allí viene el nombre de capitular. La Sala es un recinto rectangular y amplio, de aspecto sencillo, los muros están totalmente estucados careciendo del ladrillo a la vista como el resto del templo. Cuenta con varios muebles que tienen cierta antigüedad, pero no son contemporáneos con los de la sacristía. El principal y el que se destaca a simple vista es una gran mesa longitudinal rodeada por una serie de sillas.
Una de las más notorias características de dicha sala es que tiene las ventanas a ras con el suelo, debido a que está ubicada en una zona que fue intervenida para sacar un entrepiso, obra también realizada por la firma "Ingeniería y Construcciones" en 1969. Sin embargo, preserva las fachadas originales de la parte posterior del templo, por lo cual comparte con el semisótano una porción de las ventanas. Además, la sala cuenta con dos accesos, uno que da directamente con el pasillo cerca a la puerta que comunica con la carrera Ecuador y el otro que da con la escalera que articula tanto el entrepiso con el semisótano y que a su vez comunica con el pasillo.

## Obras artísticas
La basílica cuenta con varias obras de arte de reconocidos artistas que se localizan en diversos sitios del templo, la mayoría están expuestas de forma permanente y algunas en determinado momento del año.

### Cuadros al óleo
Son cuatro cuadros al óleo de grandes dimensiones que están exhibidos permanentemente en el interior de la Catedral y están ubicados sobre cada puerta de los extremos del transepto.
A lado y lado del retablo oriental se encuentran dos imágenes. Sobre la entrada a la sacristía está El Cristo del Perdón, obra maestra de Francisco Antonio Cano, a quien por las dimensiones y por las vicisitudes económicas que requirió la obra, le tomó diez años pintarlo y gracias a la donación de una colecta pública que se hizo en Medellín, logró terminarlo en 1910. El nombre: El Cristo del Perdón, se debe a que antes de pasar definitivamente a la nueva Catedral de Medellín, estuvo localizado al lado de la puerta del perdón de la Iglesia de La Candelaria que en ese momento era el templo catedralicio. Sobre la puerta que da hacia el atrio lateral oriental está el cuadro de la Inmaculada (copia de la Inmaculada de los Venerables de Murillo), del pintor austriaco Carlos Hofrichter. Este último fue confeccionado por Hofrichter junto con el cuadro de San José del Templo de San José del centro de la ciudad en 1869, por petición del párroco de La Candelaria José María Gómez Ángel.
Junto al retablo occidental, también se encuentran otros dos cuadros: sobre la entrada a la Cripta de los obispos y arzobispos está el cuadro de “la transfiguración de Jesús” obra del maestro antioqueño Juan Munera Ochoa, el cual fue donado a la Catedral por motivo de los 50 años de la creación de la parroquia, la obra tiene unas dimensiones 3 m x 3,20 m y fue instalada y bendecida el 29 de junio de 2012. Sobre la puerta que da hacia el atrio lateral occidental está el cuadro de Nuestra Señora de Guadalupe obra del maestro León Arango de 1965.
Tanto la Inmaculada y como El Cristo del Perdón fueron restaurados por el presbítero Julio Jaramillo Restrepo en 1956, con permiso del Capítulo. Además, en el 2001 El Cristo del Perdón fue nuevamente restaurado, esta vez por el Museo de Antioquia en sus instalaciones y en donde se le limpiaron los rastros de excrementos de palomas y murciélagos, se le despejaron las brumas ocasionadas por el humo de las velas de los feligreses, se le quitó la mugre de los gases de los vehículos y se le recubrió con un fino barniz que lo protegerá durante cien años.
El cuadro más valioso de la basílica es el de los Desposorios de Santa Catalina de Sena del autor Theodor van Thulden (1606-1699), de la escuela flamenca donado a la catedral por doña Tulia Echavarría en 1932 y localizado en el Museo de Arte Religioso de la Catedral, por lo cual no está a la vista del público.
Además, en la sacristía se encuentran los cuadros de los obispos y arzobispos que han gobernado la sede de Medellín, y en el corro alto, junto al órgano, se localizan alrededor de 40 cuadros de los Canónigos, los cuales datan de 1936.

### Esculturas
La catedral posee varias esculturas, algunas están permanentemente expuestas en diversos puntos del templo y otras solo se exhiben en épocas especiales como en el mes de diciembre o en la Semana Santa.
La escultura más destacada es el Jesús Crucificado del escultor antioqueño Bernardo Vieco Ortiz, fue adquirida en 1968, estuvo por un tiempo colgada sobre la puerta de la nave central, luego y por muchos años se localizó al frente del solio, actualmente se encuentra en el mausoleo de Obispos. La obra fue realizada en bronce y madera, y cuenta con tres metros de alto por dos metros de ancho.
Además, están las estatuas de San Pedro y San Pablo, colocadas en repisas o ménsulas de mármol en los muros del arco toral del crucero. Las del Sagrado Corazón y la Inmaculada, ubicadas en los retablos del transepto. Las de la Virgen del Carmen y San José localizadas en los nichos de los retablos de los ábsides laterales. Las de San Francisco de Asís y Santa Bárbara, colocadas en los retablos del sotacoro. De estas se sabe que la de San Francisco de Asís es obra del escultor Alonso Montoya, y la de Santa Bárbara fue adquirida en 1952 y su escultor fue Francisco López.
De reciente consecución esta el Cristo que preside la catedral inaugurado el 11 de agosto de 2018, ubicado en el altar mayor. La imagen es obra del sacerdote misionero Francisco Ramírez Giraldo, y contó con la ayuda de sus hermanos Álvaro (ingeniero químico), Juan José (pintor) y Eduardo (ingeniero). Cuenta con una altura de 7.70 m, incluyendo la base de mármol, su estilo pertenece a la línea clásica del románico, pues su aspecto general no es el de un Cristo muerto, lacerado, sino más bien el de un Cristo glorioso y a la vez rey. Su rostro está basado según los rasgos del Santo Sudario de Turín, sus llagas no están ensangrentadas, ni tienen clavos, del cuerpo sobresale su corazón, sus pies descansan sobre un escabel. Esta coronado una corona de espinas hecha en bronce dorado con gemas. La imagen está sobre una cruz roja con borde dorado, de estilo bizantino y en los cuadrantes se recrea la iconografía de los cuatro evangelistas.
También, está la estatua de Santa María de la Paz, ubicada en el brazo occidental del transepto. La imagen está tallada en madera, y fue esculpida por el escultor español, Francisco Javier Villalba en 1996. Desde el 8 de diciembre de 1998, la imagen está expuesta en la Catedral y el 10 de abril de 2000, fue trasladada a Roma para recibir la bendición apostólica de manos del papa Juan Pablo II.
Existen además, ocho estatuas de ángeles en mármol con portalampararios metálicos, con capacidad cada uno para 13 pequeñas bombillas. Los ángeles cuentan con metro y medio de altura con las alas abiertas, con base de 65 cm de altura por 45 cm de ancho. Se localizan en los retablos laterales y los del transepto y fueron parte de la donación del empresario Pablo Tobón Uribe.
En cuanto a las estatuas que no se exhiben sino en determinados tiempos, se mencionan las del pesebre, de origen español que fueron adquiridas por el obispo Pardo Vergara y tienen cierta antigüedad. También están las de Semana Santa, se cuenta con el Apostolado completo; el Cristo de descendimiento y el Santo Sepulcro que fue donado en 1948 por los esposos Roberto Vélez y Eugenia Ángel e hijos, y fue obra de los Hermanos Reyes, oriundos del Ecuador, que se radicaron en Popayán y Cali.

## Objetos litúrgicos destacados
La catedral de Medellín cuenta con una modesta pero significativa colección de arte litúrgico, las cuales son destacadas piezas de orfebrería de los siglos XIX y XX. 

### Custodias
La Catedral cuenta con tres custodias u ostensorios.

#### Custodia de la Maison P. Poussielgue-Rusand
La Custodia de la Maison P. Poussielgue-Rusand fue adquirida por monseñor Bernardo Herrera Restrepo, obispo de Medellín (1885 a 1891). Este Ostensorio en particular solo es utilizado en la ceremonia del Corpus Christi al ser una pieza de gran valor. Tiene 86 centímetros de altura, esta elaborado plenamente en plata y plata dorada y está ricamente decorado con piedras preciosas (diamantes, esmeraldas, rubíes), semipreciosas (amatistas y granates) y esmaltes de Limoges.
La custodia fue realizada por la afamada Maison Placide Poussielgue-Rusand (París) y representa un gran trabajo de la orfebrería francesa del siglo XIX.
Esta custodia tiene tres partes: el ostensorio, el fuste y el pie. El ostensorio tiene forma radiante, en su centro se encuentra el viril, el cual tiene forma de corazón, su contorno está rodeado por unas discretas llamas y está coronado por una cruz conformada por pequeños rubíes. El viril está rodeado por un círculo que contiene esmeraldas y rubíes, de dicho círculo salen 10 rayos que cada uno tiene una hilera de diamantes. Entre los rayos se localizan 9 óvalos puntiagudos esmaltados de color azul, que cada uno contiene un serafín, y cada ovalo remata con una pequeña paloma y se completan con ramas de vid y espigas de trigo. Todos estos elementos en conjunto terminan formando una estrella de 10 puntas, la cual en la parte superior remata con una cruz engastada con diamantes, esmeraldas y rubíes.
El fuste cuenta con una imagen de pie de Jesucristo, quien con su mano derecha señala a su pecho, del cual brota sangre que se deposita en una copa que es sostenida en la mano izquierda. Dicha imagen esta escoltada por dos ángeles arrodillados de manera reverente pero sin mirarle, los cuales sostienen una cinta con la inscripción en latín “IN FINEM DILEXIT EOS” (Los amó hasta el final) tomada del Evangelio de san Juan 13:1, el cual relata el suceso de la Última Cena y la institución de la Eucaristía.
En la parte posterior de igual modo que la imagen de Jesucristo, se encuentra una imagen de la Santísima Virgen María, vestida de Reina y coronada, sosteniendo al Divino Niño Jesús, quien se encuentra bendiciendo con la mano derecha y con la otra sosteniendo un orbe.
En el fuste están cinceladas varias estrellas y llegando a la base encontramos en la parte superior las imágenes de unas cabezas aladas de Hombre, de león, de águila y de buey, clara representación de los cuatro evangelistas, estos están unidos por 4 redes, esta adornado su entorno con piedras semipreciosas (amatistas y granates).
Ya en la parte propiamente de la base encontramos los instrumentos de la Pasión cada uno envuelto en un campo de esmalte azul: La corona de espinas, las tenazas y la lanza de Longinus, el cordero inmolado, el Espíritu Santo, el velo de Verónica, el látigo de la flagelación, la bolsa de las 30 monedas de Judas, los clavos y el martillo, el título de INRI, la túnica sin costura, la espada de Pedro y la oreja cortada de Malco y la Santa Cruz. Reverenciando todo el conjunto están las estatuillas de los doce apóstoles de rodillas contemplando los símbolos de la Pasión. 
Por razones de seguridad, la custodia no se exhibe ni se guarda en el templo, actualmente reposa en las bóvedas del Banco de la República.

#### Custodia de la casa Rambusch Dec.
La Custodia de la casa Rambusch Dec. fue donada por el empresario Pablo Tobón Uribe en 1953 y fabricada por la Rambusch Decorating Company, en Nueva York (Estados Unidos), empresa fundada en 1898 que ofrece un servicio completo en las artes decorativas, con una gran experiencia en la arquitectura de interiores a través de la iluminación, el mobiliario litúrgico, los vitrales, los mosaicos y la restauración. En 1952 el diseño del ostensorio fue presentado al empresario, quien aprobó el proyecto. La custodia corresponde al modelo 1370 enviado por dicha casa, tiene un metro de altura, se construyó con 10 libras de oro amarillo de 18 quilates (o sea 75 % de oro puro), tiene diamantes comprados a la casa Stecher Denez y cia, Nueva York, 12 de uno y medio quilates y 18 de un quilate, no son perfectos, el soporte y la base no son de oro. El costo puesto en Medellín fue de 139 000 pesos por el representante Luis Ramos. Por razones de seguridad, este ostensorio no se exhibe ni se guarda en el templo, también reposa en las bóvedas del Banco de la República.

### Cálices
La Catedral cuenta con varios cálices, los más destacados son:

#### Cáliz de la Maison P. Poussielgue-Rusand
El Cáliz de la Maison P. Poussielgue-Rusand fue adquirido por monseñor Bernardo Herrera Restrepo, obispo de Medellín (1885 a 1891). El cáliz es obra del orfebre parisino Placide Pousielgue-Rusand, basado en el diseño del sacerdote jesuita Arthur Martin, quien fue un talentoso dibujante y coleccionista de arte y materiales medievales. Dicho diseño fue realizado para la ordenación episcopal de monseñor de Pierre Simon de Dreux-Brézé, obispo de Moulins, en 1850, que consistía en un juego de varias piezas, que además del cáliz, incluía una patena, un copón, dos vinajeras, una bandeja de vinajeras y una copa de comunión. Dichas piezas fueron presentadas en la Exposición Universal de Londres de 1851, donde fueron un éxito, desde entonces, Poussielgue-Rusand realizó copias de este prestigioso conjunto.
El cáliz es de estilo neogótico, tiene rasgos medievales, pero no copia con precisión el prototipo medieval, sino que combina una mezcla de fuentes: En sus proporciones y en la forma del nudo y el pie, es de tipo italiano del siglo XIV; los dragones fundidos en el pie recuerdan el estilo de Limoges; el follaje y los diseños de filigrana, así como algunos de los esmaltes probablemente tienen influencias mosanas o renanas entre el siglo XII y la primera mitad del siglo XIII. Este Cáliz es un claro ejemplo de la cúspide de la orfebrería francesa del siglo XIX.
Según el catálogo comercial enviado por la empresa, este modelo de Cáliz se ilustra como el núm. 1. El cálice tiene 27 centímetros de altura, está elaborado plenamente en plata dorada y se encuentra ricamente decorado con filigranas, rubíes y esmaltes de Limoges. Por su alto valor, el cáliz es usado solo en ocasiones muy especiales y más aún, que su patena junto con las vinajeras con las que vino desaparecieron hace tiempo.
Este cálice tiene tres partes: la copa, el fuste y el pie.
En la parte de la Copa encontramos un delicado y fino trabajo de filigrana de follaje enrollado, engastado a este vemos cuatro rubíes, adornando esta sección vemos cuatro medallones esmaltados de azul, cada uno con representaciones bíblicas del Nuevo Testamento con sus respectivas citas bíblicas en Latín:
1. La Última Cena, con la inscripción: HOC EST CORPUS MEUM (Este es mi cuerpo).
2. La Crucifixión de Jesús acompañado en la parte superior por el sol y la luna. Una figura humana que representa la Iglesia, recoge la sangre de su costado abierto. Otra figura humana que representa la Sinagoga, tiene los ojos vendados y da la espalda a la escena. Inscripción: PRO VOBIS EFFUNDETUR (será derramado por ti).
3. Sepultura de Cristo con María. Inscripción: MORTEN D ANNUNCIA (Anuncia la muerte del Señor).
4. La Incredulidad de Santo Tomas delante el Resucitado. Tomas toca las llagas de Cristo resucitado. Inscripción: DOMINUS MEUS ET DEUS MEUS (Mi Señor y mi Dios).

El fuste es cilíndrico, está interrumpido por un nudo decorado con cuatro medallones esmaltados, que cada uno contiene una figura alada de Hombre, de león, de águila y de buey, clara representación de los cuatro evangelistas. Entre los medallones se encuentran engastadas cuatro rubíes y hojas de acanto, adornando el fuste también venos cincelados algunos motivos florales.

El Cáliz de la Maison P. Poussielgue-Rusand fue utilizado por el papa Francisco en la misa que celebró en el aeropuerto Olaya Herrera de Medellín, el 9 de septiembre de 2017.

El pie del cáliz es polilobulado y encontramos un fino trabajo de filigrana al cual se engastan ocho rubíes de menor tamaño, en cada esquina encontramos cuatro dragones, en la base encontramos de igual modo una fina filigrana que cubre por completo dicho contorno, a su vez, los lóbulos (semicírculos) están decorados con esmaltes que representan escenas del Antiguo Testamento: Moisés golpea la roca y emana agua en el desierto - la inscripción de la Tau con el Profeta Ezequiel - las uvas de la Tierra Prometida y el Sacrificio de Isaac.
La patena que vino con este cáliz se encuentra perdida, la cual era de plata dorada y estaba adornada en su centro con un disco esmaltado en el que se tenía representado al Cordero cuya sangre fluye a un cáliz. Llevaba un nimbo crucífero y sostenía un estandarte coronado por una cruz. Alrededor de este motivo se encontraba la inscripción: PANIS VIVUS AGNUS DEI (Pan vivo, Cordero de Dios).
Por razones de seguridad, el cáliz no se exhibe ni se guarda en la Catedral, también reposa en las bóvedas del Banco de la República. Como datos curiosos, en la Catedral de Bogotá existe otro ejemplar de este modelo, que también fue adquirido por monseñor Bernardo Herrera Restrepo, cuando fue arzobispo de Bogotá, aunque cuenta con unas leves diferencias. El papa Francisco utilizó el cáliz durante la misa que celebró en el aeropuerto Olaya Herrera de Medellín el 9 de septiembre de 2017, durante su visita apostólica a Colombia.

## Estado de conservación y futura restauración
La catedral fue propuesta Monumento Nacional por la resolución 002 del 12 de marzo de 1982. Este carácter de Monumento Nacional implica que queda para todo lo referente a cualquier trabajo en el edificio bajo el cuidado de la Subdirección de Monumentos Nacionales que dependió del Instituto Nacional de Vías del Ministerio de Transporte hasta 1997, cuando fue creado el Ministerio de Cultura de Colombia y se la asignó a este nuevo ministerio. La Subdirección, para constatar el estado físico del edificio y poder proceder a su restauración, efectuó un diagnóstico, encargado a la Fundación Ferrocarril de Antioquia quien había ganado la licitación para dicho fin.

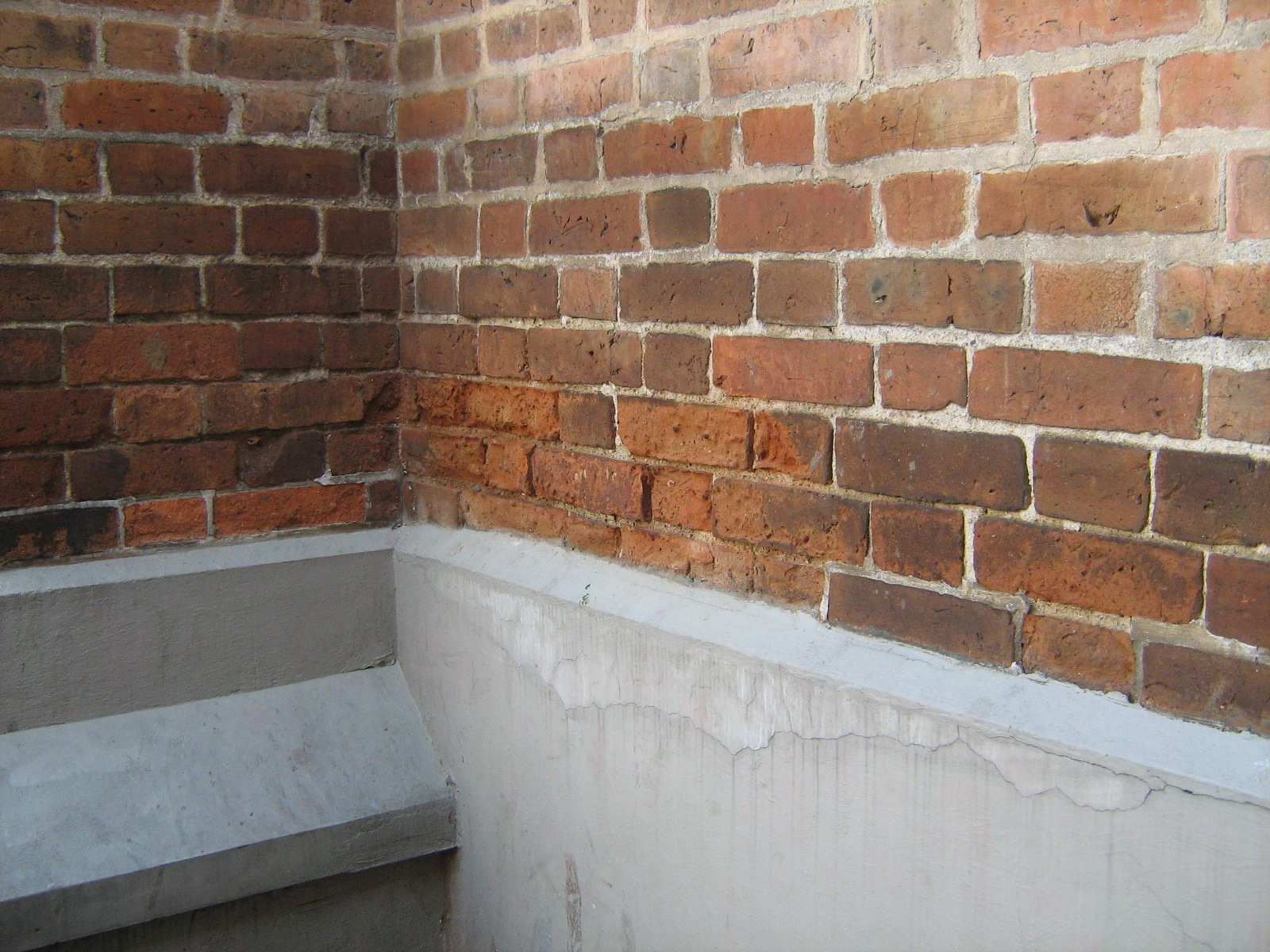
Deterioro físico superficial causado por la humedad.

La conclusión del diagnóstico fue que la catedral está enferma, pero no desahuciada ni en estado terminal. La iglesia fue muy bien construida, los adobes son de buena resistencia y cumplen con las normas que se exigen hoy en día para este tipo de ladrillos. Sin embargo, el paso del tiempo trae sus problemas. La catedral presenta deficiencias estructurales, de asentamientos, grietas, humedades y deterioro del ladrillo en algunos sitios. Aunque la edificación no corre un inminente riesgo de colapso, sí es necesaria una consolidación estructural que pueda proteger a la Basílica de un movimiento sísmico.
También se encontró que el sistema de protección contra descargas eléctricas atmosféricas es deficiente, requiere de unas reparaciones y complementación en toda la volumetría del templo. Igualmente, de las instalaciones eléctricas interiores y exteriores se halló que están expuestas en su mayoría, con reparaciones parciales inadecuadas y con riesgo de cortocircuito. Sobre la red hidrosanitaria se encontró en mal estado, presentando filtraciones y fugas, que crean humedades en el terreno y los muros.

Delimitación de la zona de influencia de la Catedral determinada por la resolución 2236 del 4 de diciembre de 2008 del Ministerio de Cultura de Colombia.

El deterioro que hoy presenta la Catedral Metropolitana se debe básicamente a que en la década de los 80 se adelantaron unos trabajos de amarres estructurales, que por falta de dinero no fueron concluidos. Por ejemplo, en los lugares donde se hicieron dichos amarres estructurales se comportaron bien y habían protegido la edificación de los temblores y que en los sitios donde no se realizaron los amarres se presentaron grietas y fisuras. A esto hay que sumarle el biodeterioro y la humedad provocada por la quebrada La Loca, que durante muchos años cruzó por debajo de la edificación. Además las intervenciones mal hechas que se han realizado en diferentes épocas también han influenciado en su estado.
Los dineros que requiere la intervención en la Catedral Metropolitana están presupuestados de los recursos que la Gobernación de Antioquia recibirá por la venta del lote donado por Instituto Nacional de Vías -INVIAS-, ubicado en el sector de San Diego en Medellín. De todas maneras este dinero podría resultar insuficiente, ya que también se debe destinar parte del mismo a la restauración de varios monumentos nacionales en el Departamento de Antioquia, por lo cual es necesario que otras entidades como la misma Curia y la Alcaldía de Medellín se vinculen económicamente con este proyecto.
En el 2004 el Ministerio de Cultura por medio de la resolución 1686 del 1 de diciembre de ese año declara a la Catedral de Medellín Bien de Interés Cultural de Carácter Nacional -BIC- (equivalente al antiguo título de Monumento Nacional que está en desuso). Más tarde, el mismo Ministerio por medio de la resolución 2236 del 4 de diciembre de 2008 delimita la zona de influencia del templo, junto a otros 24 inmuebles localizados en el municipio de Medellín que fueron declarados Bienes de Interés Cultural de Carácter Nacional y que no tenían dicha zona delimitada.
La zona de influencia es el contexto circundante o próximo a la catedral, necesario para garantizar su recuperación y sostenibilidad, y que a su vez permita mitigar los impactos que puedan afectar los valores del templo. Los inmuebles dentro de dicha zona no se consideran BIC, pero requieren de consideraciones de manejo e intervención en términos de su regulación. Por ejemplo, si un inmueble dentro de la zona de influencia será intervenido, este debe contar con la autorización del Ministerio de Cultura, quien después de analizar el caso aprueba o deniega la intervención.

## Administración de la Catedral
Las catedrales usualmente están a cargo de un Capítulo Metropolitano o Catedralicio, ya que estos templos tienen, originalmente, una dinámica diferente al parroquial, pero esto está cambiando, actualmente, los templos que son elevados al rango catedralicio son originalmente iglesias parroquiales, de hecho, hoy no todas las catedrales en Colombia tienen cabildo de canónigos (son quienes conforman el capítulo catedralicio). Solo tienen Bogotá, Manizales, Tunja y Santa Fe de Antioquia.

### El Capítulo Metropolitano y la Parroquia
Cuando la sede episcopal de Antioquia fue trasladada a Medellín en 1868, también fue trasladado el Capítulo Catedralicio, el cual fue establecido el 20 de julio de 1828 por fray Mariano Garnica y Orjuela, primer obispo de Antioquia; lo que indica que el Capítulo tiene 197 años, por lo cual es más antiguo que la misma sede de Medellín. Cuando la iglesia de La Candelaria fue establecida como catedral de Medellín, pasa hacer la sede del Obispo como del Capítulo. Luego, la parroquia de La Candelaria que data del siglo XVII, sería trasladada al templo de La Veracruz y más tarde al de San José. La administración del templo de la Candelaria, mientras fue catedral, estuvo a cargo del Capítulo Catedralicio hasta 1931 cuando es inaugurada la Nueva Catedral, trasladando tanto la sede arzobispal como la capitular, y el culto parroquial regresa a La Candelaria.
Todo lo referente al culto y a la administración del nuevo templo catedralicio estuvo a cargo del Capítulo durante 31 años, hasta 1962 cuando fue establecida la parroquia de la Catedral. Además, el Capítulo contaba con personería jurídica. En este periodo, solo el arzobispo y los canónigos podían celebrar misa en el altar mayor o central (que está debajo del baldaquino). Para que los demás sacerdotes celebraran la misa se disponía de un altar portátil que se colocaba cerca del comulgatorio. Igualmente, no se podían realizar exequias, a no ser las de los obispos, canónigos o autoridades civiles. Tampoco se podían realizar bautismos y matrimonios. En cambio si se permitían las confirmaciones.
El 29 de julio de 1962, el arzobispo Tulio Botero Salazar decretó la erección de la parroquia de la Catedral, y desde entonces todo lo referente al culto y a la administración del templo quedó en manos de la parroquia, la cual tenía en cuenta las determinaciones del Capítulo (mientras existió) acerca de la misa capítular y del rezo de la Liturgia de las Horas. A partir de entonces, cualquier sacerdote puede celebrar misa en el altar mayor, se puede realizar las exequias de cualquier feligrés, se pueden hacer bautismos y matrimonios como cualquier otra parroquia. Además, desde entonces el representante legal del templo es el párroco, y la personería jurídica de la parroquia remplazó a la del Capítulo.
En la actualidad, el culto, la pastoral, y todos los aspectos referentes a la gestión de la Catedral están a cargo de la parroquia. Por otro lado, el Capítulo Metropolitano se encuentra prácticamente extinto, ya que solo lo conforman dos sacerdotes muy ancianos, los cuales se encuentran retirados y hasta el momento en la arquidiócesis no hay interés de continuarlo.

### Horarios
| Horario de misas                  |
| Sábados, domingos                 |
| --------------------------------- |
| 7 a. m., 10 a. m., 12 m., 6 p. m. |
| Lunes a viernes                   |
| 7 a. m., 10 a. m., 6 p. m.        |

Por la contingencia causado por la pandemia del Covid19 fueron modificados los horarios de las misas en la Catedral, el actual horario de las misas se detalla en el siguiente cuadro:
El horario para visitar la Cripta de osarios son todos los miércoles y viernes de 10.00 a. m. a 11:00 a. m.
El horario de atención del despacho parroquial es de lunes a viernes 8:00 a. m. a 12:00 m. y de 1:30 p. m. a 4:00 p. m.
- Dirección del templo: carrera 48 N.º 56-81, Medellín, Antioquia.
- Dirección del despacho parroquial: carrera 48 N.º 56-64, Medellín, Antioquia.[220]
- Teléfono (+57) (604) 423 85 92.[220]
- Dirección de la casa cural: carrera 48 N.º 56-68, Medellín, Antioquia.

## Misceláneo

### Sellos postales con la imagen de la Catedral
Uno de los sellos postales (también llamada estampilla postal o simplemente estampilla) emitidas en Colombia con la imagen de la catedral de Medellín data de 1986 como motivo de la visita de S.S. Juan Pablo II a Colombia. La emisión se llamó “Juan Pablo II, con la paz de Cristo por los caminos de Colombia” y constó de tres estampillas de $ 24, $ 55 y $ 60 y una hoja filatélica de $ 200. Todas las estampillas fueron emitidas para el correo aéreo.
La estampilla de valor facial de $ 55 contiene la imagen del papa Juan Pablo II, su escudo papal y la Catedral de Medellín. Contó con un tamaño de 40 x 30 mm, y se emitieron 500 000 de estampillas. El impresor fue De La Rue de Colombia S. A.
Pero es en 1996, que se emitió un sello postal solo sobre la Catedral de Medellín como homenaje a la Arquitectura nacional del ladrillo, la cual fue aprobada por la junta directiva de Adpostal en sesión del 24 de enero de 1996.
La estampilla fue puesta en circulación el 15 de julio de ese mismo año, contiene la foto de la catedral, contó con un tamaño de 30 x 40 mm y un valor facial de 400 solo para correo aéreo. Se emitieron 500 000 unidades; el pliego especial constó de 20 unidades y, además, se emitieron 1,200 sobres de primer día. El impresor fue Thomas Greg y Sons de Colombia S.A.
El 12 de julio de 1996 en el auditorio Manuel José Caycedo, de la curia arquidiocesana, se realizó el lanzamiento de la estampilla en homenaje a la catedral de Medellín. La ceremonia contó con la presencia de monseñor Héctor Rueda Hernández, arzobispo de Medellín; de Gabriel Roberto Vergara Vergara, director general de la Administración Postal Nacional -Adpostal-; de Mario Fernando Córdoba, gerente regional de Adpostal Medellín; y demás autoridades civiles, militares y eclesiásticas.

### Cuadro «La Catedral»
En el Museo de Antioquia, se encuentra la obra «La Catedral» del artista colombiano Fernando Botero, oriundo de Medellín, la obra es un cuadro al óleo sobre lienzo realizada en 1998, con unas dimensiones de 110 x 170.5 cm y es una adaptación de la Catedral de Medellín al estilo del artista y fue donada al museo en el año 2000 por Botero junto con más de un centenar de obras. Cuando Fernando Botero nació en 1932, la catedral de Medellín era por mucho la edificación más grande de la ciudad, estas proporciones monumentales y su relación urbana quedaron plasmadas en el cuadro, en el que se puede ver un enorme templo y un entorno de casas de una sola planta, características del Medellín que vivió el joven Botero.

### Tomás Carrasquilla

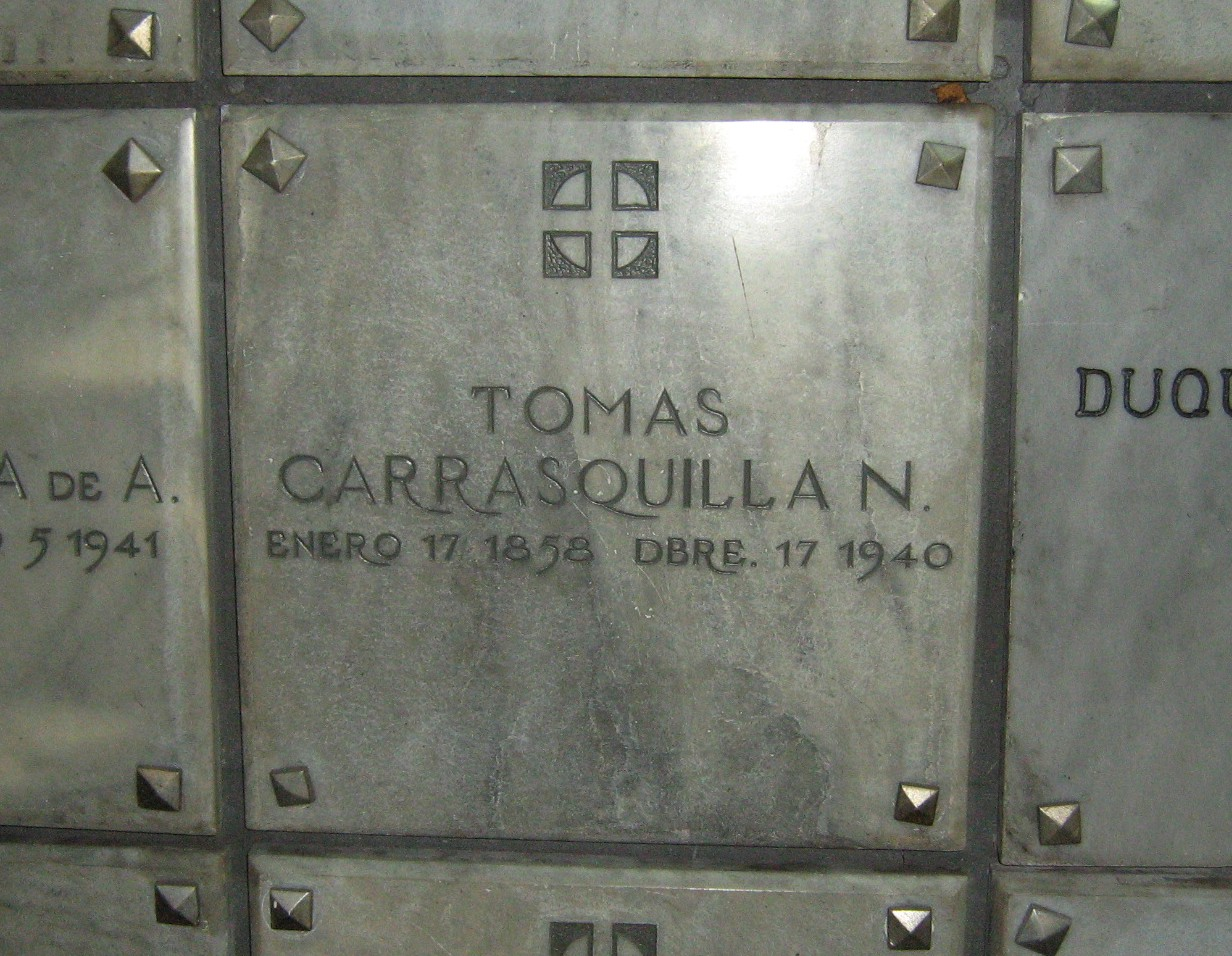
Antiguo osario de Tomás Carrasquilla en la cripta de osarios de la catedral. Los restos del escritor reposaron por 51 años en la catedral, y el 19 de abril del 2023 regresaron al Cementerio Museo San Pedro, que fue inicialmente su lugar de sepultura, y en donde le construyeron un mausoleo.

El escritor antioqueño Tomás Carrasquilla, a comienzos del siglo XX escribe sobre la imponente edificación, cuando estaba a punto de ser concluida:

«La catedral nueva es objeto de contradicción en Israel, quien la tiene por muy pesada y de mal gusto; quien la tiene por una obra intachable. Esto probará que no es una fabriquilla cualquiera, su ejecución es irreprochable. Al entrar a ella parece de un tamaño común, sólo al recorrerla se puede apreciar sus dimensiones; tanto es su euritmia. Su estilo románico-normando de muchos muros y pocos vacíos al exterior, ofrece el prestigio de lo severo, de lo despejado, de lo grandioso, su ornamentación sobria, casi austera, halaga el sentido de los exquisito. Tan imponente es su frontispicio como su ábside. De frente, de perfil, de soslayo, por dentro, por fuera, de cerca, de lejos inspira siempre la fuerza y sencillez del cristianismo. Es monumental, enorme: ante ella todo es pigmeo. Domina el panorama de todo punto que se contemple. Si es bandera ningún soldado dejara de mirarla en el combate. Si es columna de fuego, guiará a su pueblo a la Jerusalén indestructible. Si nada fuere, poco importa a los eternos intereses de las almas. Ante Dios son arenas las cumbres de mármol, las artes soberanas. Corazones de justos fueron siempre sus templos predilectos, y justos ha de haber hasta el final, porque Él lo quiere».

### Transmisión en vivo
Los principales eventos religiosos de la Catedral se transmiten regularmente por el canal de televisión católico Tele VID y por las páginas oficiales de la arquidiócesis de Medellín en Facebook y Youtube. El canal, obra de la Congregación Mariana de Medellín, transmite su señal por los principales operadores de televisión por suscripción de Colombia, y por más de 60 pequeños cable operadores del país, igualmente cuenta con señal satelital abierta que le permite llegar a toda Colombia, a casi todo el continente americano, a España y Portugal. Además, su señal también es transmitida por las plataformas digitales.

### Ordenaciones episcopales
Lista de las ordenaciones episcopales realizadas en la Catedral de Medellín.
| Nombre                            | Fecha de ordenación    |
| --------------------------------- | ---------------------- |
| Juan Manuel González Arbeláez     | 29 de octubre de 1933  |
| Emilio Botero González            | 26 de octubre de 1947  |
| Guillermo Escobar Vélez           | 27 de abril de 1952    |
| Eladio Acosta Arteaga             | 12 de abril de 1970    |
| Octavio Betancourt Arango         | 2 de febrero de 1971   |
| Javier Naranjo Villegas           | 29 de junio de 1971    |
| Rodrigo Arango Velásquez          | 25 de marzo de 1981    |
| Fabio Betancur Tirado             | 3 de julio de 1982     |
| José Roberto López Londoño        | 3 de julio de 1982     |
| Abraham Escudero Montoya          | 21 de junio de 1986    |
| Orlando Antonio Corrales García   | 25 de marzo de 1998    |
| Gonzalo de Jesús Rivera Gómez     | 25 de marzo de 1998    |
| Víctor Manuel Ochoa Cadavid       | 1 de abril de 2006     |
| Edgar Aristizábal Quintero        | 4 de junio de 2011     |
| Hugo Torres Marín                 | 4 de junio de 2011     |
| Elkin Fernando Álvarez Botero     | 4 de agosto de 2012    |
| Medardo de Jesús Henao del Río    | 15 de febrero de 2014  |
| Joselito Carreño Quiñonez         | 15 de febrero de 2014  |
| Carlos Alberto Correa Martínez    | 15 de febrero de 2014  |
| Luis Fernando Rodríguez Velásquez | 22 de agosto de 2014   |
| Luis Albeiro Maldonado Monsalve   | 3 de diciembre de 2015 |
| José Mauricio Vélez García        | 25 de febrero de 2017  |

### Curiosidades
- Los últimos ladrillos los colocó el obrero Benigno Morales, quien trabajó en la construcción de la Catedral por espacio de 56 años, tenía 16 años de edad cuando entró a trabajar en la obra, estuvo desde que se comenzaron los cimentos hasta que se terminó el templo.[73][105]
- Una vez quedó totalmente suspendido el proyecto de Crosti en 1883, los cimientos quedaron como una curiosidad de la ciudad. En dichos cimientos, se cometió un crimen que conmovió profundamente a la sociedad medellinense de entonces: “un hombre a quien llamaban el Mono Guzmán asesinó cruelmente a su querida”. Esto sucedió entre los años de 1886 y 1888.[239]

- Por 63 años la iglesia de La Candelaria ejerció como Catedral, de los cuales, 25 años le correspondieron al arzobispo Manuel José Cayzedo y después de realizar el traslado de la catedralidad al nuevo templo, le correspondieron en este 5 años y 10 meses.[240]